# Église Saint-Martin de Belle-Église
L'église Saint-Martin est une église catholique paroissiale située à Belle-Église, en France. Contrairement à ce qu'annoncent ses élévations extérieures dénuées de caractère, c'est un édifice d'une surprenante complexité, qui n'est que le résultat des agrandissements et remaniements successifs depuis la fin du XIIe siècle. Seulement la base du clocher roman de la fin du XIe ou du premier quart XIIe siècle subsiste d'origine. Elle se caractérise par sa voûte en berceau, sa grande profondeur et ses murs très épais. Le reste du chœur et de ses deux collatéraux est gothique. Il n'y a guère deux travées analogues, et la plupart des styles architecturaux sont représentés. Cependant, la plupart des travées a été bâtie avec grand soin, et l'architecture des parties orientales est tout sauf rustique. L'on trouve même des éléments remarquables par leur qualité, telles que les voûtes à six branches d'ogives du chœur et du croisillon nord avec leurs supports, ou par leur originalité. L'édifice n'est pas protégé au titre des monuments historiques, mais plusieurs éléments de son mobilier et quatre vitraux le sont en revanche. L'église Saint-Martin est aujourd'hui affiliée à la paroisse Saint-Louis en Thelle avec siège à Chambly, et n'accueille plus que deux messes dominicales anticipées par an, ainsi que des célébrations particulières.

## Localisation
L'église est située en France, en région Hauts-de-France et dans le département de l'Oise, dans la vallée de l'Esches, sur la commune de Belle-Église, au sud-est de la mairie et des écoles, rue des Écoles. Elle est bâtie en recul par rapport à la rue. La façade occidentale surplombe la rue en raison des accidents de terrain, et il faut gravir deux escalier successifs pour atteindre le portail occidental, mais un accès pour personnes à mobilité réduite existe également par le portail latéral nord. Une pelouse plantée d'arbres s'étend au nord de l'église. Le chevet et l'élévation méridionale donnent sur le cimetière.

## Historique

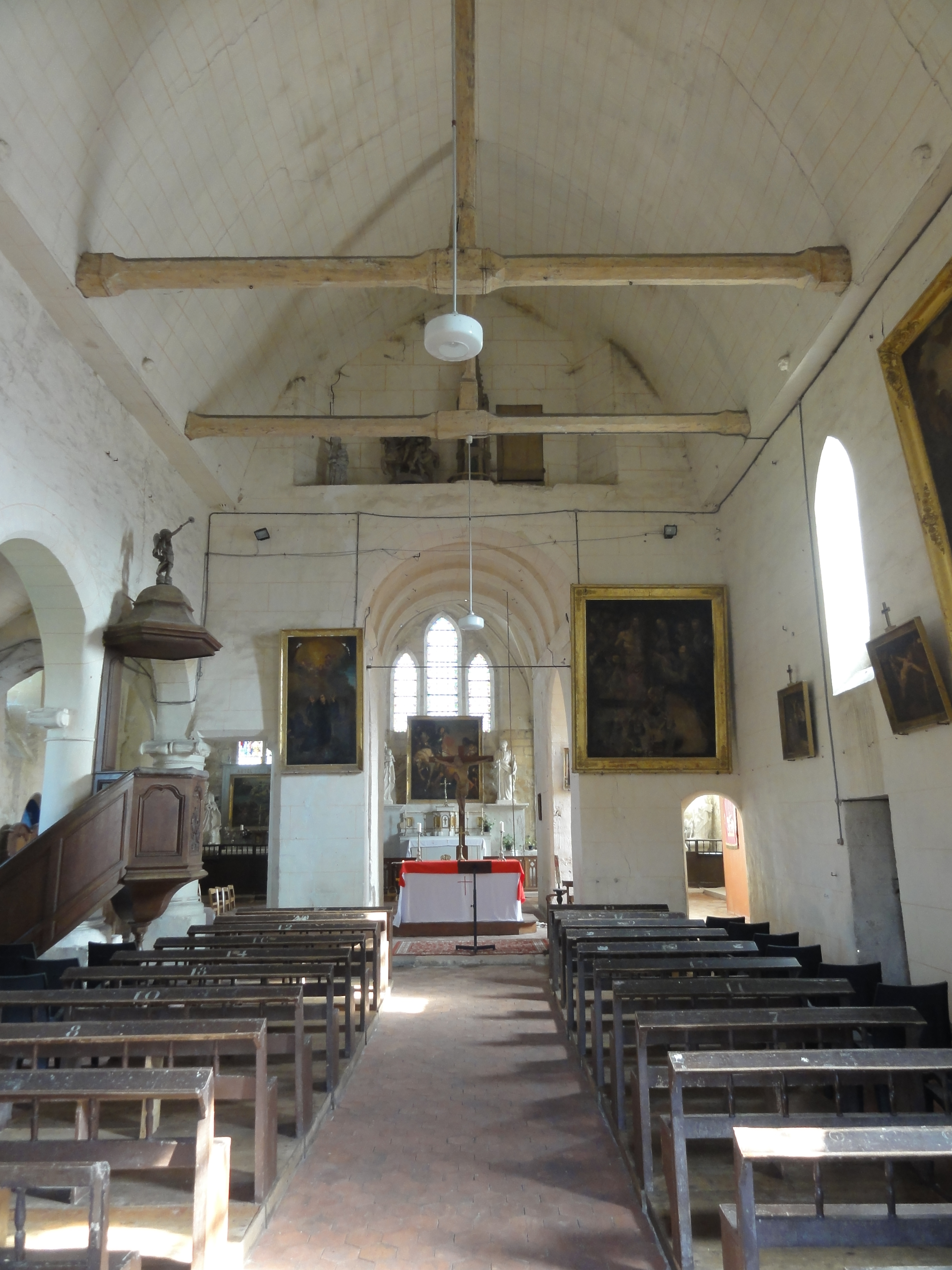
Nef, vue vers l'est.

L'église est dédiée à saint Martin de Tours. Sous l'Ancien Régime, elle dépend du doyenné de Beaumont, de l'archidiaconé de Clermont et du diocèse de Beauvais. La cure est à la nomination de l'abbé de l'abbaye Saint-Martin de Pontoise. L'on ignore si le nom du village a un rapport avec son église. Il apparaît sous la forme de Belaglisa en 1164, et sous sa forme latine Bella-Ecclesia en 1214. Au XIIIe siècle, la seigneurie appartient à une famille qui porte le nom du pays, et s'est alliée à la maison de Beaumont. Au XVIIIe siècle, elle est partagée entre l'ordre de Malte et l'abbaye de Royaumont. Les hameaux relèvent en partie de seigneuries différentes, dont celui de Gandicourt, qui fut donné à l'abbaye de Saint-Denis en 690, et celui de Montagny-Prouvaire, qui appartient à la baronnie de Persan. La dîme est partagée entre l'abbaye Saint-Martin de Pontoise, le prieuré Sainte-Madeleine de Bornel, le prieuré du Lay (sur l'actuelle commune de Hédouville) et le curé. Il convient de signaler la présence d'un prieuré sur la paroisse, qui est au titre de Saint-Jacques, et constitue une dépendance de l'abbaye Saint-Martin. Ce prieuré est dissocié de l'église, et ses bâtiments se situent près du village, au sud. Au moment du Concordat de 1801, le diocèse de Beauvais est annexé au diocèse d'Amiens, puis il recouvre son indépendance en 1822. Vers 1840, Belle-Église est déjà rattachée à la paroisse de Chambly, mais possède toujours son propre presbytère, et probablement, un vicaire. En 2016, l'église Saint-Martin est affiliée à la paroisse Saint-Louis en Thelle avec siège à Chambly, et n'accueille plus que deux messes dominicales anticipées par an, ainsi que des célébrations particulières. Les habitants ont toutefois la possibilité d'assister à la messe célébrée chaque dimanche à 18 h dans l'église voisine de Bornel, éloignée de moins de deux kilomètres.

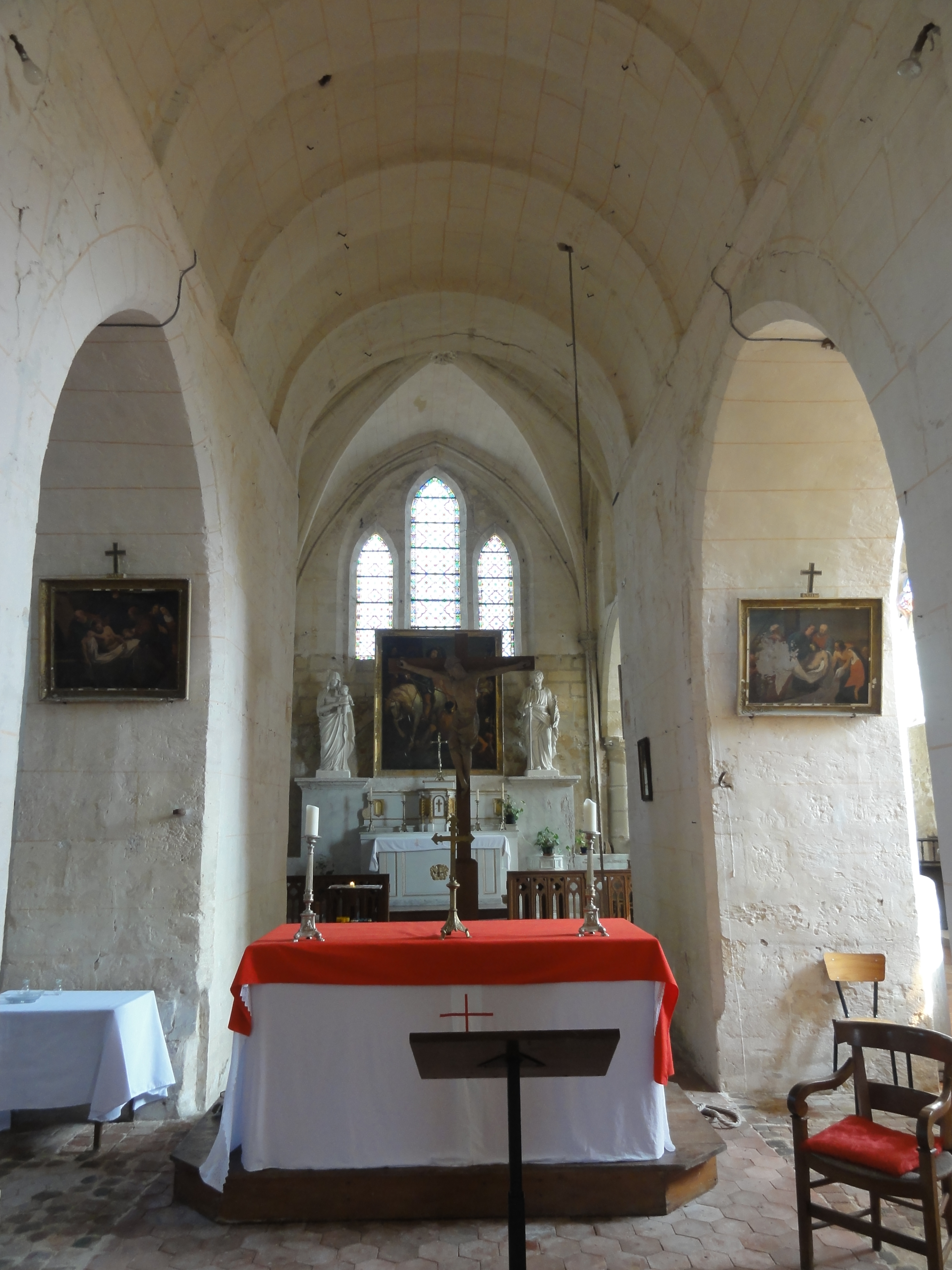
Base du clocher, vue vers l'est dans le chœur.

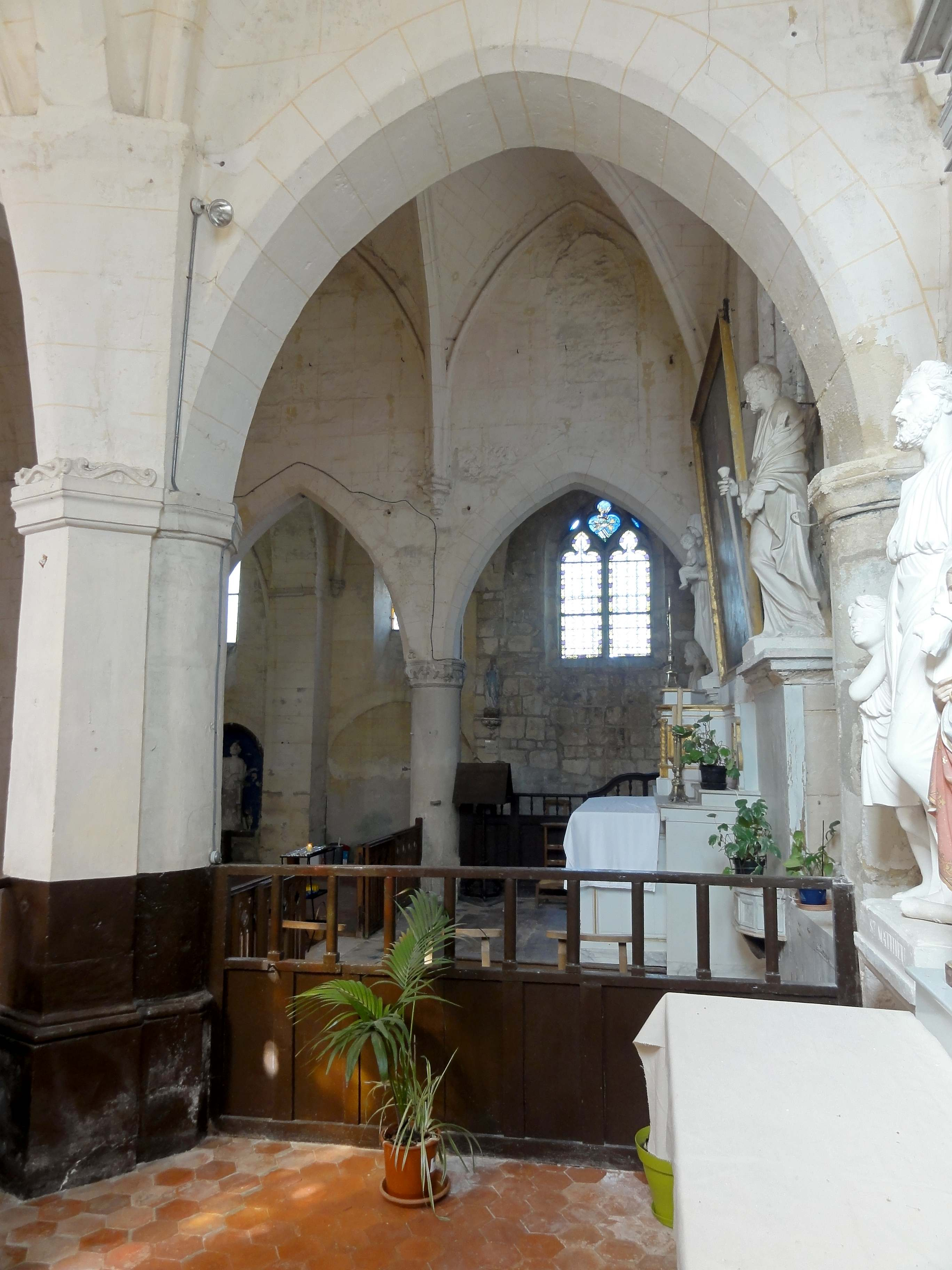
Collatéral sud, vue par la 2e grande arcade vers le nord.

Aucun document ne renseigne sur la construction de l'église. Elle peut seulement être datée grâce à l'analyse archéologique, et pour deux parmi ses cinq campagnes de construction, par le biais des vitraux, qui ont été étudiés de plus près que les maçonneries (voir le chapitre Mobilier). La nef accostée d'un seul bas-côté au nord rappelle encore l'ancienne nef unique romane, dont il n'est pas certain si des éléments sont encore conservés en élévation. Cette nef aboutit à l'est sur la base du clocher voûtée en berceau, qui constitue la partie la plus ancienne de l'église actuelle, et date probablement de la fin du XIe ou des premières décennies du XIIe siècle, car le voûtement d'ogives s'impose dans la région bien avant le milieu du siècle. Du clocher roman proprement dit, ne restent que des vestiges, dont notamment un rang de billettes visible au-dessus de la toiture de la nef, et sur lequel prenaient appui les deux baies occidentales de l'étage de beffroi, dont restent encore le trumeau et la moitié des archivoltes, qui sont englobés dans le pignon occidental du chœur. L'on ignore tout de l'abside romane. En revanche, il est à peu près certain que la base du clocher était flanqué de deux croisillons voûtés d'ogives, qui ont dû être ajoutés après coup au cas où l'on devait assigner au clocher une date assez haute. Un cul-de-lampe sans emploi dans l'angle nord-ouest du croisillon sud parle dans ce sens. À la fin du XIIe, le croisillon nord est reconstruit. Puis, dans un rythme soutenu, l'on édifie un nouveau chœur, qui n'est apparemment pas voûté tout de suite ; l'on rebâtit le croisillon sud et le prolonge d'une travée de collatéral vers l'est ; puis l'on prolonge pareillement le croisillon nord d'une travée de collatéral. La première demi-travée du chœur communique ainsi par de grandes arcades avec des chapelles latérales, tandis que la deuxième demi-travée reste libre. Ces travaux s'achèvent vers 1210 / 1220, comme l'indique la datation du vitrail de la première travée du  collatéral nord. Le profil des ogives et les triplets identiques au chevet et au sud du croisillon sud permettent de rattacher ces différentes étapes de construction à une même campagne. Les tailloirs à bec (en pointe) au nord et au sud du chœur indiquent toutefois une date postérieure à 1230. À en juger d'après les deux baies en arc brisé au sud, la nef est également rebâtie à la première période gothique, bien qu'elle se distingue à peine des nefs uniques romanes de la première moitié du XIIe siècle.
Les deux autres campagnes de construction sont postérieures à la guerre de Cent Ans. D'abord, les chapelles qui flanquent le chœur sont prolongées chacune d'une travée de style gothique flamboyant, de sorte que les trois vaisseaux se terminent maintenant au même niveau. Les verrières au chevet des collatéraux sont datées respectivement du premier quart (sud) et du second quart (nord) du XVIe siècle. Bien ultérieurement, à la Renaissance, les piliers des grandes arcades du chœur sont reprises en sous-œuvre, en toute logique depuis la seconde fois depuis le prolongement des collatéraux. Vers la même époque, la nef est munie d'un bas-côté au nord. Si sa construction se situe à la fin de la Renaissance, à la fin du XVIe siècle, l'on peut imaginer que la création du portail d'inspiration classique enchaîne sur cette campagne. La description fournie par Louis Graves en 1842 suggère tout à fait autre chose, puisqu'elle signale un triplet en façade, mais Graves confond les élévations latérales nord et sud, et le triplet en façade devrait en réalité être celui du chevet. Quant à la question de l'époque de disparition du clocher et de ses circonstances, elle reste en suspens. Le clocher moderne est déjà signalé par Louis Graves. Les églises voisines de Bornel et Fresnoy-en-Thelle ont également perdu leurs clochers romans, et conservent seulement sa base.

## Description

### Aperçu général

Plan de l'église.

Orientée à peu près régulièrement, avec une légère déviation de l'axe vers le nord-est du côté du chevet, l'église répond à un plan dissymétrique, avec une nette distinction entre nef et chœur. La nef et son unique bas-côté, au nord, ne sont pas voûtés, et communiquent entre eux par quatre grandes arcades de style Renaissance. Le vaisseau central du chœur se compose de la base du clocher romane, voûtée en berceau, et du sanctuaire de deux demi-travées recouvertes ensemble par une voûte sexpartite, et terminé par un chevet plat. De part et d'autre de la base du clocher formant croisée du transept, les deux croisillons du transept sont nettement différentes. Celui du nord se compose de deux demi-travées recouvertes ensemble par une voûte à six branches d'ogives à l'instar du chœur, tandis que celui du sud est munie d'une voûte ordinaire à quatre branches d'ogives. Il abrite une cage d'escalier dans l'angle sud-ouest, ainsi que la sacristie. Dans l'axe des croisillons et à gauche et à droite du vaisseau central du chœur, se situent deux collatéraux, dont la première travée affecte le même style que les croisillons, et dont la seconde travée constitue une adjonction de la période flamboyante. Les collatéraux sont également munis de voûtes d'ogives ordinaires. L'on accède à l'église par le portail occidental de la nef, ou par des petites portes au nord et au sud. La structure des toitures ne reflète pas tout à fait l'organisation intérieure, car les neuf travées orientales sont recouvertes ensemble par une large toiture à deux rampants délimitée par un pignon à l'ouest, et un autre à l'est. Le pignon occidental est formé par les restes du clocher roman. Le clocher actuel est une petite toiture en charpente qui émerge de la toiture.

### Intérieur

#### Nef et bas-côté
« Pauvre église, quoique non dénuée de caractère, que celle de Belle-Église », dit le chanoine Müller. Ce constat vaut peut-être pour la simplicité de la nef et l'état du mobilier, mais moins pour les parties orientales, dont l'architecture est d'une étonnante complexité, et offre une grande diversité de styles. Cependant, les nefs non voûtées sont davantage la règle que l'exception pour les petites églises rurales du Beauvaisis. On peut seulement déplorer la nudité du plafond, qui est une fausse voûte en berceau brisé en bois plâtré et peinte en faux-appareil, et dissimule une charpente en carène renversée qui donnerait bien plus de cachet à la nef si elle était découverte, ou munie d'un lambris, comme à Bruyères-sur-Oise, Frouville, Hodenc-en-Bray ou Labbeville, par exemple. L'aspect actuel est conforme au goût du XVIIIe siècle et à l'architecture néo-classique, qui privilégie la clarté avant tout. La forme en arc brisé trahit néanmoins les origines gothiques de la charpente, et ses trois entraits et poinçons restent toujours visibles.

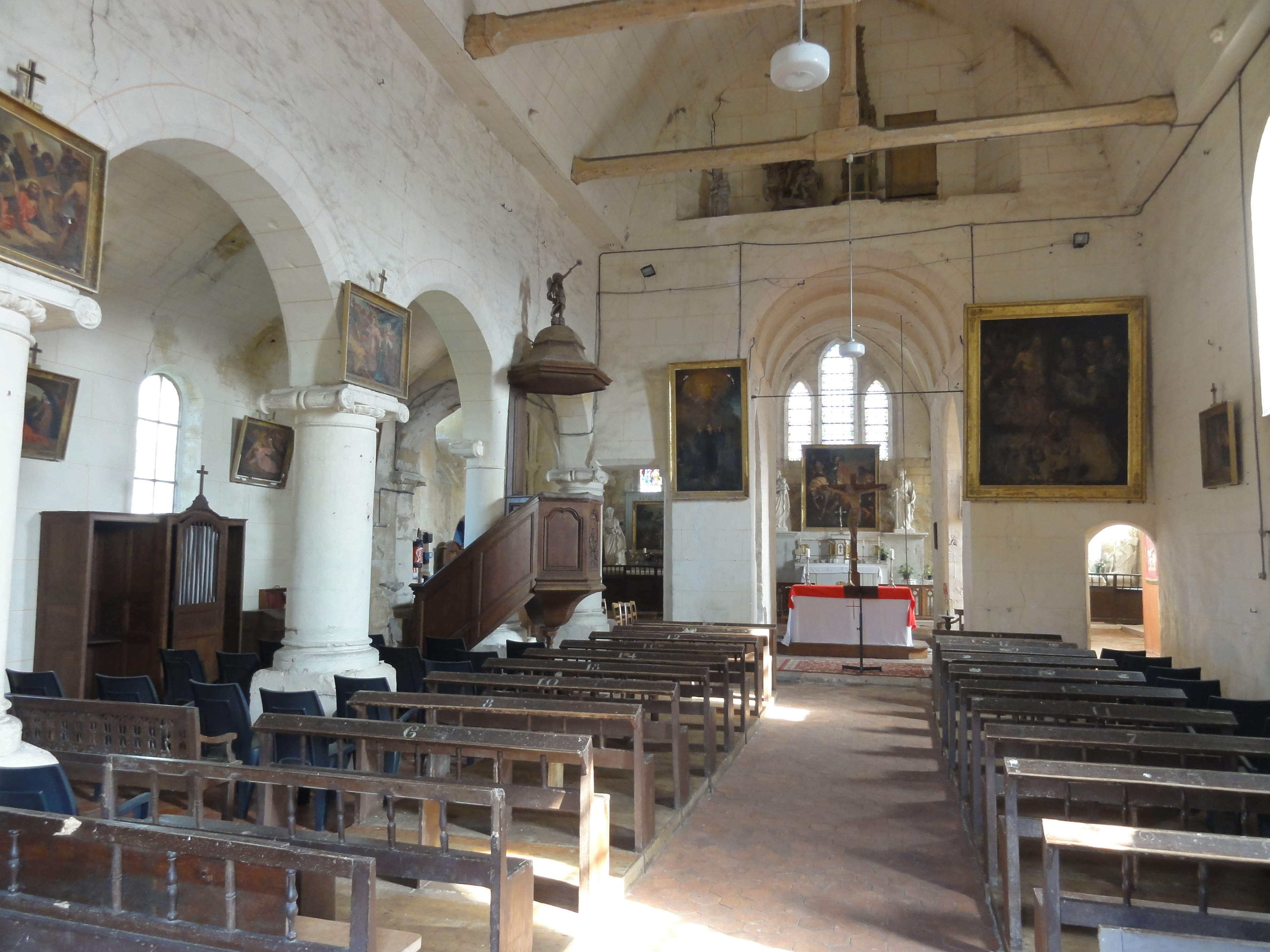
Nef, vue vers le nord-est.

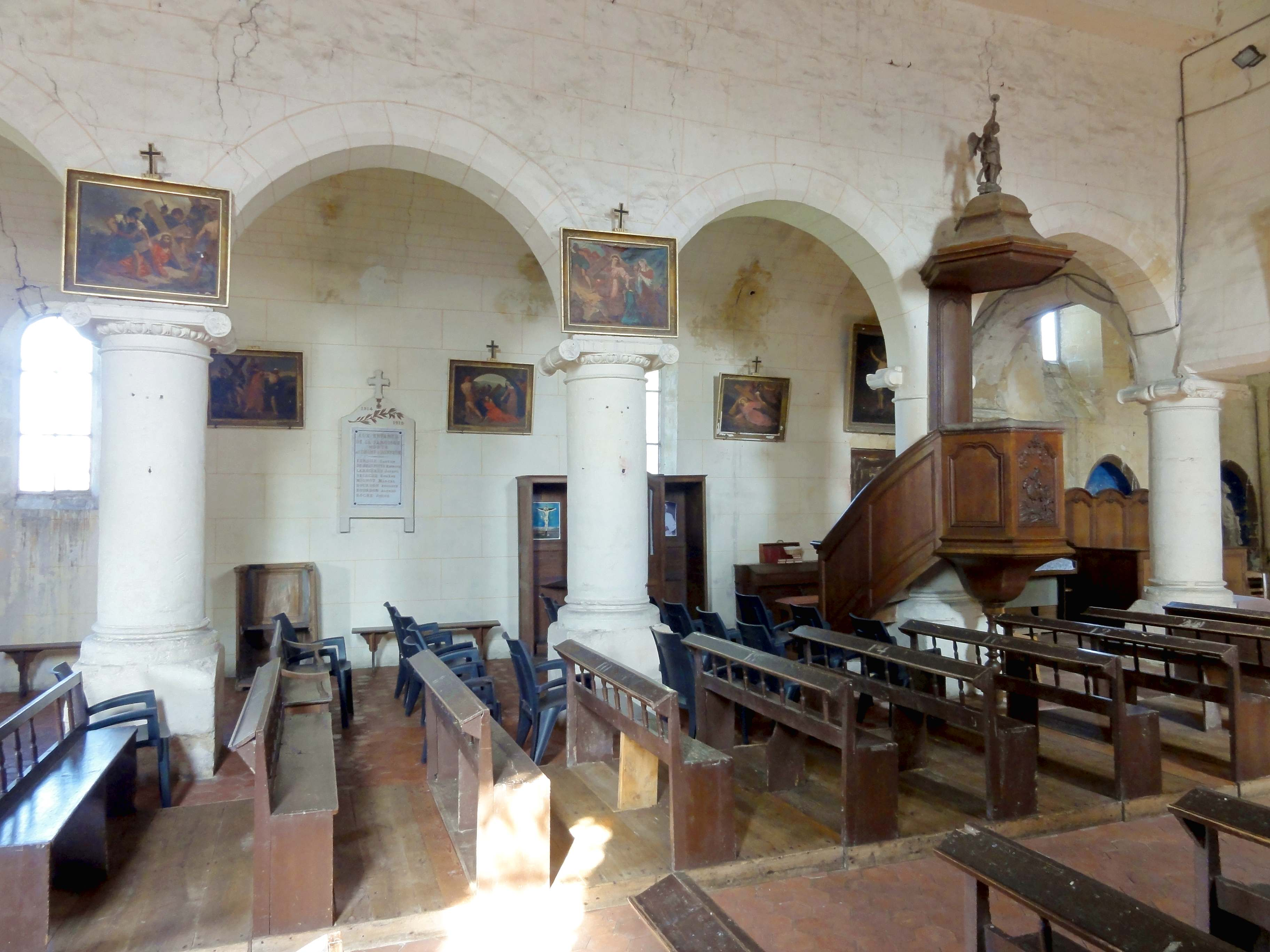
Nef, grandes arcades.

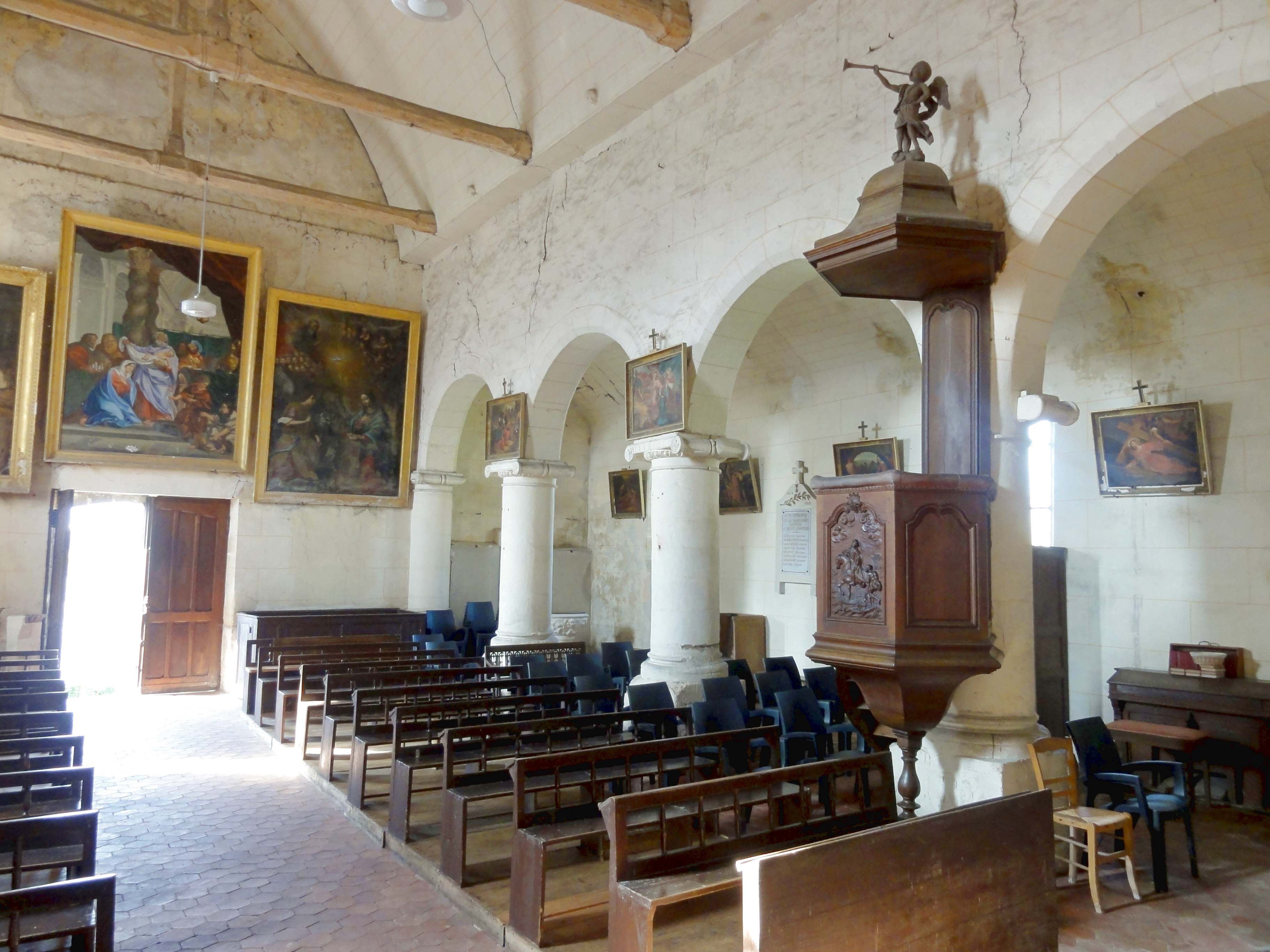
Nef, vue vers le sud-est.

Le mur occidental est aveugle, hormis le portail rectangulaire à double vantail. Ce mur se retraite à la base du pignon. L'élévation méridionale se présente comme un mur lisse, qui est ajouré par deux fenêtres en arc brisé de dimensions moyennes, et percé d'une petite porte rectangulaire dans le soubassement de la deuxième fenêtre. L'élévation orientale est plus intéressante, car révélant les origines romanes de l'édifice. L'arcade en plein cintre ouvrant sur la base du clocher n'est pas plus élevée que les murs gouttereaux de la nef, et guère plus large qu'un tiers du mur oriental de la nef. Elle n'est pas moulurée, et dépourvue de supports. À gauche et à droite, elle est flanquée de murs, qui comportent chacun un passage berrichon vers les croisillons du transept. Le passage vers le croisillon nord est rectangulaire, et contemporaine des grandes arcades. Celui vers le croisillon sud est plus petite, et en plein cintre. Les passages berrichons ne sont pas rares dans les églises à larges nefs uniques munies néanmoins d'un transept. On peut citer, à titre d'exemple, Ableiges, Arthies, Brignancourt, Delincourt, Heilles, Marquemont, Moussy, Nogent-sur-Oise et Villers-sous-Saint-Leu. En haut du mur de la base du clocher, l'on trouve un parapet, où sont placés deux sculptures (voir le chapitre Mobilier) et un genre d'édicule gothique en bois, dont les baies sont vitrées. Eugène Müller s'est déjà demandé quelle pourrait bien être sa fonction. Une petite porte donne accès au premier étage du clocher, depuis longtemps également accessible par la cage d'escalier du croisillon sud et les combles.
Les quatre grandes arcades au nord sont en plein cintre, et non moulurées. Elles ont seulement les angles chanfreinés. Par l'intermédiaire de chapiteaux de type Renaissance, elles retombent sur cinq piliers monoyclindriques appareillés en tambour, dont le premier est pour moitié engagé dans le mur occidental. Comme particularité, le dernier pilier à l'est n'est pas engagé, car il sert en même temps au passage berrichon vers le croisillon nord, et à l'arc-doubleau faisant communiquer celui-ci avec le bas-côté. Les chapiteaux se composent d'un tailloir sous la forme d'une tablette, qui est gravée au sud et au nord de traits verticaux espacés, et flanquée des deux autres côtés de coussinets empruntés aux chapiteaux ioniques. En dessous de la tablette, le chapiteau proprement dit se résume à un rang d'oves et de dards, une frise lisse, et un astragale. Les piliers ne sont pas galbés. Ils reposent sur des bases composées, du haut vers le bas, d'un listel, d'un tore, d'une scotie et de deux gros tores, dont le deuxième paraît écrasé par le premier. Les socles sont des massifs de maçonnerie cubiques. Le bas-côté est caractérisé, pour l'essentiel, par ces grandes arcades, et par son plafond en bâtière. Comme dans la nef, il n'y a pas de fenêtre occidentale, et le jour entre par seulement deux baies en plein cintre, qui ne semblent pas plus anciennes que le bas-côté lui-même. Une porte vers l'extérieur existe à la fin du bas-côté. Le doubleau vers le croisillon est identique aux grandes arcades, mais ne possède pas de supports du côté du mur extérieur.

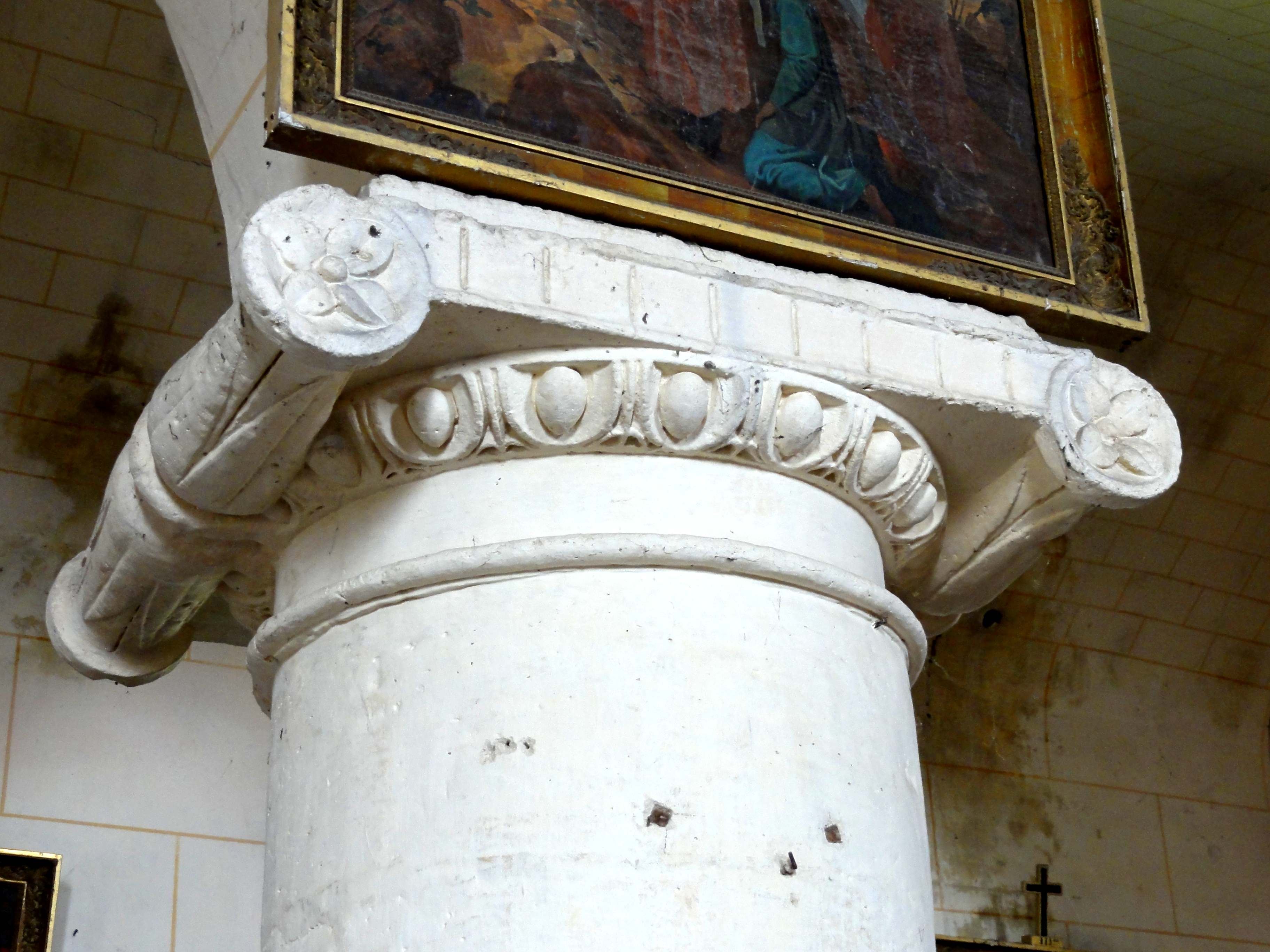
Chapiteau des grandes arcades.
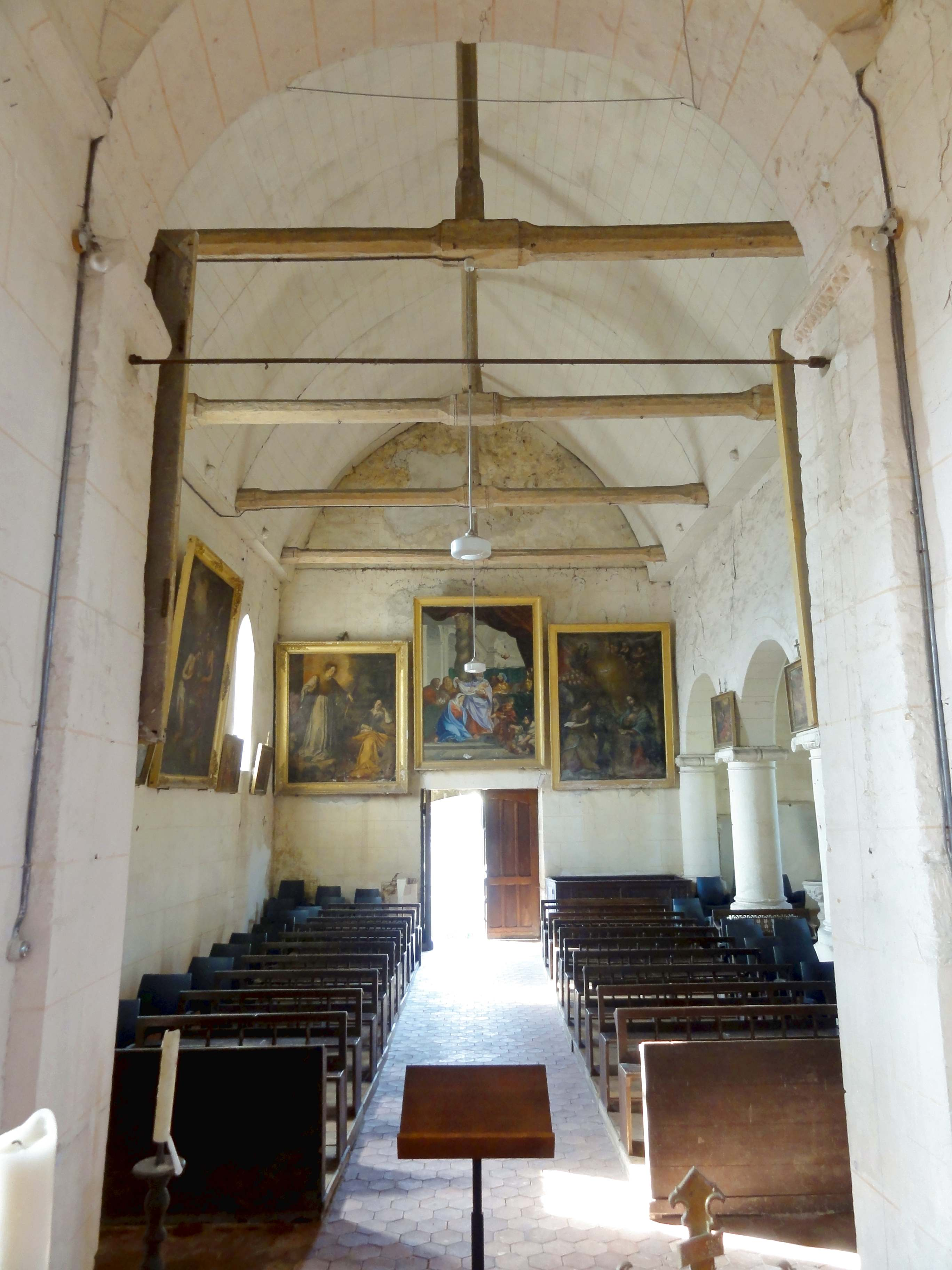
Nef, vue depuis la base du clocher.
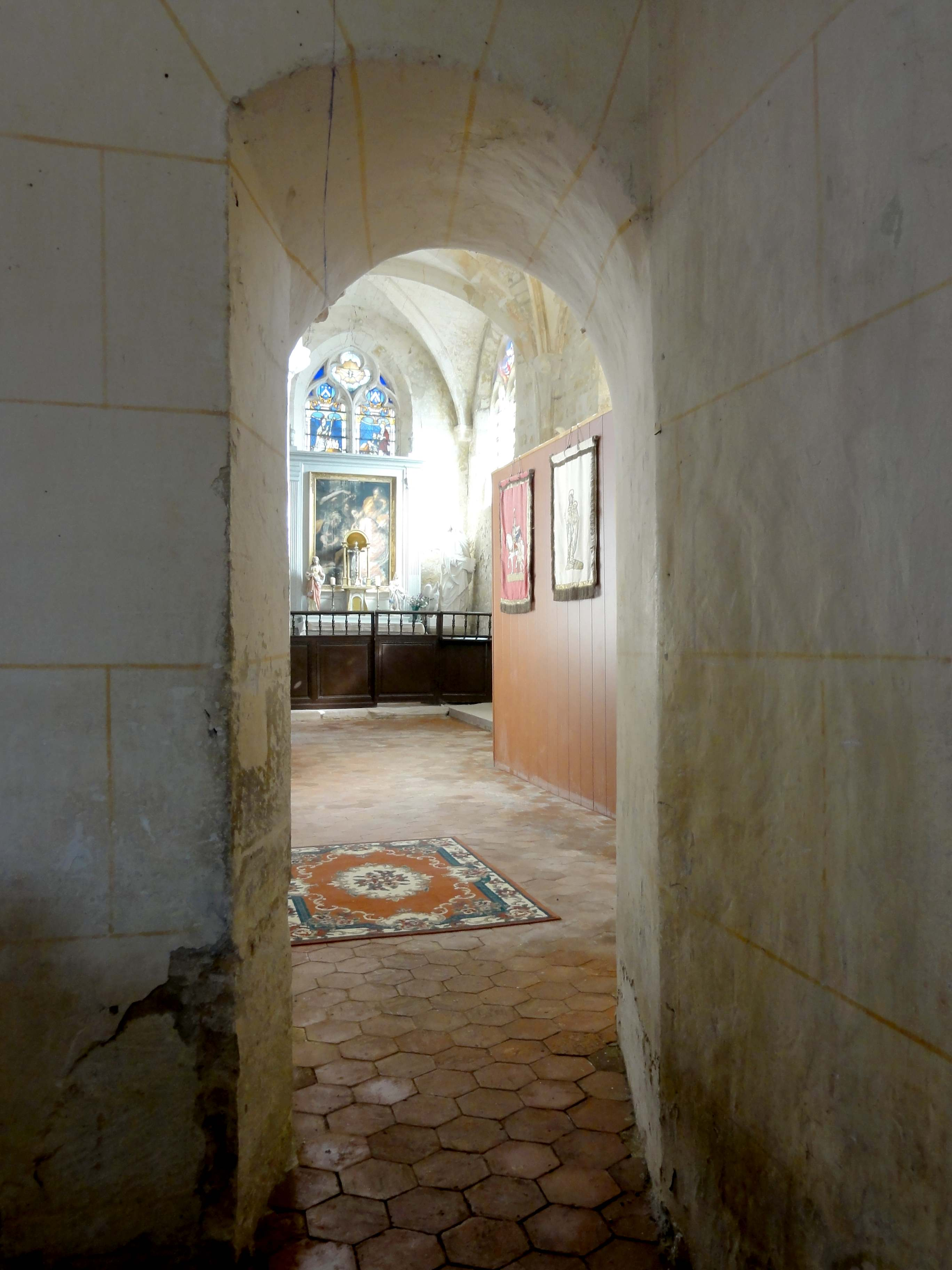
Passage berrichon vers le croisillon sud.
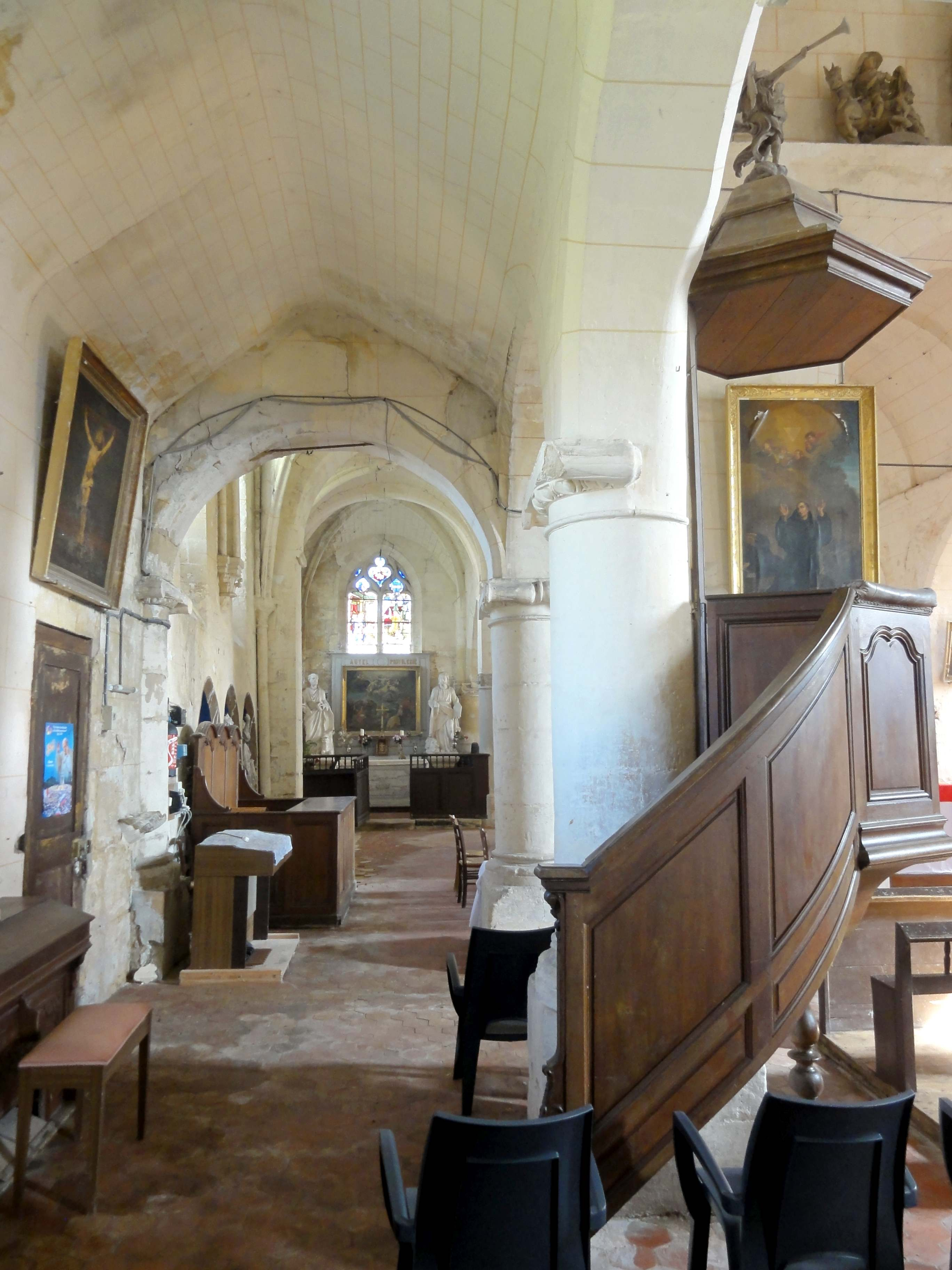
Bas-côté, vue vers l'est.
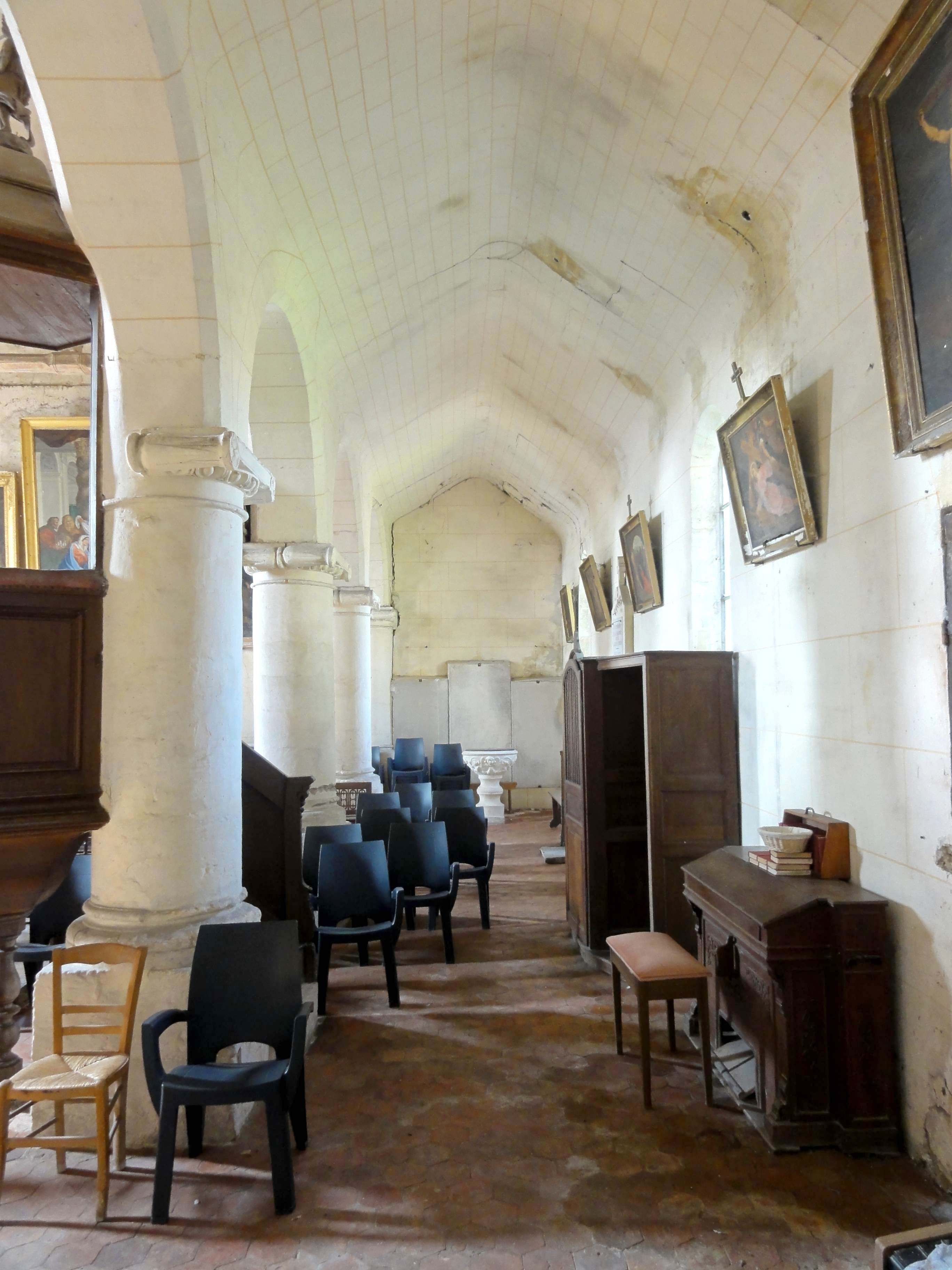
Bas-côté, vue vers l'ouest.
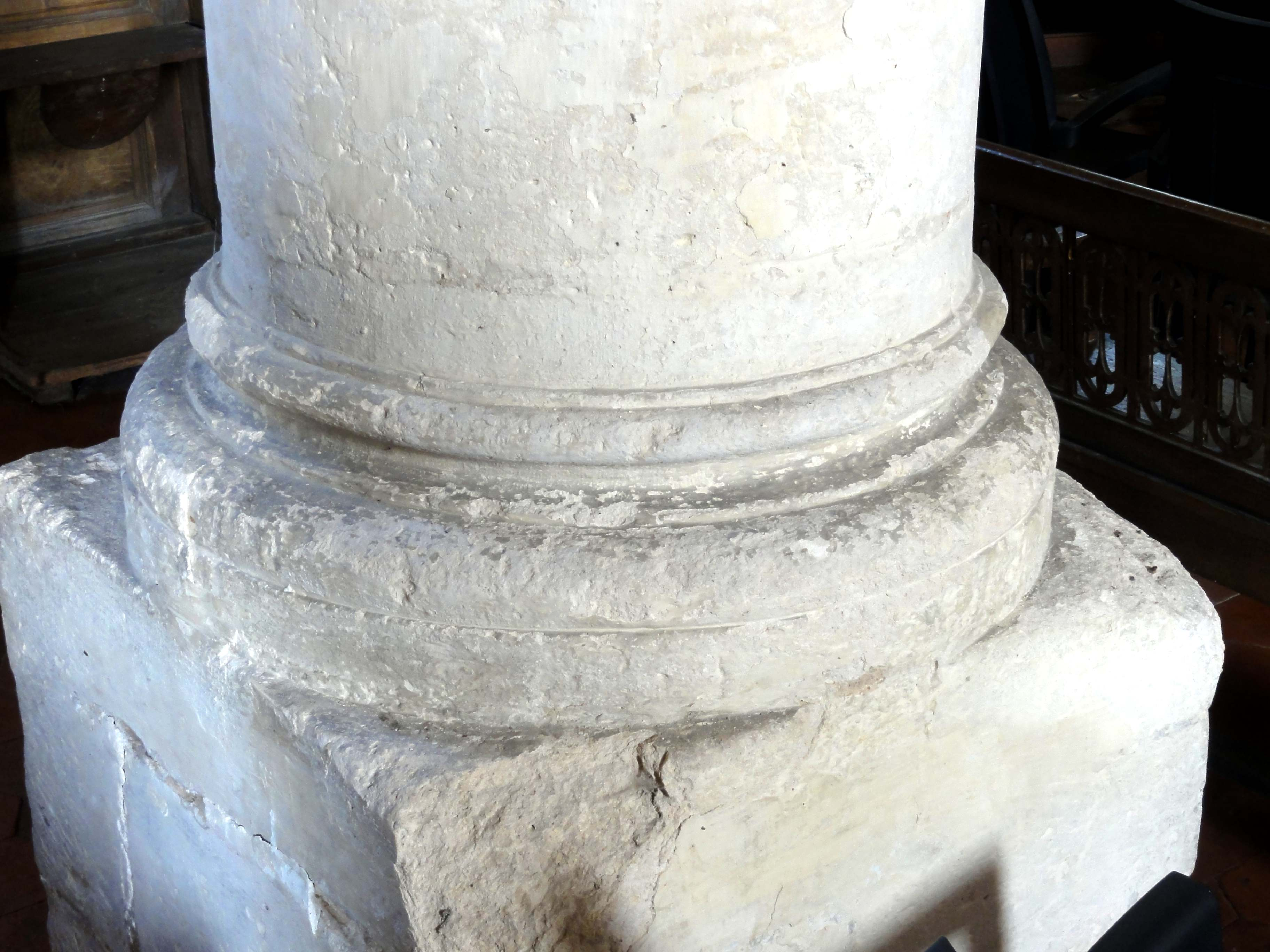
Base des piliers des grandes arcades.

#### Base du clocher et chœur

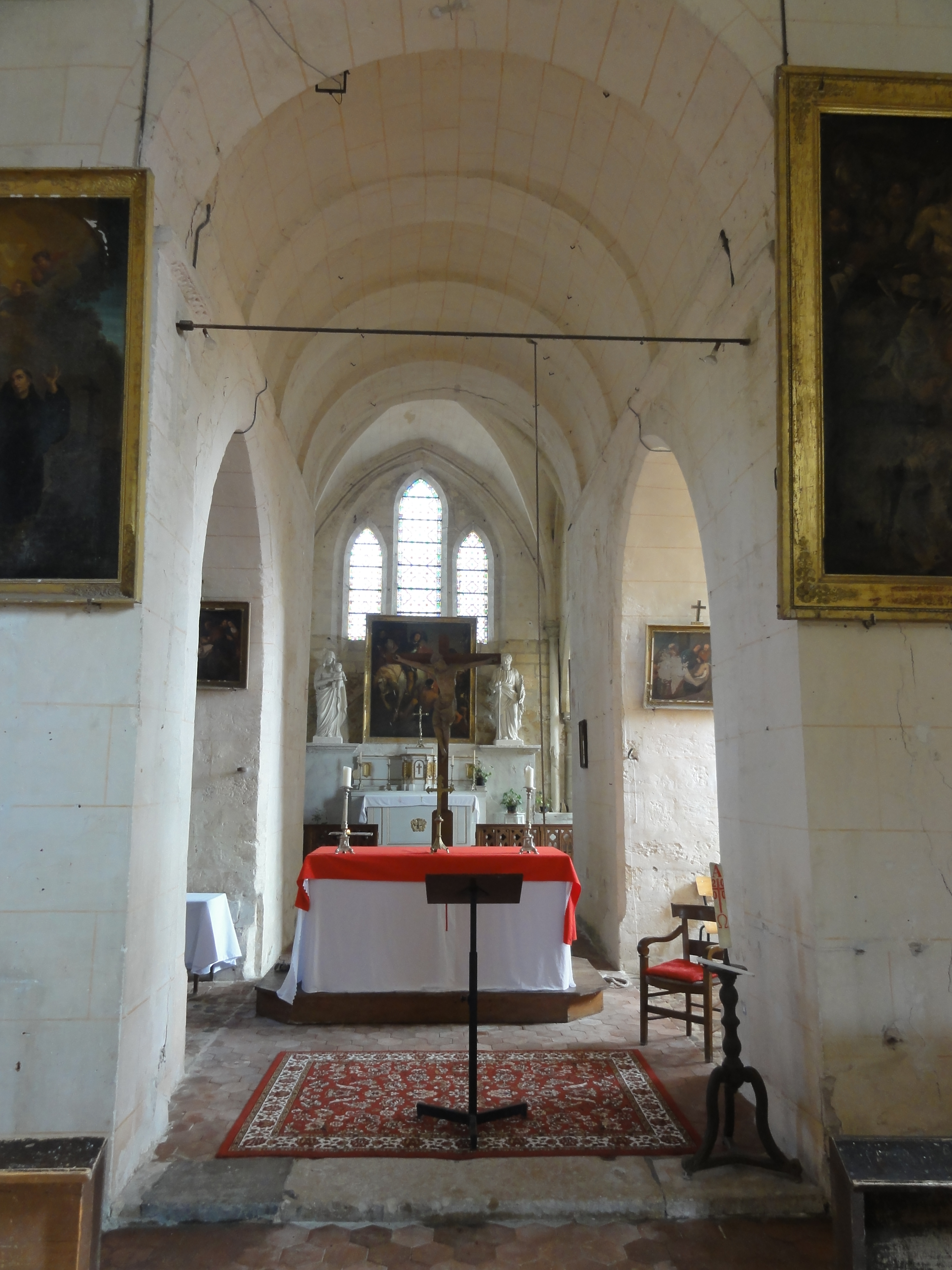
Vue depuis la nef.

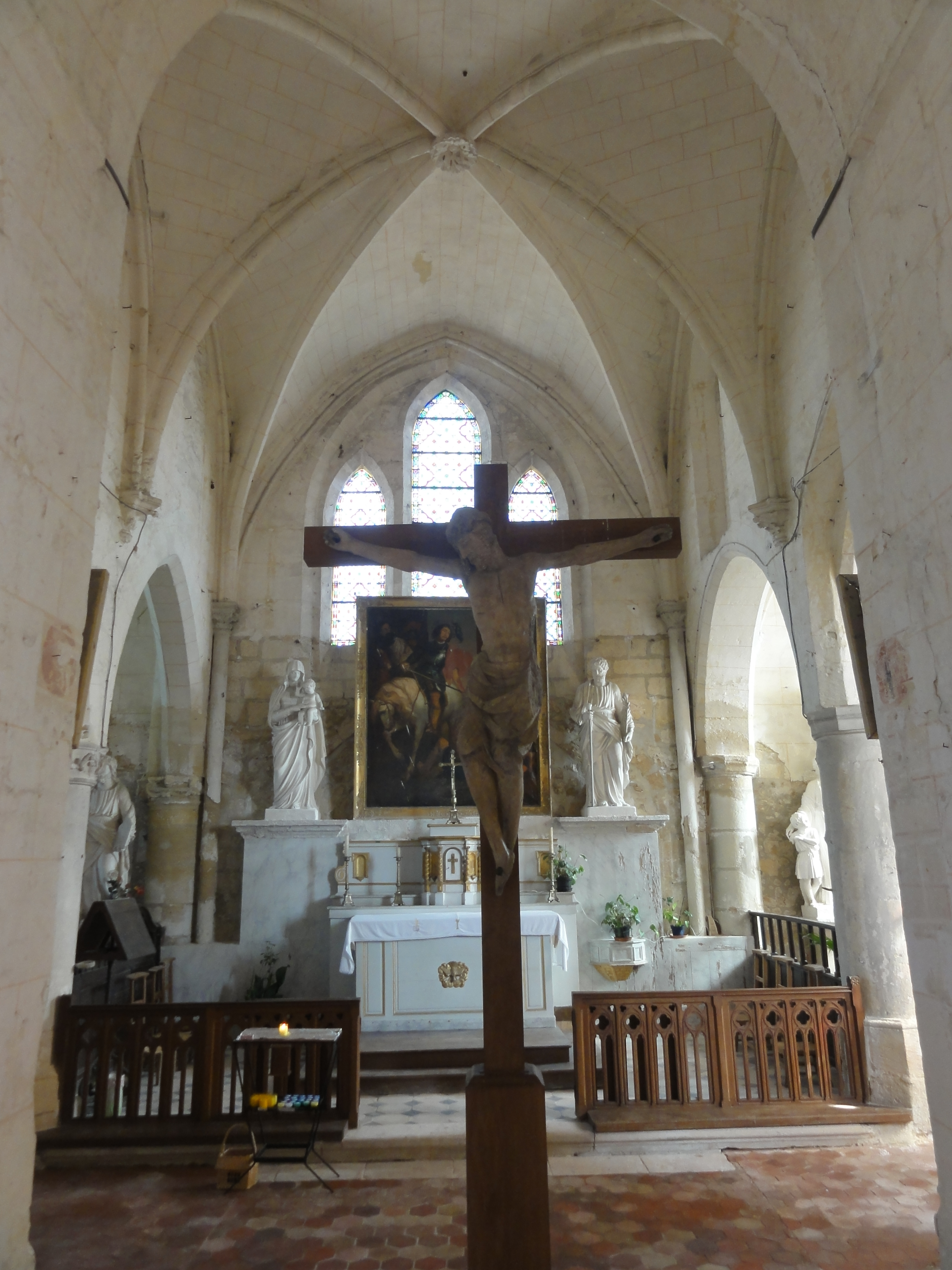
Chœur, vue vers l'est.

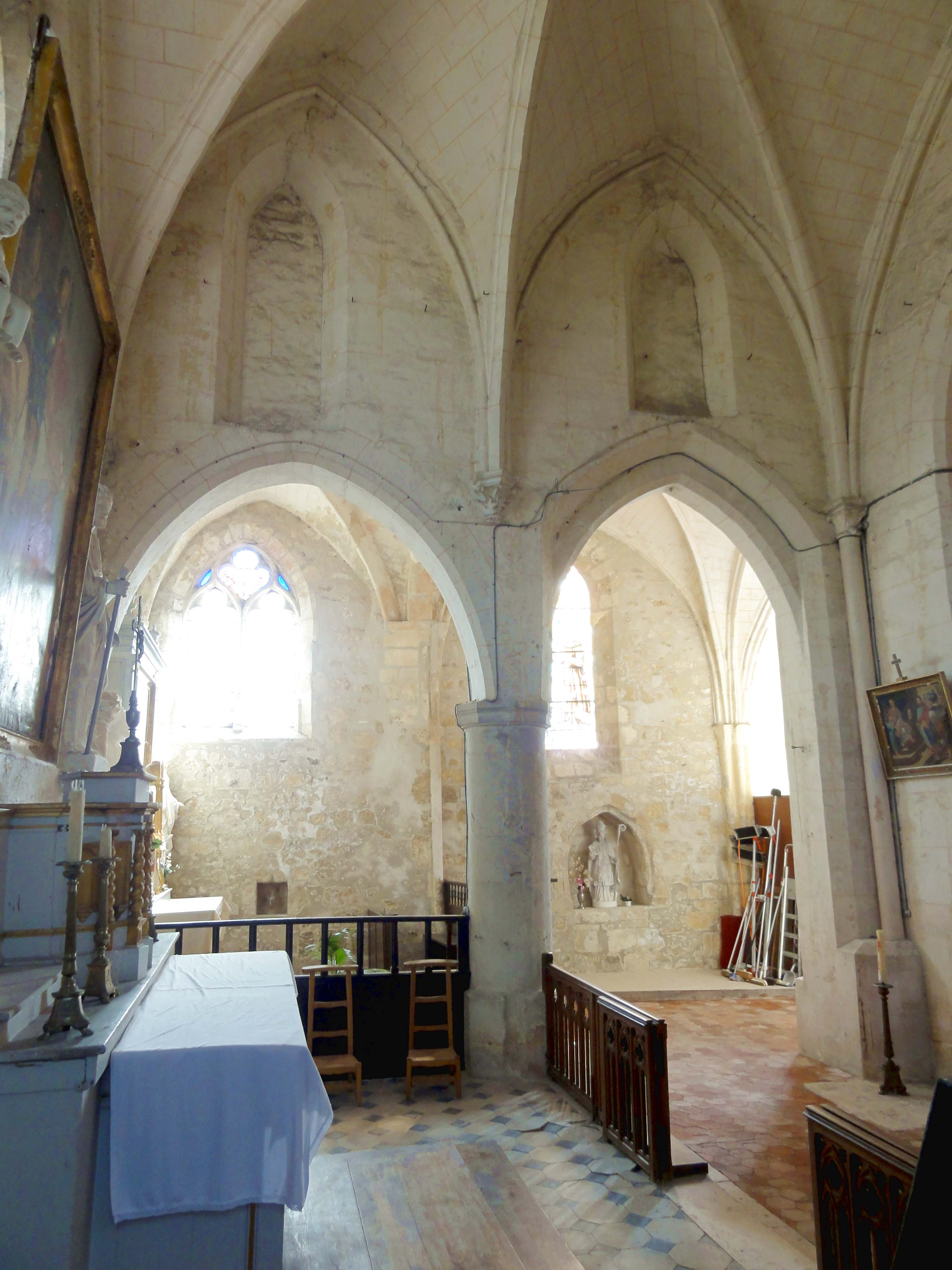
Chœur, élévation sud.

Comme à Bouconvillers, Deuil-la-Barre, Fay-les-Étangs, Fleury, Labruyère, Néry, Omerville, Serans, Senots et Villers-Saint-Frambourg, la base du clocher est voûtée en berceau. À Labruyère et Néry, qui représentent les exemples les plus récents, la voûte est déjà en berceau brisé. Rarement les bases des clochers sont aussi austères, et rarement leurs voûtes prennent appui sur des murs aussi épais. Les proportions sont aussi très inhabituelles, car la profondeur équivaut à presque le double de la largeur, qui est effectivement très réduite. S'il n'y a avait pas les deux grandes arcades vers les croisillons, qui sont en arc brisé et donc pas antérieurs au second quart du XIIe siècle, l'on pourrait difficilement contourner l'autel de célébration. La nature de la voûte actuelle reste à préciser. Elle est renforcée par de larges doubleaux, qui sont peut-être les seuls éléments en pierre. L'on ne peut exclure que la structure actuelle date seulement de la réparation à la suite de l'effondrement du clocher roman, à une époque indéterminée.
Le petit chœur gothique fournit un exemple peu connu d'une voûte à six branches d'ogives. Les voûtes sexpartites sont caractéristiques des grandes églises de la première période gothique. Dans l'Île-de-France et ses environs, berceau de l'architecture gothique, les chœurs Fontenay-en-Parisis, Gouvieux (anciennement), Précy-sur-Oise (une seule travée), Puiseux-Pontoise, Saint-Jean-aux-Bois, Saint-Leu-d'Esserent (la première travée seulement), ainsi que les nefs d'Angicourt et Nesles-la-Vallée, et tout le vaisseau central de la collégiale Saint-Frambourg de Senlis, en possèdent également. Plusieurs édifices concernés ne sont que de petites églises rurales, mais sauf à Puiseux-Pontoise, les travées concernées sont toujours à deux niveaux d'élévation. Avant l'adjonction des dernières travées des collatéraux à la période flamboyante, ce fut également le cas du chœur de Belle-Église : en témoignent toujours les fenêtres hautes bouchées, bien visibles au sud surtout, et beaucoup trop rapprochées des grandes arcades pour rester ouvertes. Si le nombre de deux grandes arcades de chaque côté est la règle pour les travées à voûtes sexpartites, qui apportent une subdivision en deux demi-travées, le chœur de Belle-Église possédait jadis la particularité du partage des élévations latérales entre une grande arcade et un mur, peut-être ajouré d'une fenêtre. L'église d'Ermenonville, plus grande, conserve cette particularité. Au chevet, le triplet formé par trois lancettes aigües, dont celle du centre est plus haute, s'inscrivant dans un arc de décharge en tiers-point, est caractéristique de la première période gothique. Au premier quart du XIIIe siècle, les triplets se rencontrent encore à Amblainville, Allonne, Borest, Ermenonville, Mareuil-sur-Ourcq, Méru, Précy-sur-Oise, ou Saint-Crépin-Ibouvillers. Ils préfigurent les fenêtres à remplage. On les trouve déjà à la période romane avec des trumeaux moins fins et des baies en plein cintre.
La voûte est d'une facture élégante. Elle est pourvue de minces formerets toriques. Les ogives, également assez fines, sont au profil d'un tore en forme d'amande entre deux gorges. Ces nervures retombent ensemble sur les tailloirs de quatre chapiteaux situés dans les angles, et sur deux culs-de-lampe au milieu des élévations latérales. Les tailloirs sont au profil d'une plate-bande, d'une baguette bien dégagée en encorbellement, et d'un cavet. Dans les angles, ils sont carrés ; au nord et au sud, ils sont à bec (en pointe), parti qui apparaît au début des années 1230 dans l'abbatiale de Royaumont. Ce détail souligne que le chœur appartient bien à l'extrême fin de la première période gothique. Les corbeilles des chapiteaux sont sculptées d'un rang de crochets et d'un rang de feuilles polylobées appliquées. La clé de voûte n'est pas particulièrement remarquable. Elle est ornée d'un disque sculpté de feuillages. En revanche, les fûts en délit qui portent les quatre chapiteaux logés dans les angles sont la marque d'un soin particulier apporté à la construction. À l'instar du triplet, les grandes arcades ne paraissent pas d'une style aussi avancé que la voûte. Elles sont en fait à arêtes chanfreinées et simple rouleau, sauf la première grande arcade du sud dont le tracé du rang de claveaux supérieur est tronqué par manque de place. En plus, ces arcades sont dépourvues de supports du côté ouest. Mais eu égard à la présence des fenêtres hautes bouchées trop proches des arcades et l'adjonction tardive de la deuxième travée des collatéraux, ces arcades ne peuvent en réalité pas dater d'origine, ce qui explique aussi leur caractère sommaire. Une première reprise en sous-œuvre a dû intervenir lors de l'agrandissement des collatéraux, à la période flamboyante, quand la seconde grande arcade au nord et au sud fut construite. En témoignent encore les chapiteaux aux corbeilles polygonales et seulement décorées de moulures au sud. Cette première reprise n'ayant pas été effectuée dans les règles de l'art, l'on dût renforcer le pilier intermédiaire du sud et reprendre pour une seconde fois le pilier intermédiaire du nord et le pilier engagé dans le mur du chevet, au début de la Renaissance. Cette reprise a fourni deux chapiteaux sculptés de volutes corinthiennes et de petites têtes humaines.

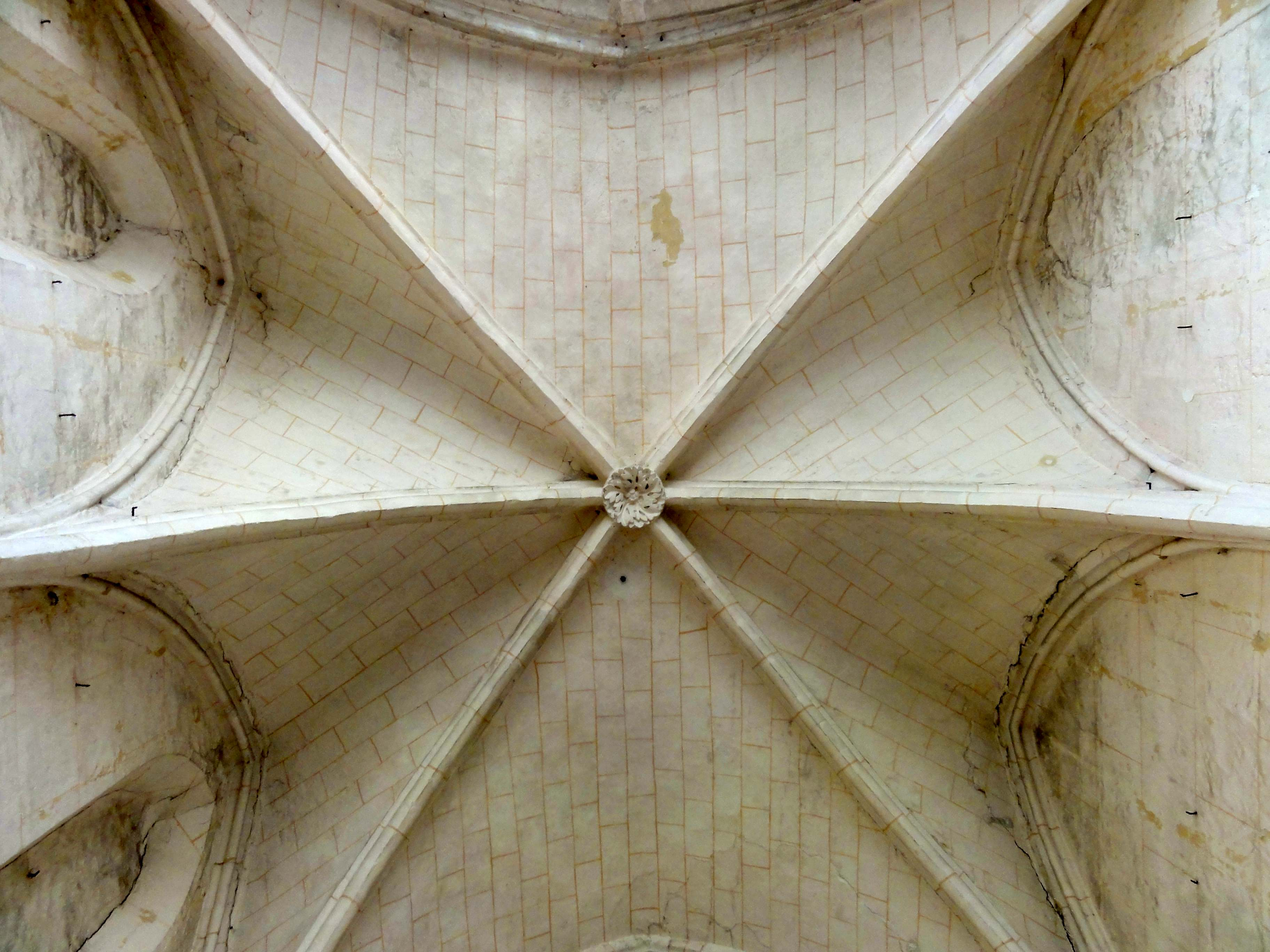
Voûte du chœur.
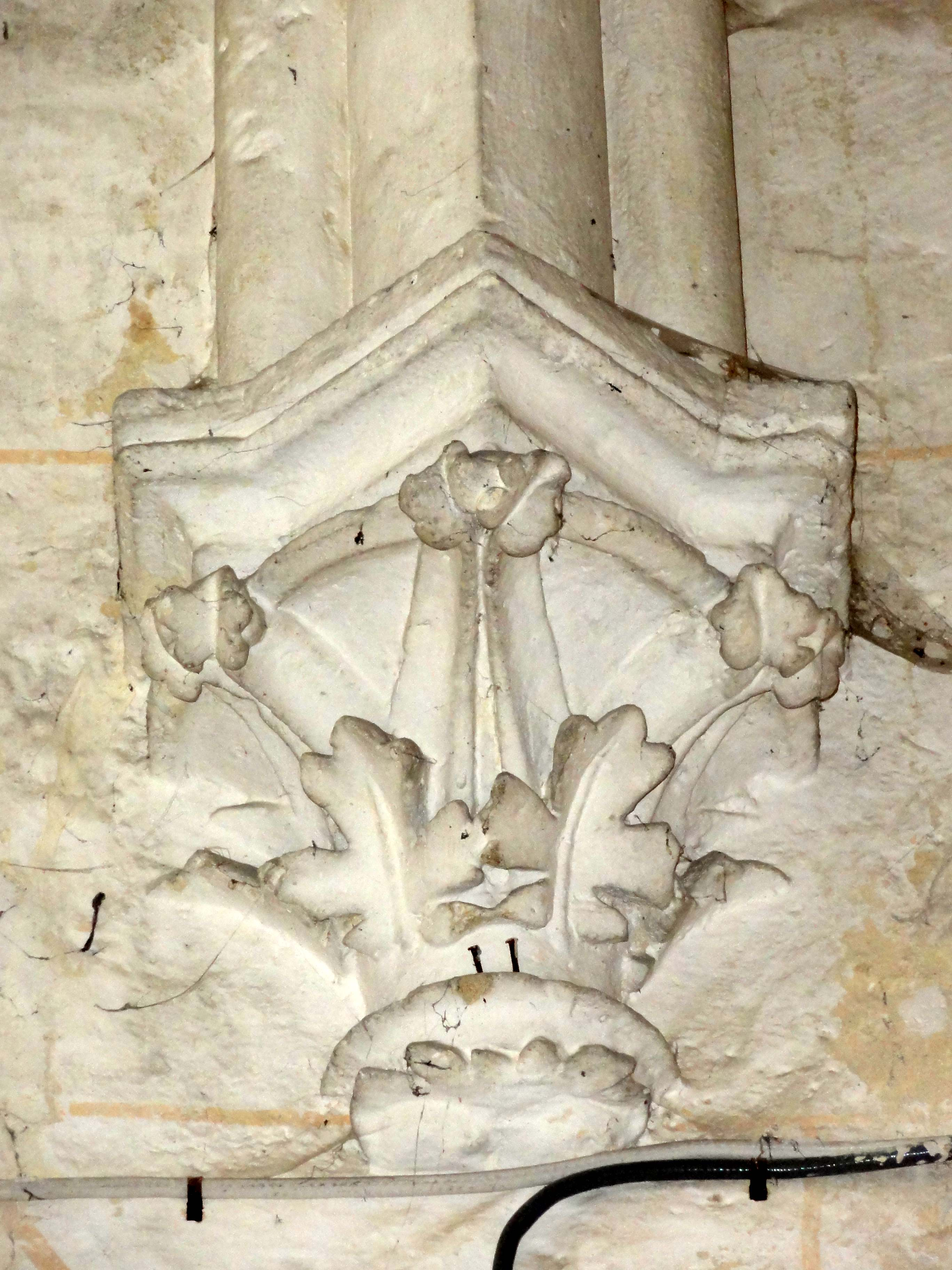
Cul-de-lampe à bec.
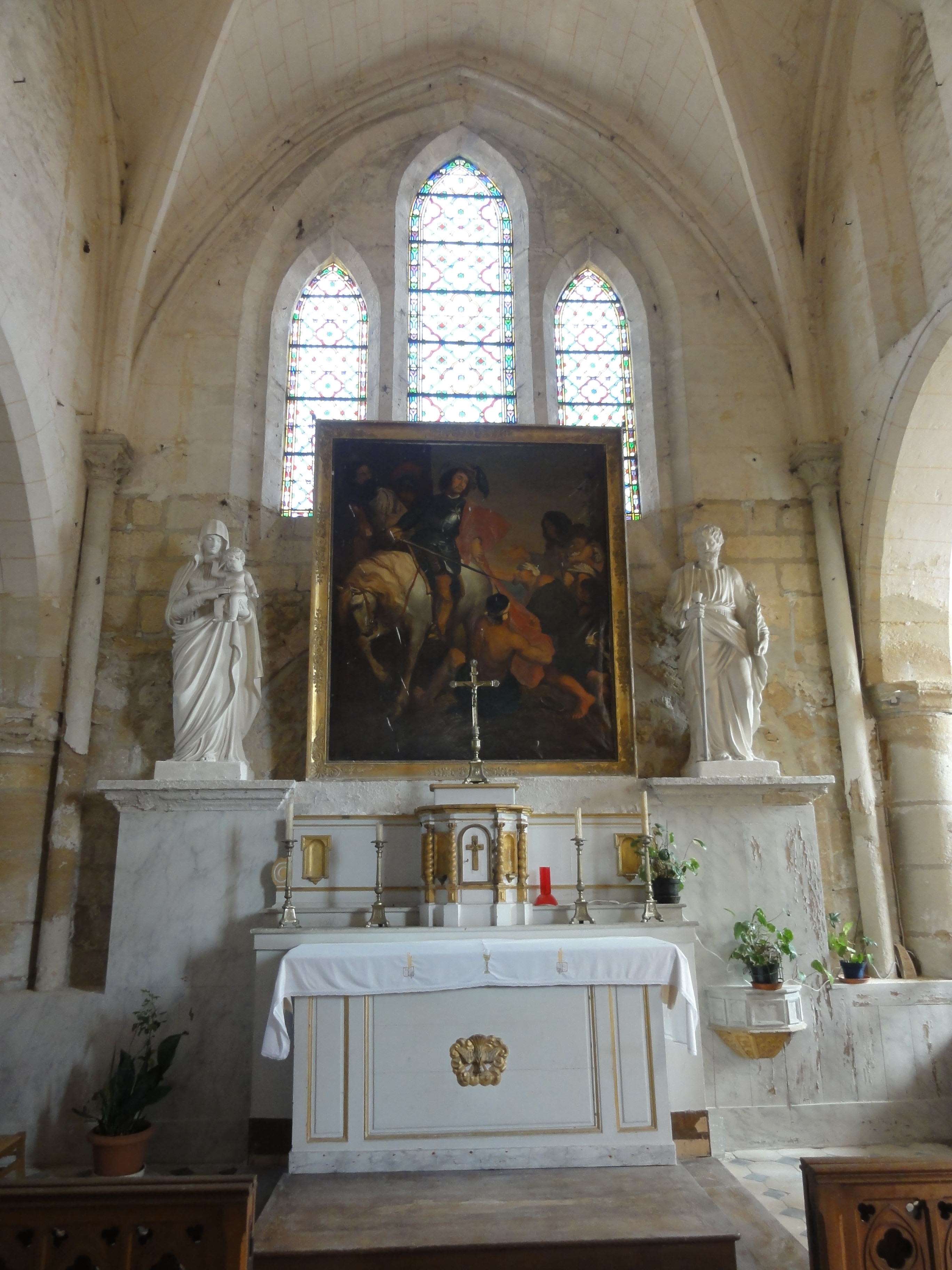
Chœur, vue vers l'est.
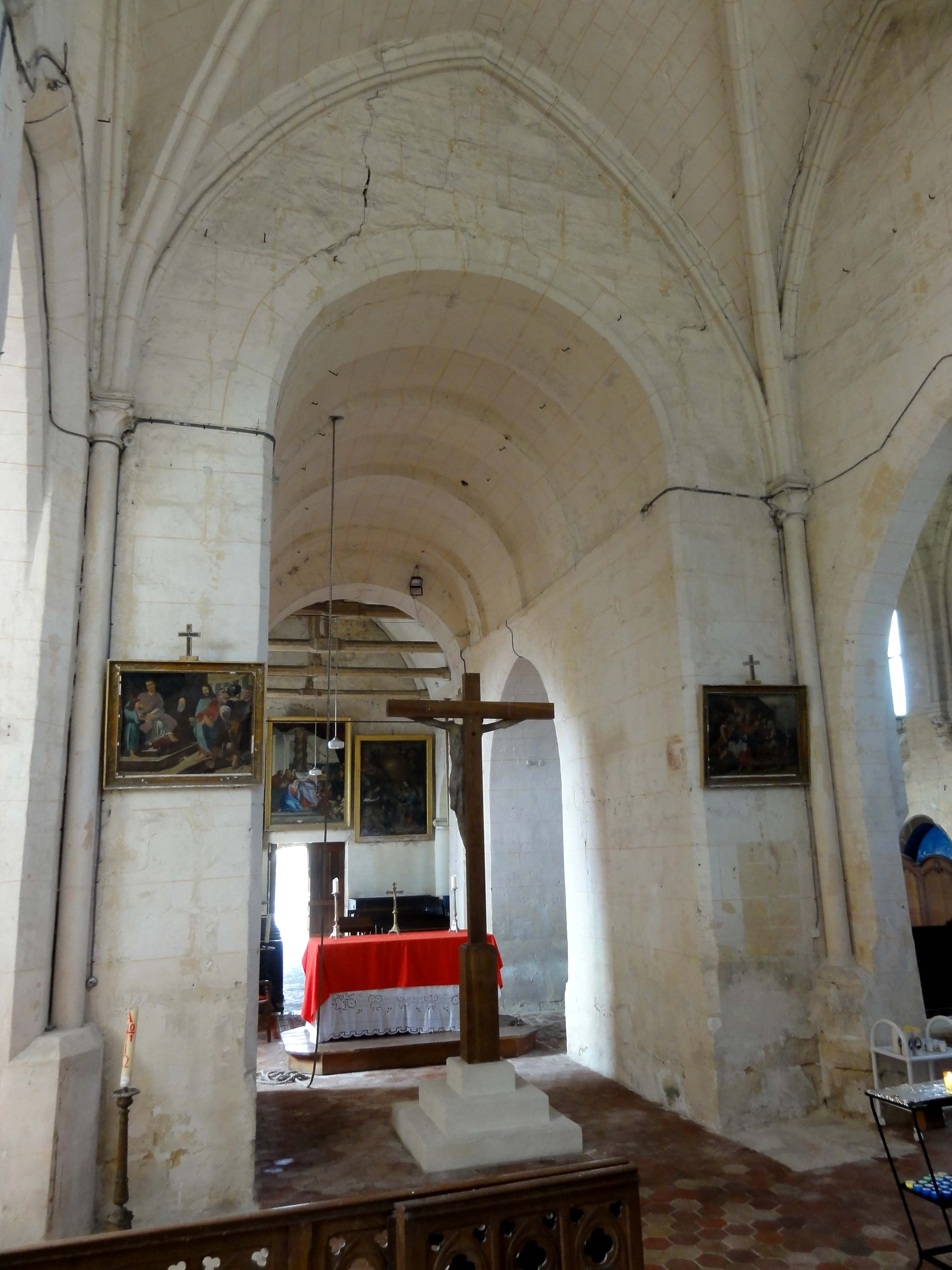
Chœur, vue vers l'ouest.
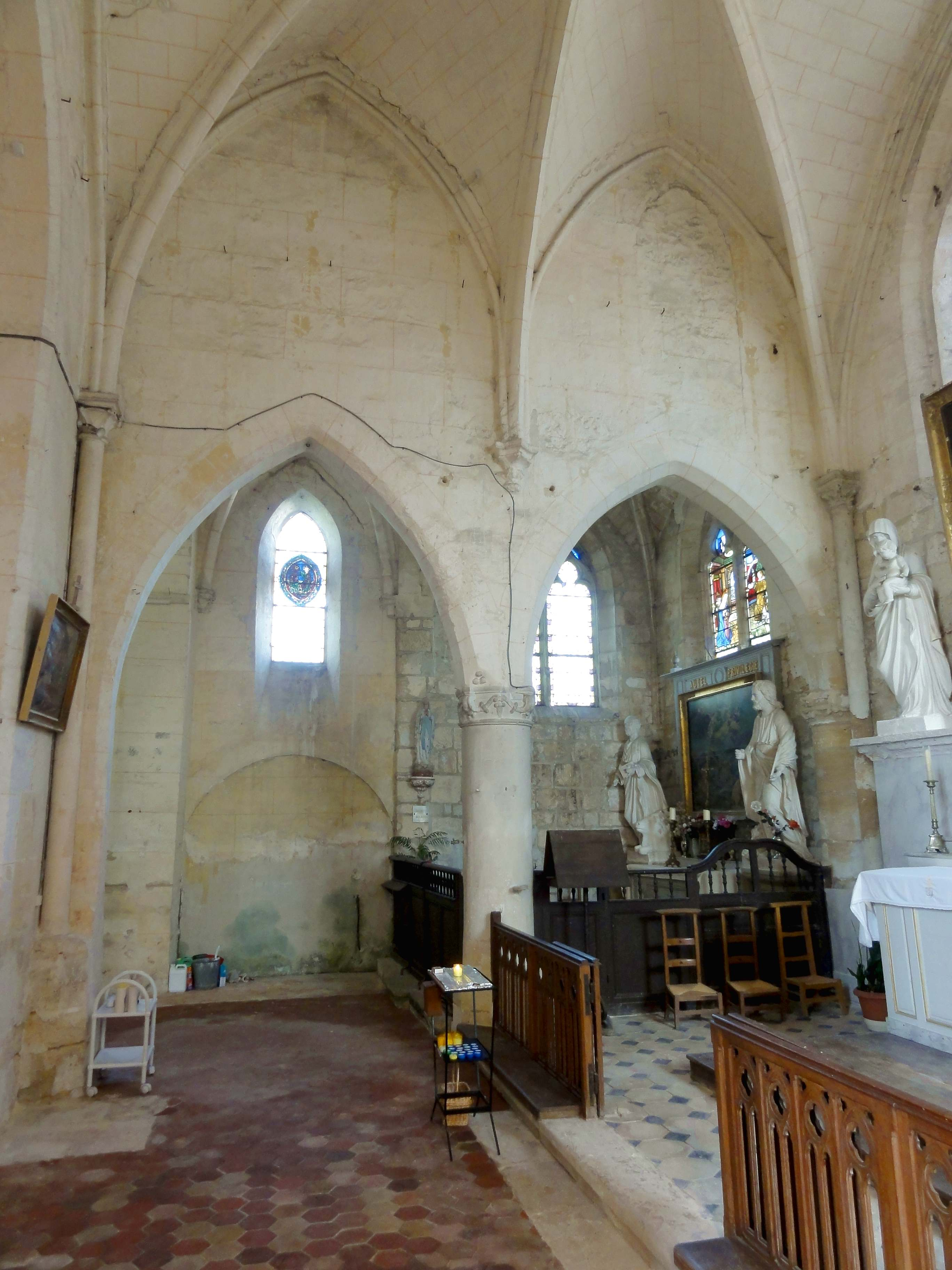
Chœur, élévation nord.
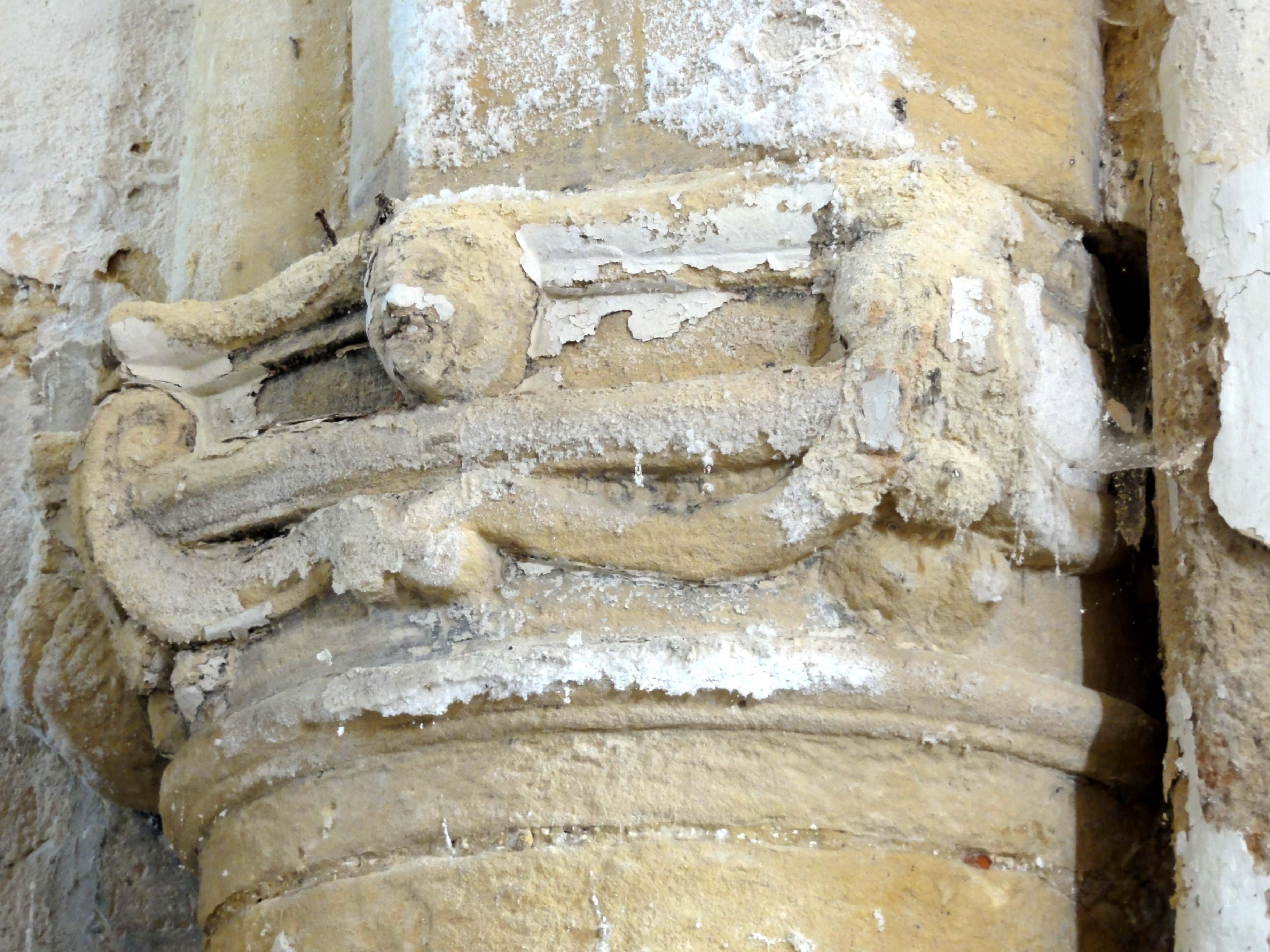
Chapiteau Renaissance.

#### Croisillon nord

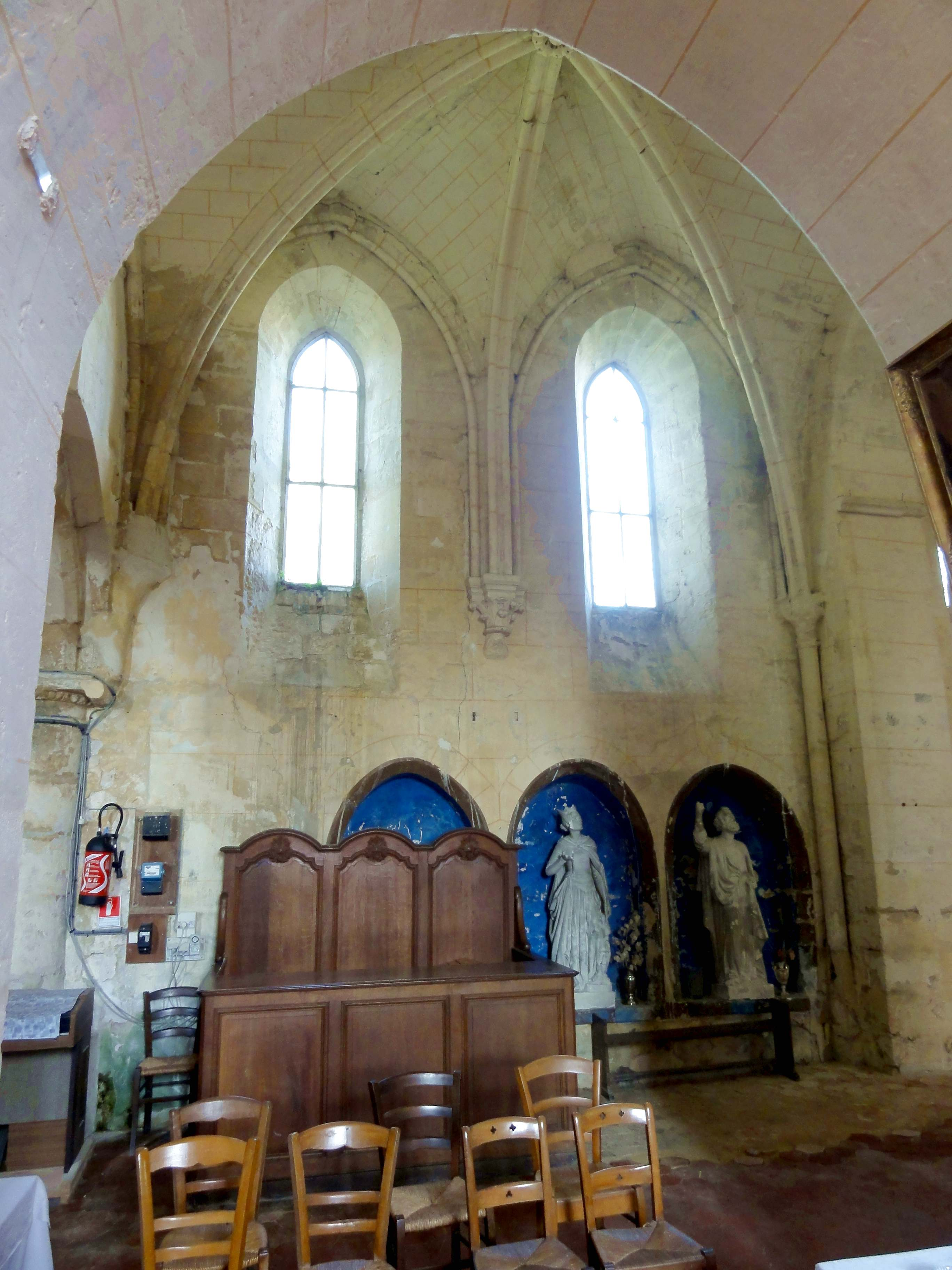
Croisillon nord, vue vers le nord.

Le croisillon nord ne comporte aucun vestige caractérisé de la période romane, mais le mur méridional, qui fait partie de la base du clocher, est bien roman. Du fait du plan barlong très prononcé de la base du clocher, le croisillon est également barlong dans le sens est-ouest. Cette particularité a sans doute motivé le maître d'œuvre de la fin du XIIe siècle d'opter pour une voûte sexpartite, parti qui a ultérieurement été retenu pour le chœur. Les croisillons et bas-côtés à voûtes sexpartites sont tout à fait exceptionnels. Comme dans le chœur, la retombée des nervures s'effectue sur des chapiteaux dans les angles, et sur des culs-de-lampe au nord et au sud, et des formerets toriques existent tout autour, sauf à l'est. Par ses autres aspects, l'architecture du croisillon nord diffère assez du chœur. Les ogives affectent un profil répandu sous toute la première période gothique, à savoir une fine arête entre deux tores. La clé de voûte arbore une rosace de feuillages aux intervalles évidés. Les tailloirs sont plus hauts. En plus des strates de modénature présentes dans le chœur, l'on trouve un filet et une plate-bande supplémentaire. Ces tailloirs, ainsi que les chapiteaux, ont été beaucoup trop grattés lors d'une restauration. Les tailloirs des culs-de-lampe ne sont pas à bec, ni carrés : ils comportent des ressauts à gauche et à droite, qui reçoivent les formerets. Les tailloirs des chapiteaux sont tripartites, avec une partie centrale placé à 45° face aux ogives, comme généralement à la première période gothique, et deux parties latérales orthogonales, correspondant aux formerets. En dépit de l'articulation des tailloirs, les corbeilles sont homogènes. Elles sont sculptées de deux rangs de crochets épanouis. Les astragales des culs-de-lampe sont octogonaux. Au nord, le cul-de-lampe repose sur la tête d'un personnage accroupi tendant un phylactère, ce qui rappelle les atlantes de Bury. À l'ouest, les fûts ont été supprimés par manque de place, et dans l'angle nord-ouest, le chapiteau disparaît sous une épaisse couche de plâtre. Parmi les quatre élévations, seule celle du nord est entièrement contemporaine de la voûte. Elle comporte deux lancettes en arc brisé profondément ébrasées. Le soubassement est animé par trois arcatures aveugles sans colonnettes à chapiteaux. Il devait jadis y avoir une quatrième. À l'ouest, la partie supérieure d'une fenêtre analogue existe toujours. En dessous, le raccordement avec le bas-côté a été réalisé maladroitement. À l'est, le caractère rudimentaire du doubleau vers le collatéral nord du chœur donne à penser qu'il a été ouvert dans un mur préexistant.

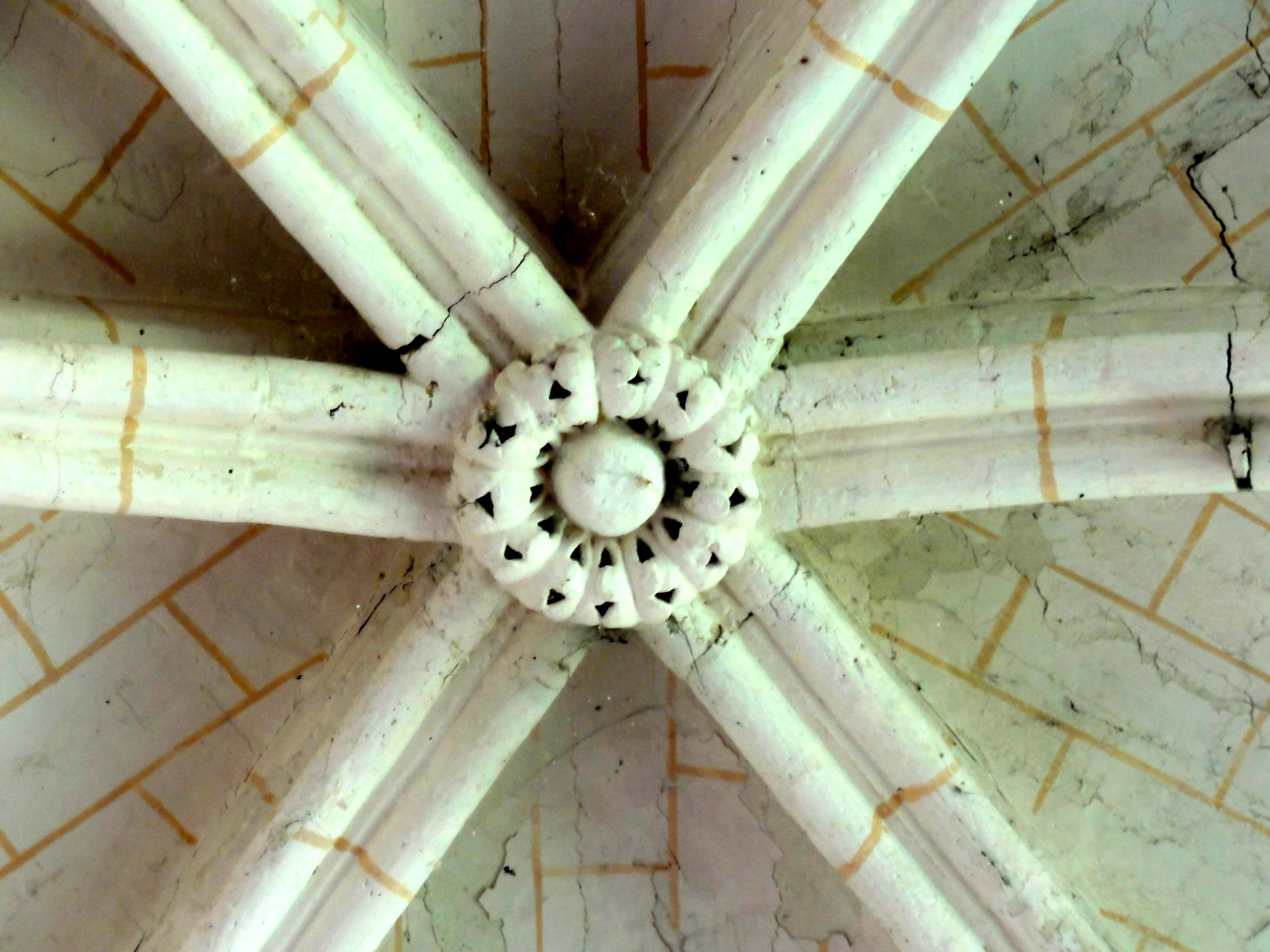
Clé de voûte.
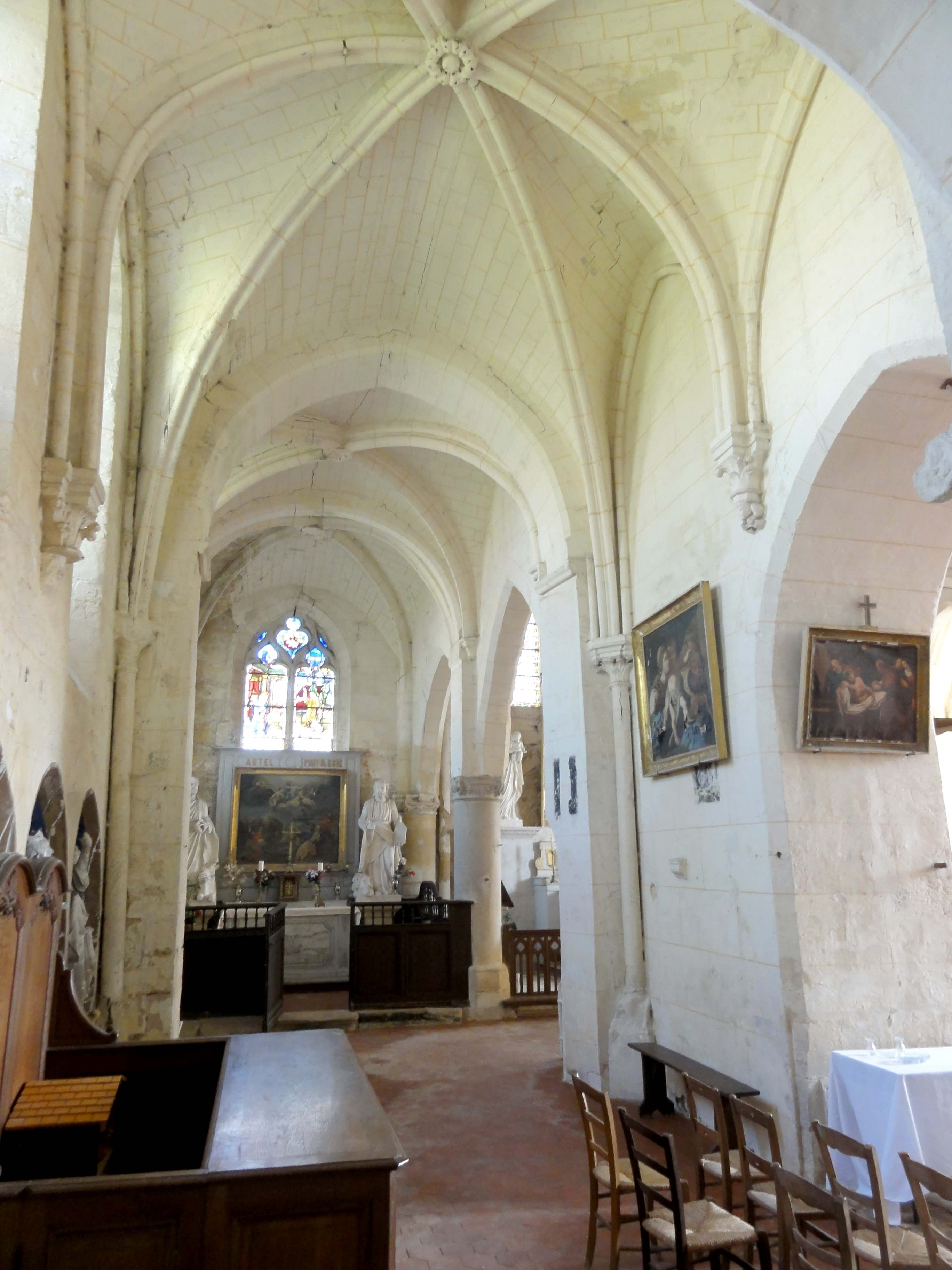
Vue vers l'est.
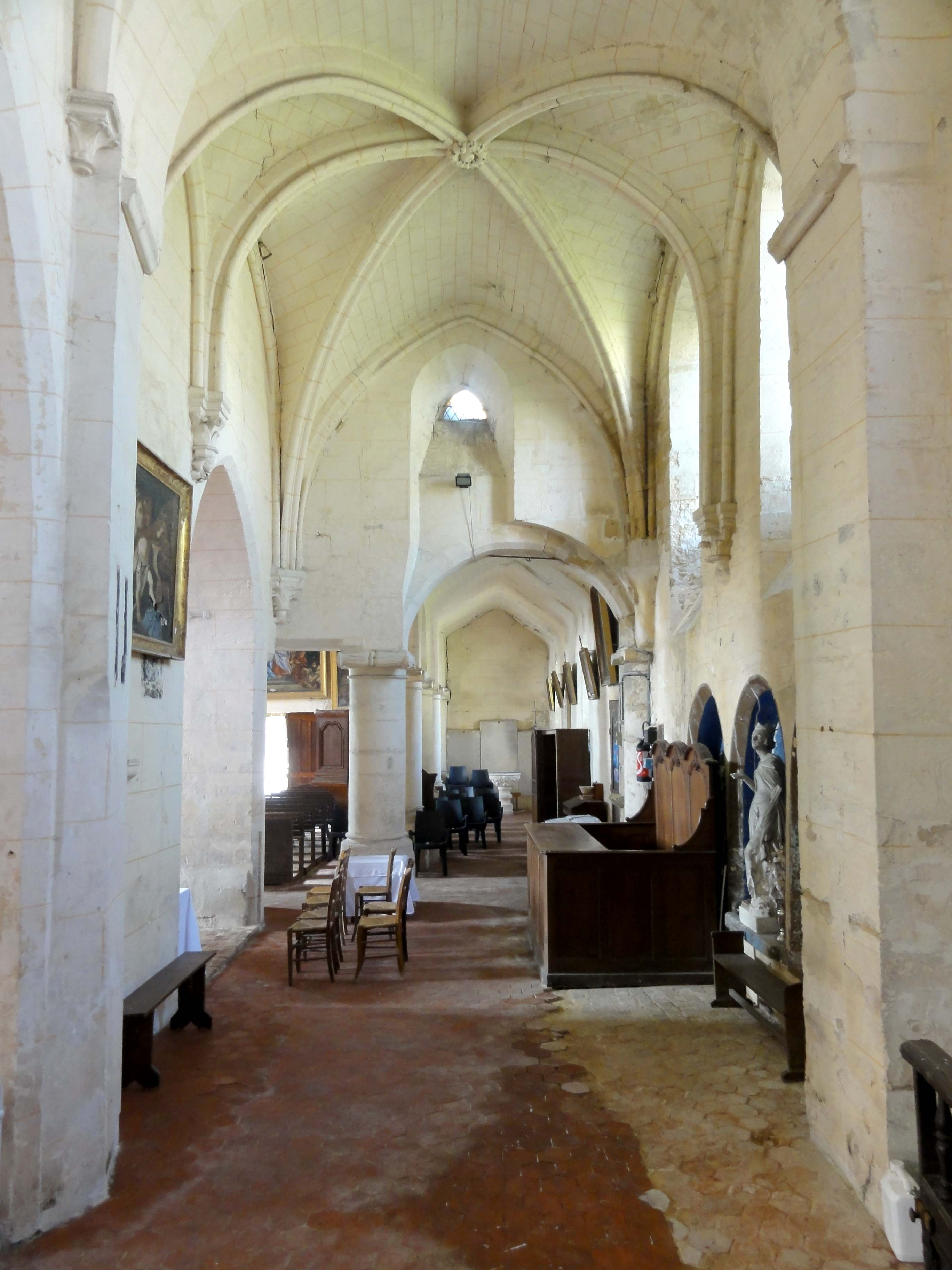
Vue vers l'ouest.
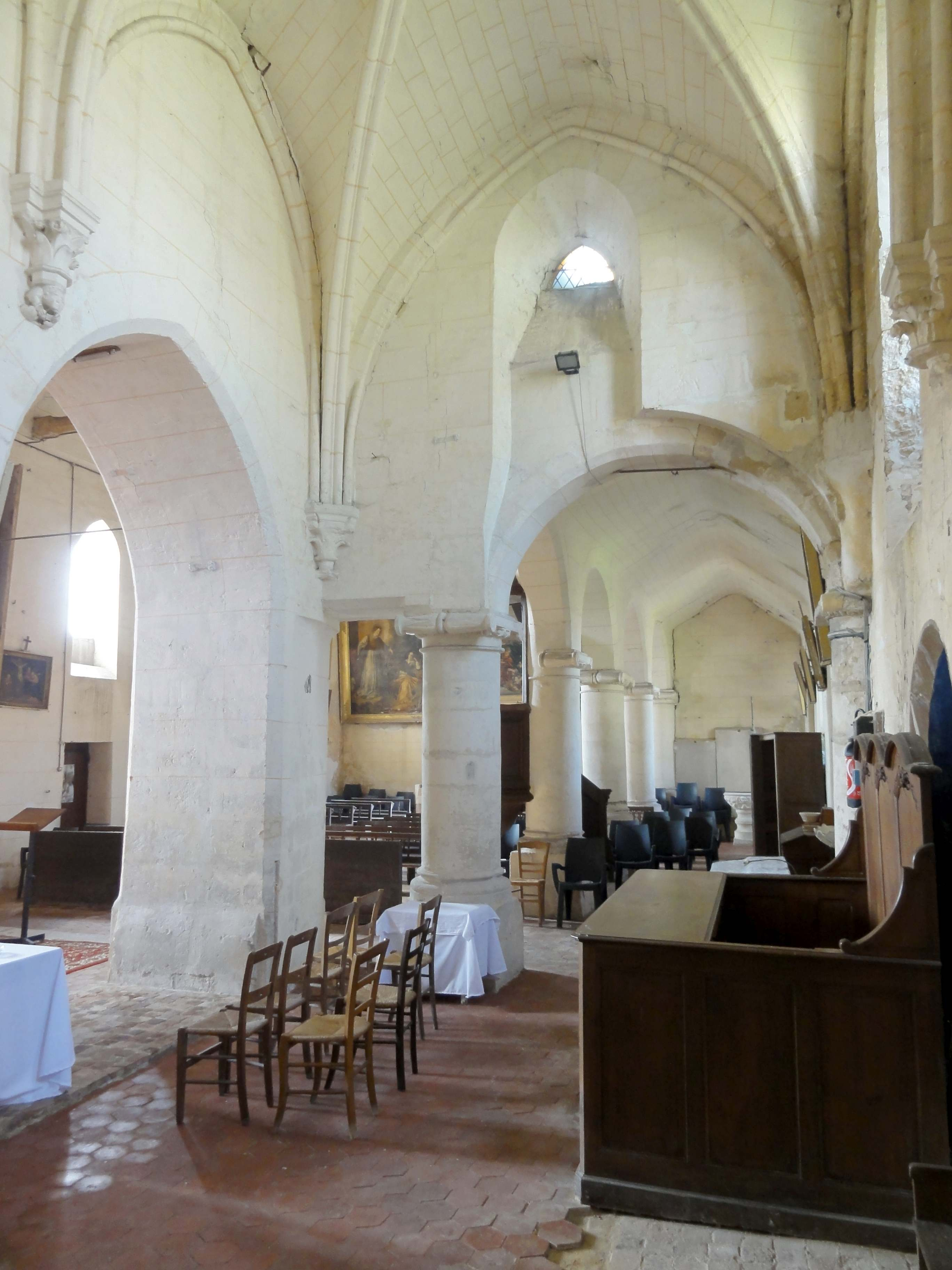
Vue vers le sud-ouest.
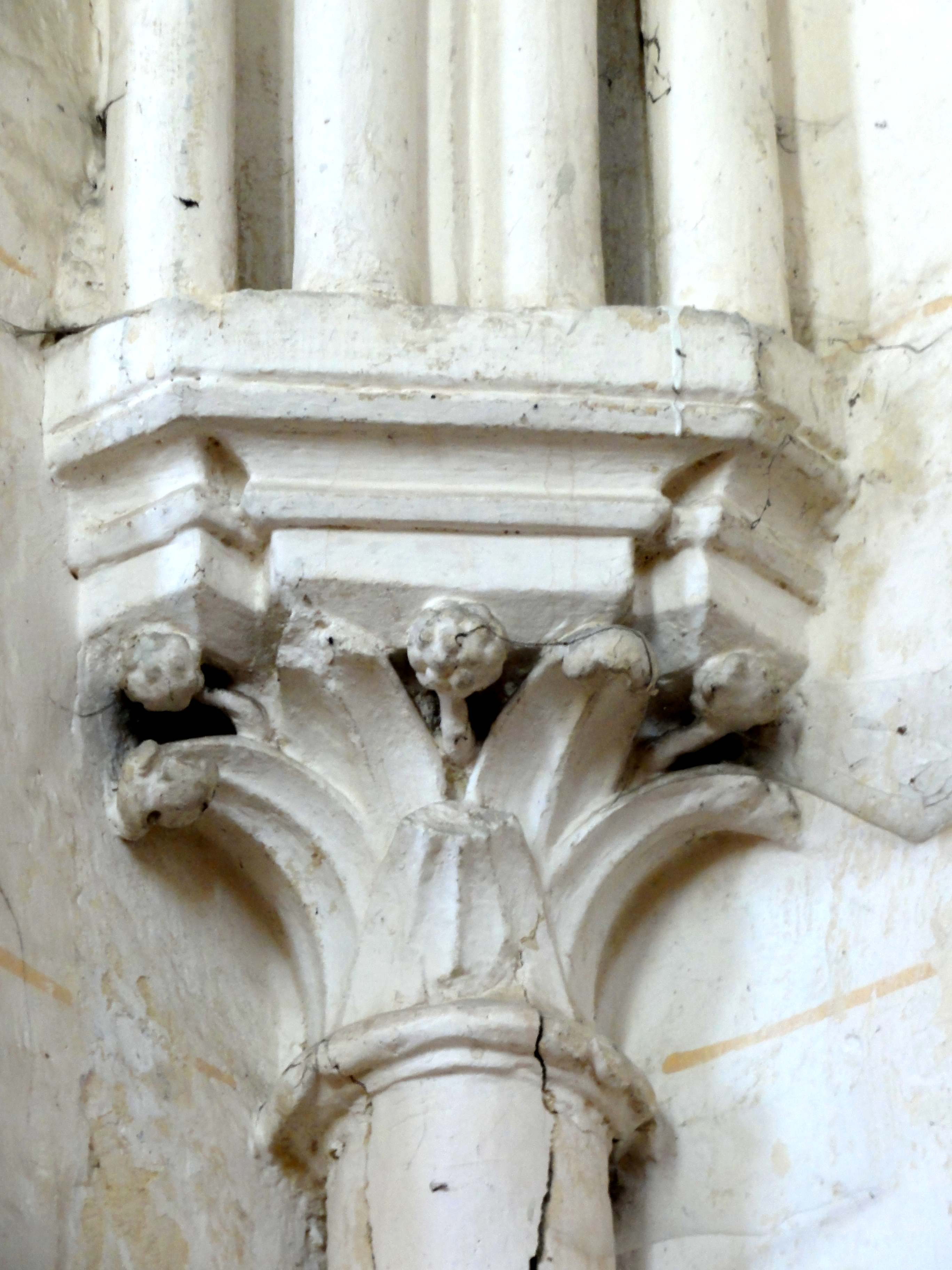
Chapiteau au sud-est.
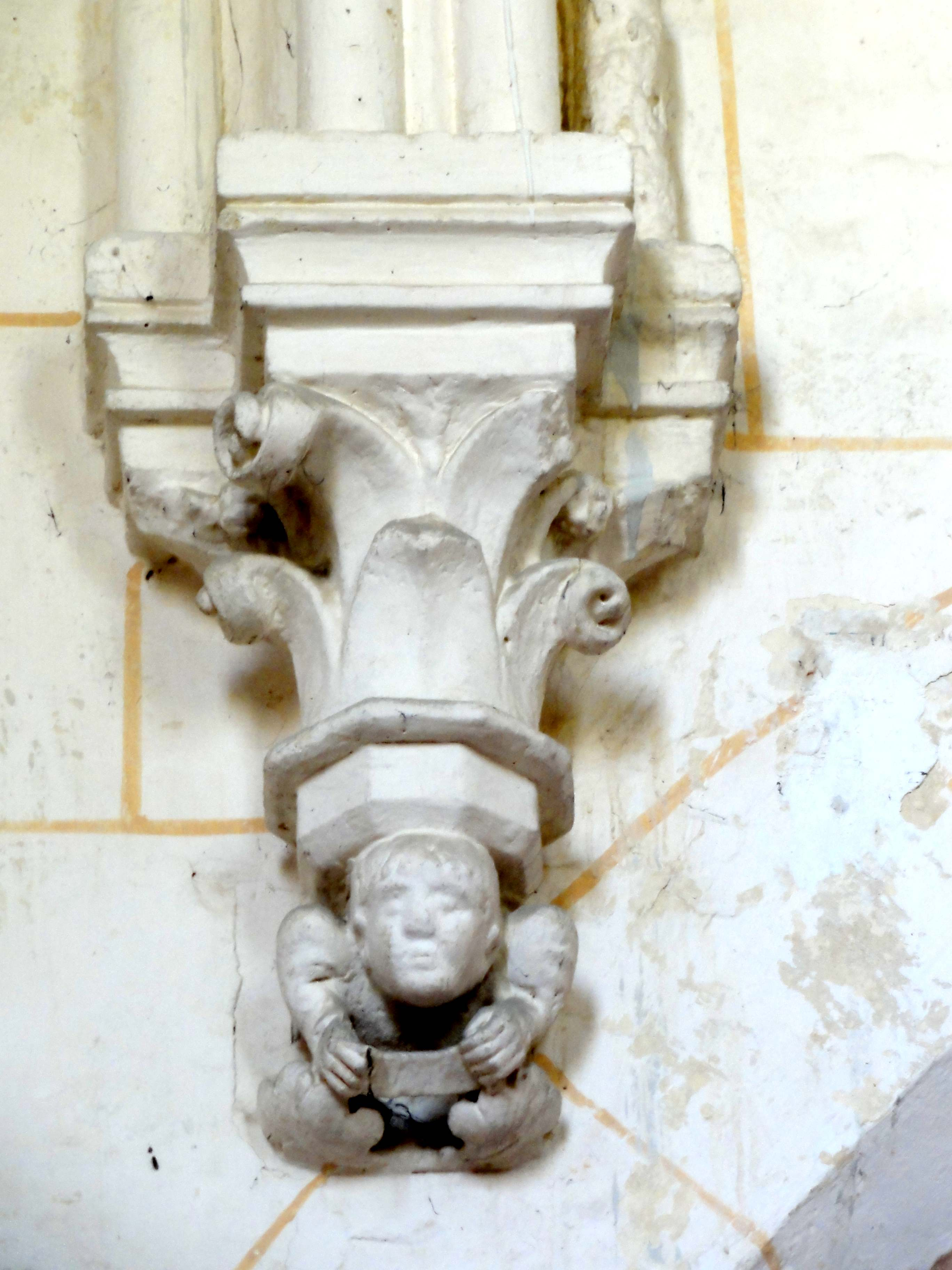
Cul-de-lampe au sud.

#### Collatéral nord

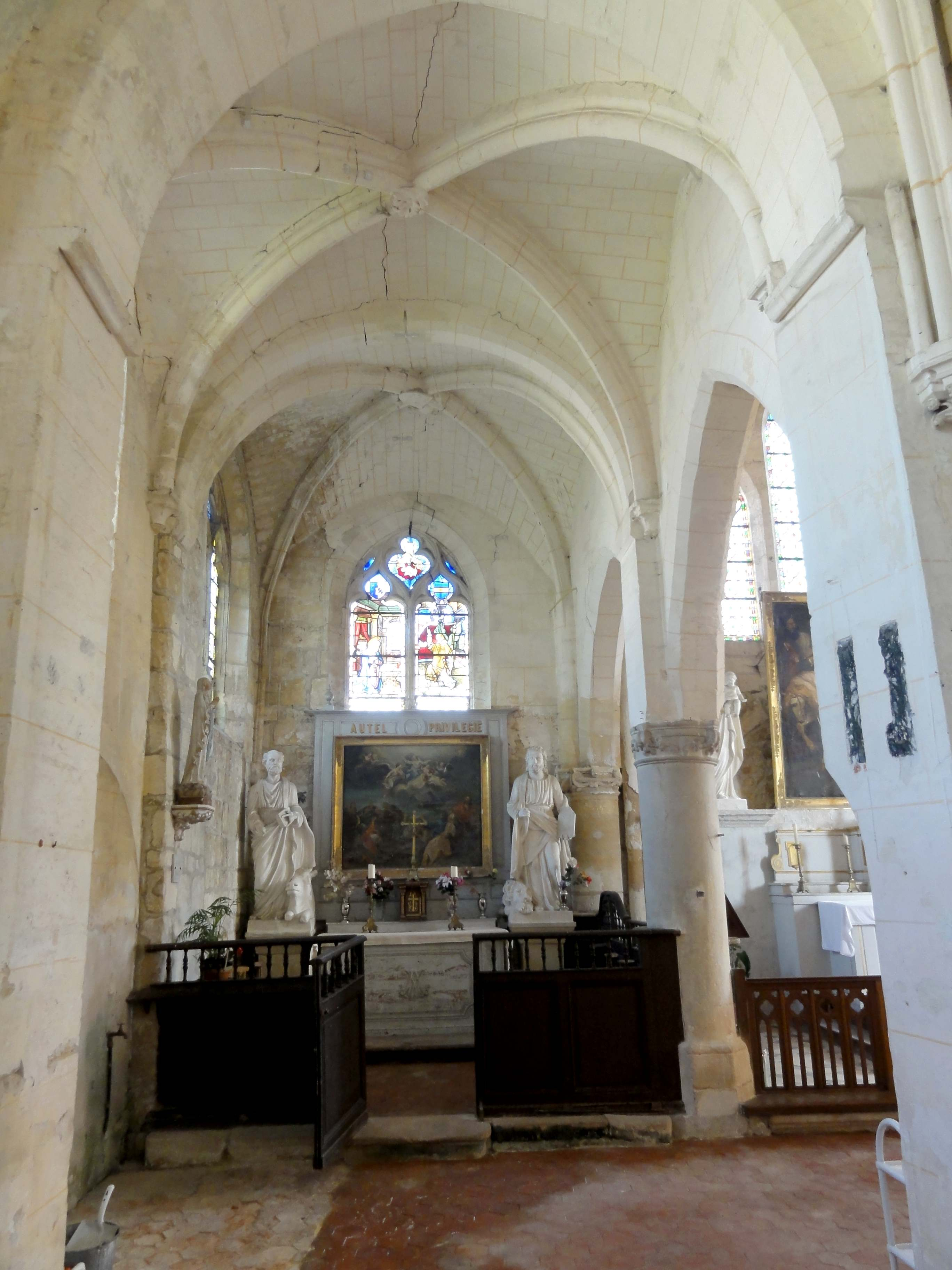
Vue depuis le croisillon.

La voûte de la première travée du collatéral nord est du même style que celui du chœur. Cette travée est donc postérieure au croisillon nord, et peut-être aussi légèrement postérieure au chœur, faute de quoi la grande arcade la reliant à celui-ci serait sans doute moulurée, et munies de colonnettes à chapiteaux, au moins du côté ouest, non concerné par les reprises du XVIe siècle. La clé de voûte et les ogives sont analogues au chœur. Les formerets font défaut. Les ogives retombent donc seules sur les quatre culs-de-lampe engagés dans les angles, dont la forme indique qu'il ne s'agit pas de chapiteaux ayant perdu leurs fûts. L'on a munie le large doubleau ouvrant sur le croisillon nord d'impostes moulurés à l'image des tailloirs, mais situés légèrement plus bas. L'imposte du sud est relié au tailloir par une courte section verticale. Les corbeilles des culs-de-lampe sont sculptées d'un seul rang de crochets. La fenêtre latérale évoque assez les baies du croisillon nord, mais son archivolte n'est pas décorée, à l'extérieur, du rang de têtes de clous qui surmonte les trois baies du croisillon. Dans l'allège, l'on observe un enfeu bouchée, qui devait être plus profond que le mur et comporter une construction annexe aujourd'hui disparue, car l'arcade bouchée est tout aussi bien visible depuis l'extérieur.
Le doubleau séparant les deux travées du collatéral est en plein cintre, et non mouluré. Il repose sur deux impostes lisses à faible profil. Au sud, l'imposte est porté par un pilastre lisse, qui retombe à son tour sur le chapiteau central des grandes arcades au nord du chœur. Au nord, il n'y a pas de pilastre à proprement parler, car la largeur de la deuxième travée est légèrement inférieure à celle de la première. La voûte de la seconde travée, ajoutée au second quart du XVIe siècle à en juger d'après la datation de la verrière du chevet, est assez plate, et pas très soignée. Non seulement dépourvue de formeret, ses supports sont également disparates. Dans l'angle nord-est, l'ogive se continue jusqu'au sol, alors que dans l'angle sud-est, elle se fond dans un fût cylindrique engagé. À l'ouest, les ogives se fondent simplement dans le mur. Le profil des ogives se compose d'un coin émoussé entre deux cavets, et indique clairement la période flamboyante finissante, quand les profils perdent leur acuité. Tout comme le tracé en plein cintre du doubleau, ce constat concorde avec la datation de la fenêtre. La clé de voûte est un écusson porté par deux angelots, et surmontée d'un heaume à lambrequins. Malgré la date assez tardive de la voûte, les réseaux des fenêtres sont encore purement flamboyants. Ils sont formés par deux lancettes à têtes tréflées, surmontées d'un soufflet trilobé entre deux étroites mouchettes. Les meneaux latéraux se confondent avec les pourtours, qui sont moulurés d'une gorge, sans la moulure concave qui l'accompagne habituellement.

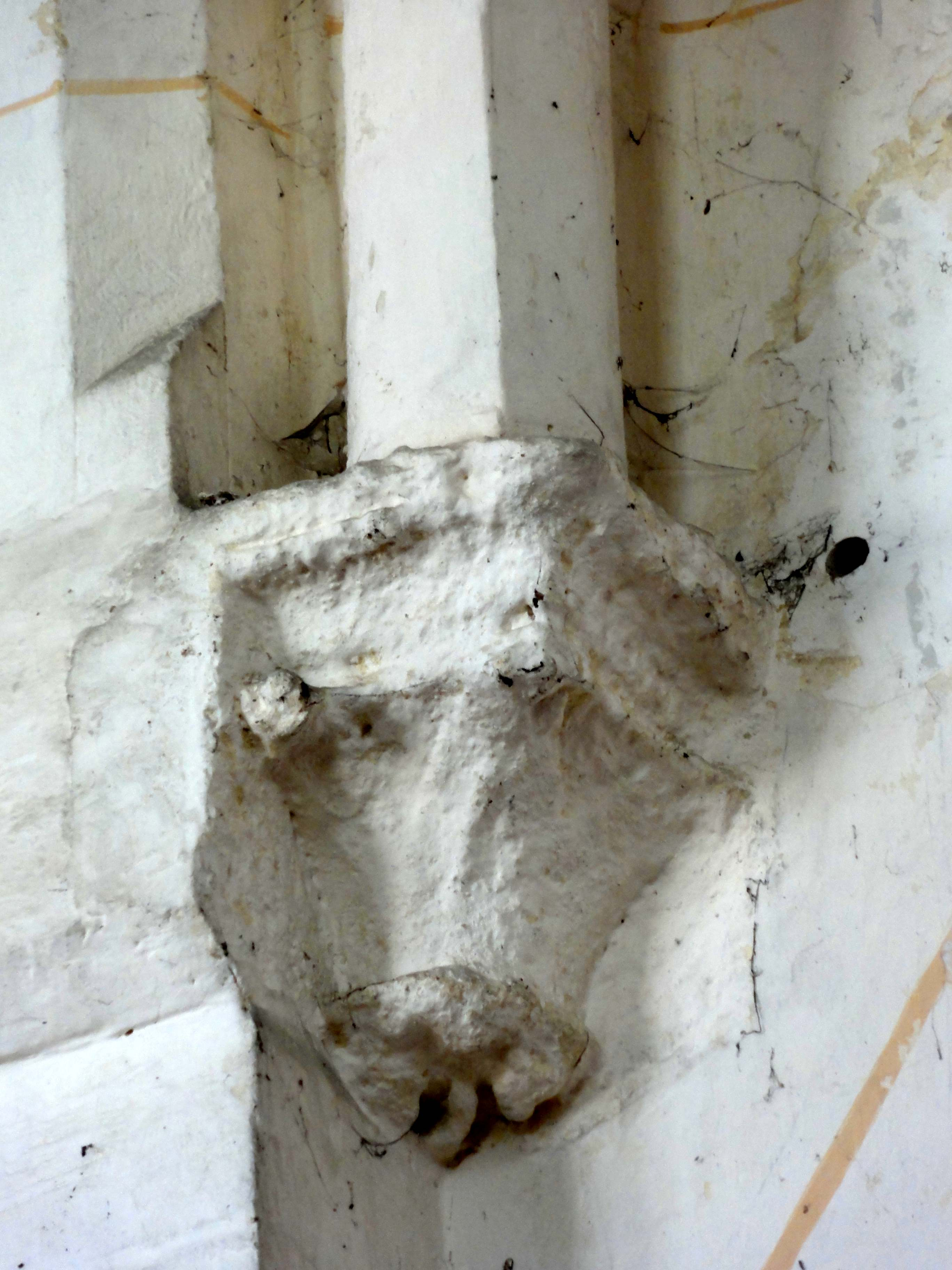
1re travée, cul-de-lampe dans l'angle sud-est.
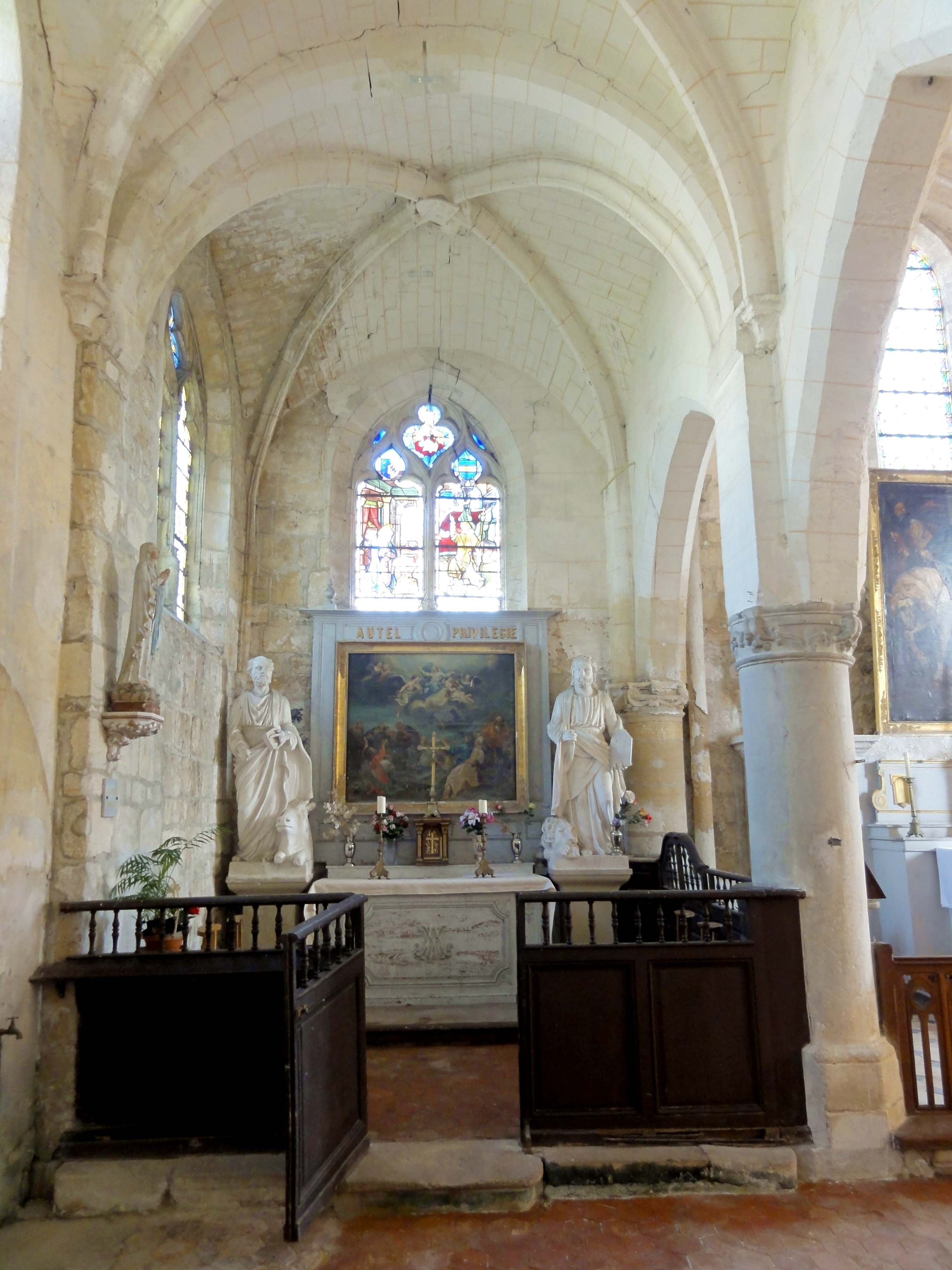
Collatéral nord, vue vers l'est.
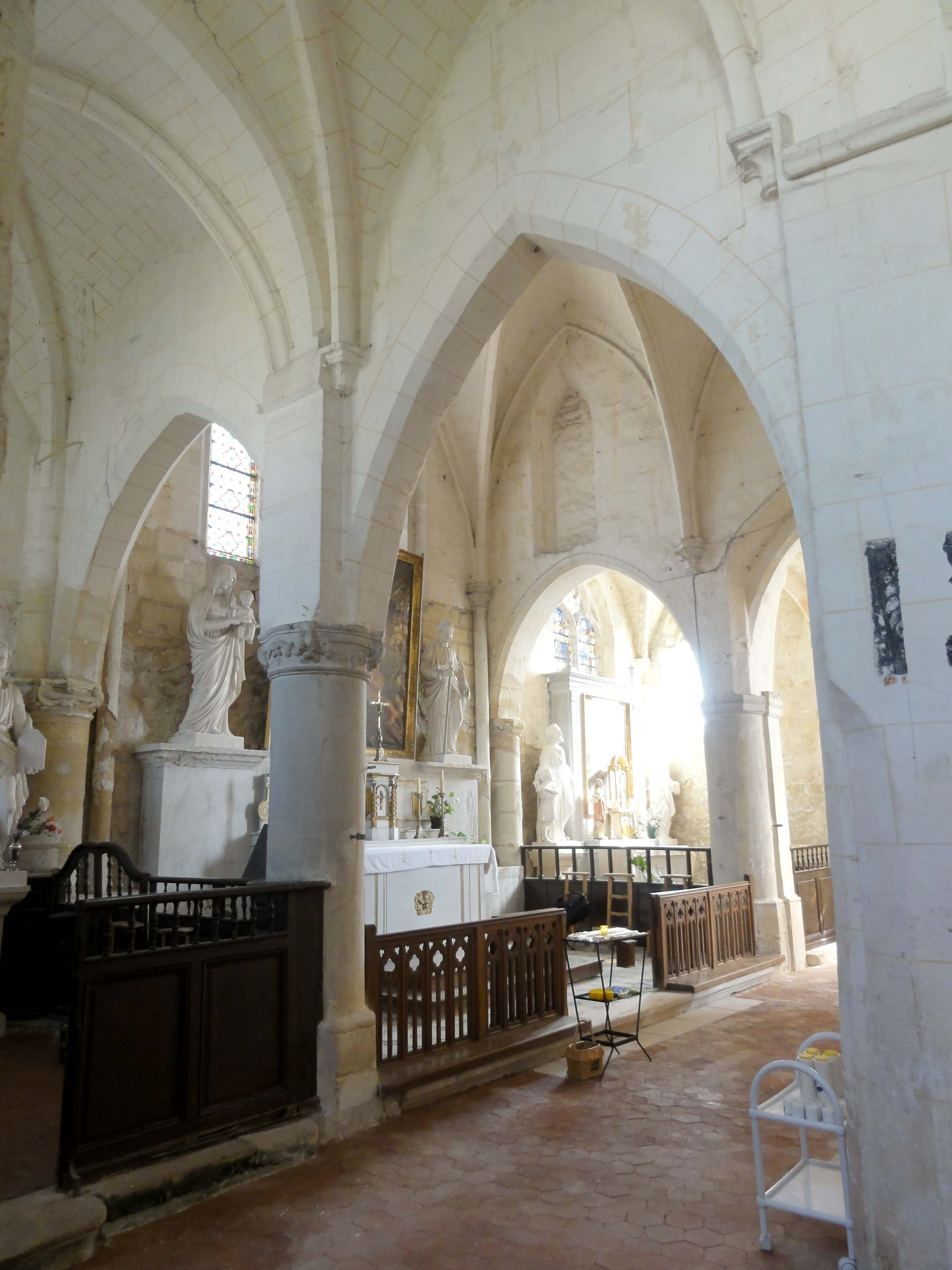
Vue dans le chœur par les grandes arcades.
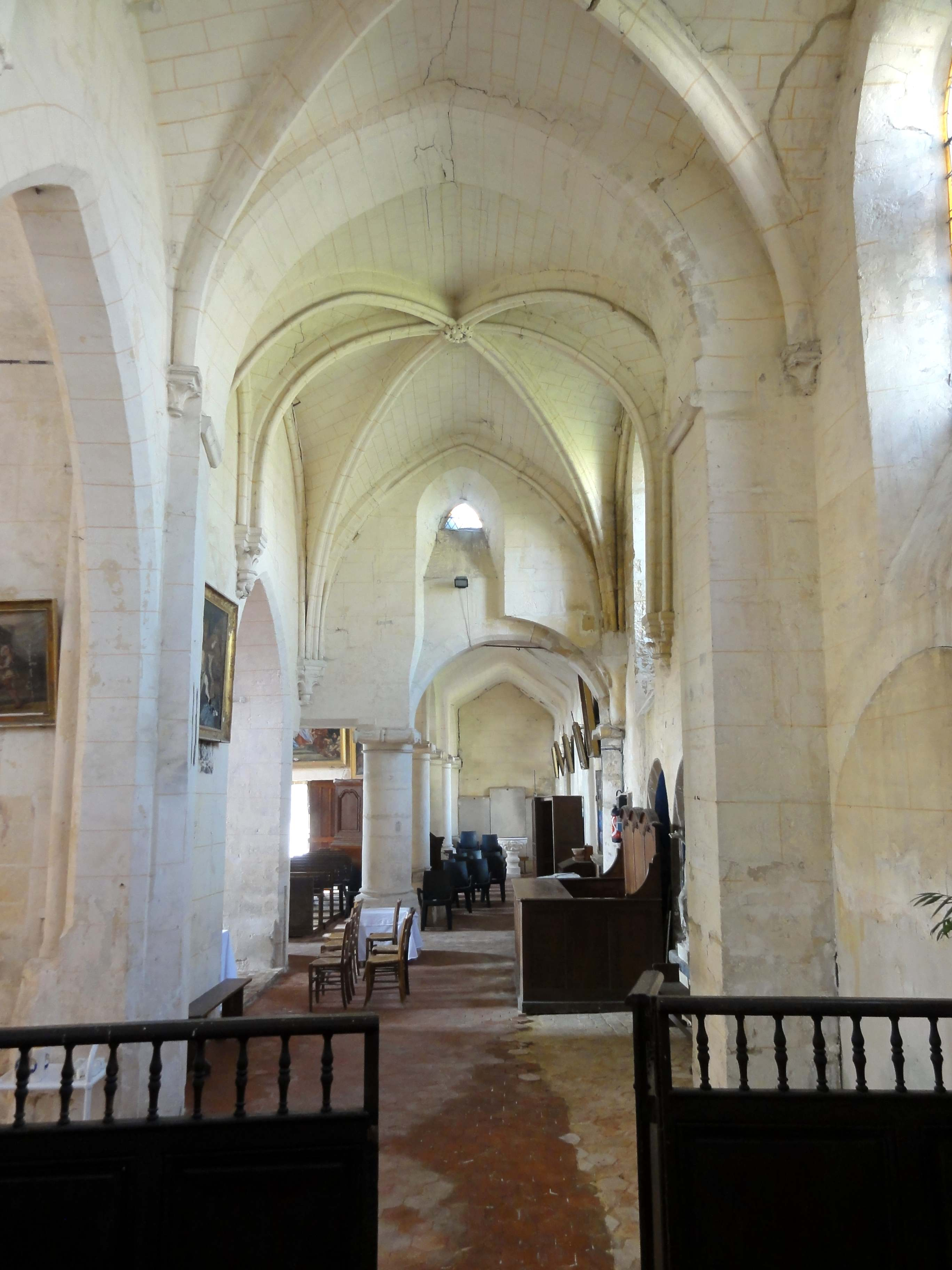
Collatéral nord, vue vers l'ouest.
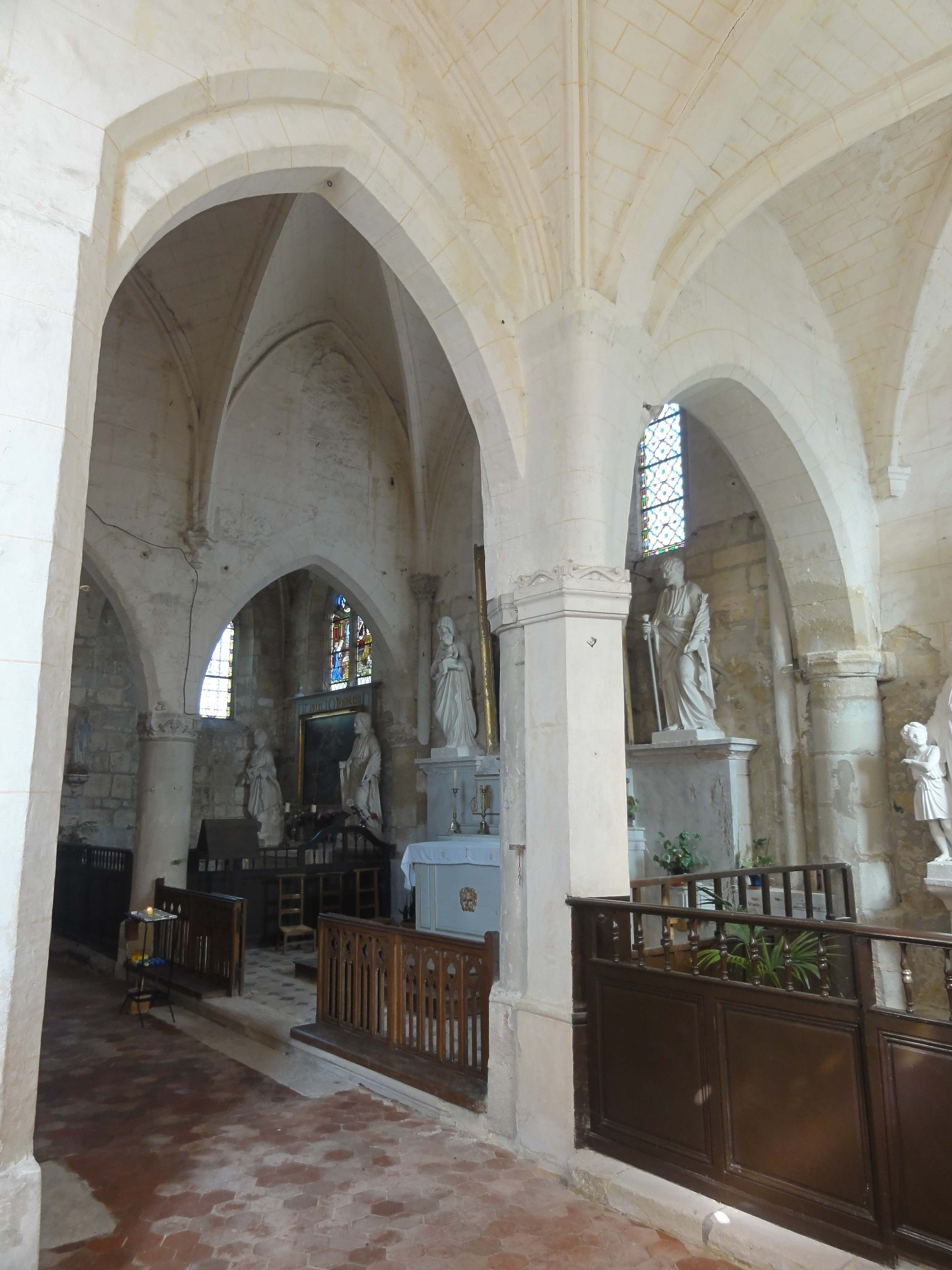
Grandes arcades vers le chœur.
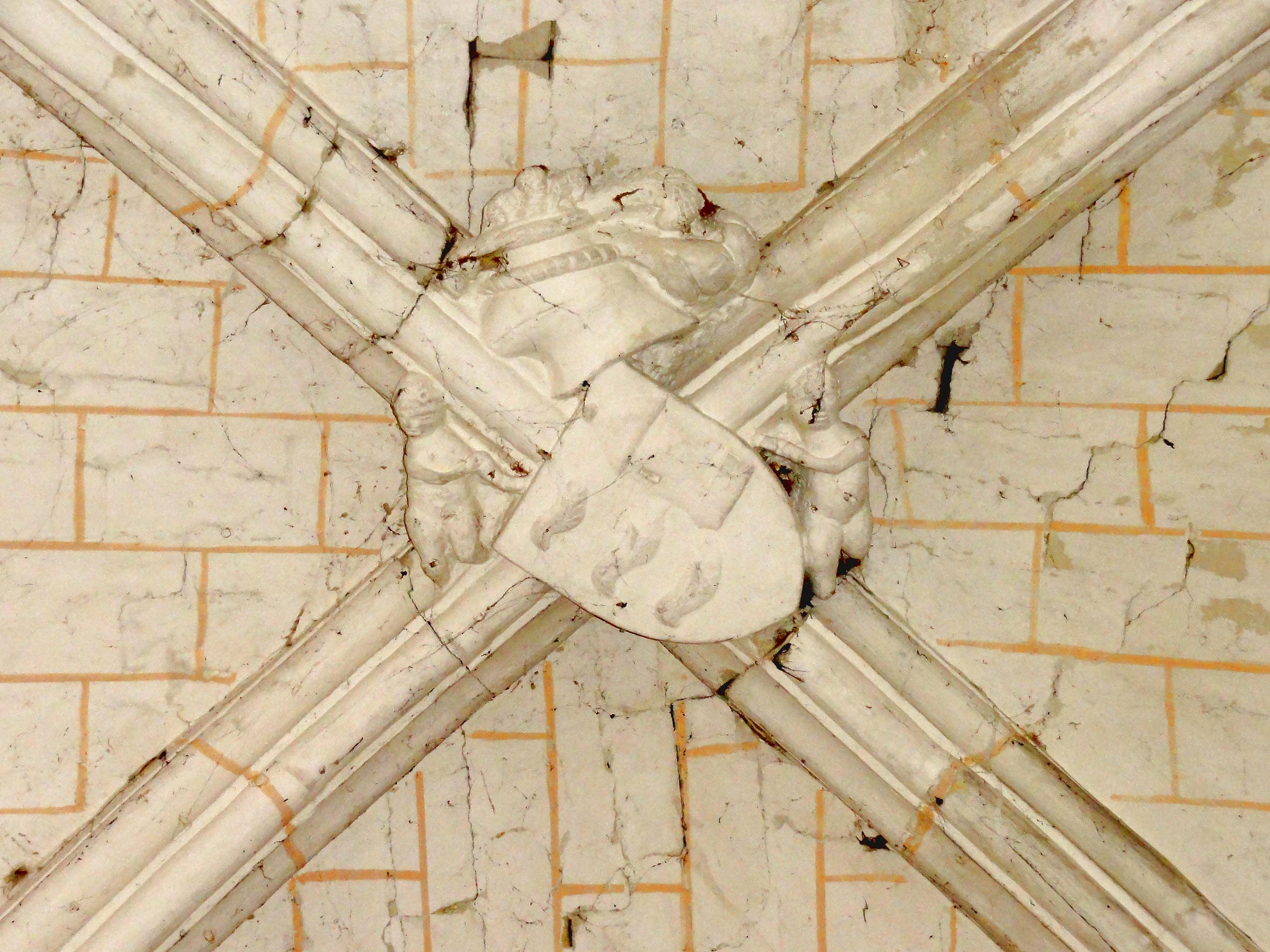
Clé de voûte de la 2e travée.

#### Croisillon et collatéral sud

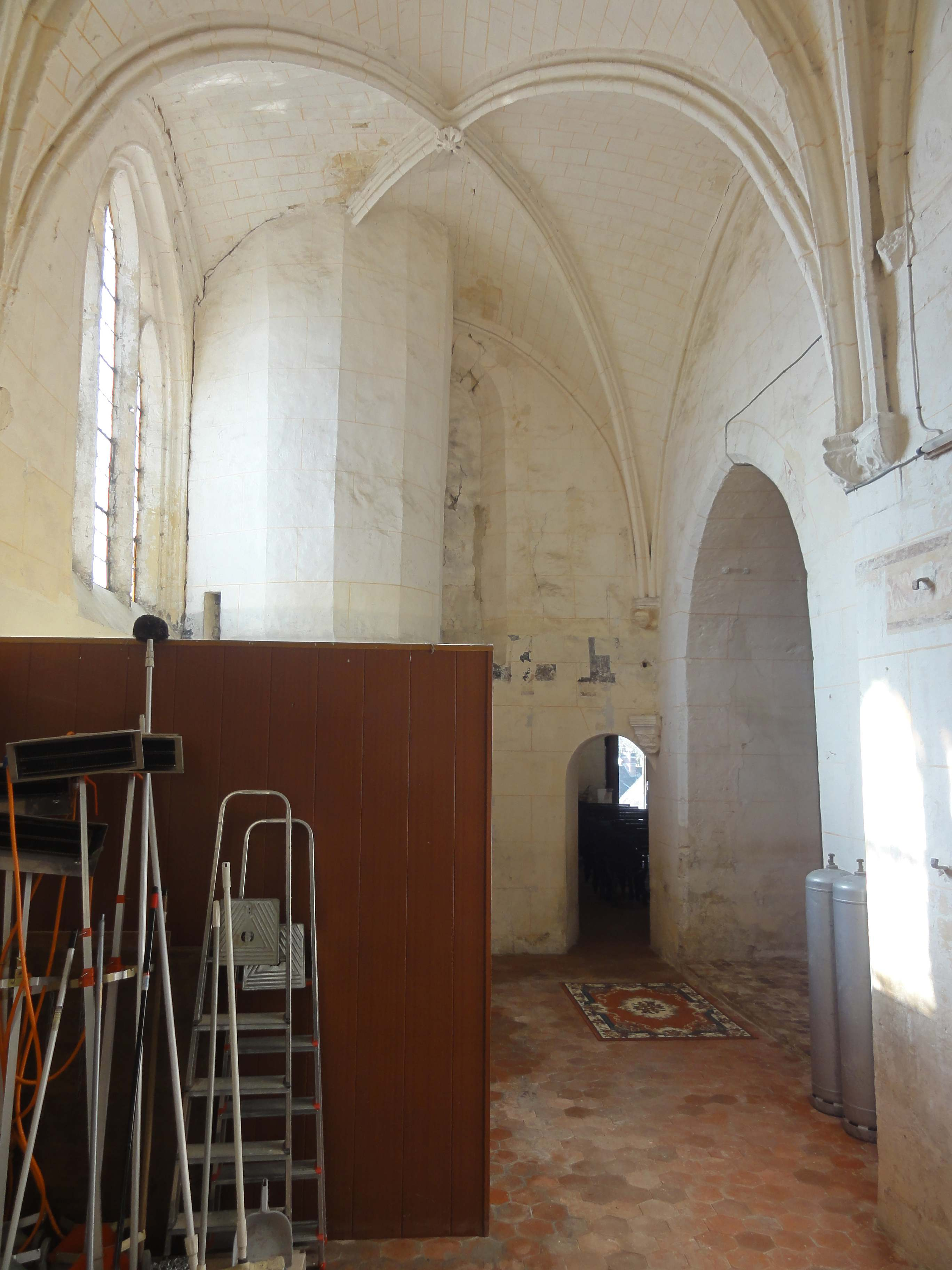
Croisillon sud, vue vers l'ouest.

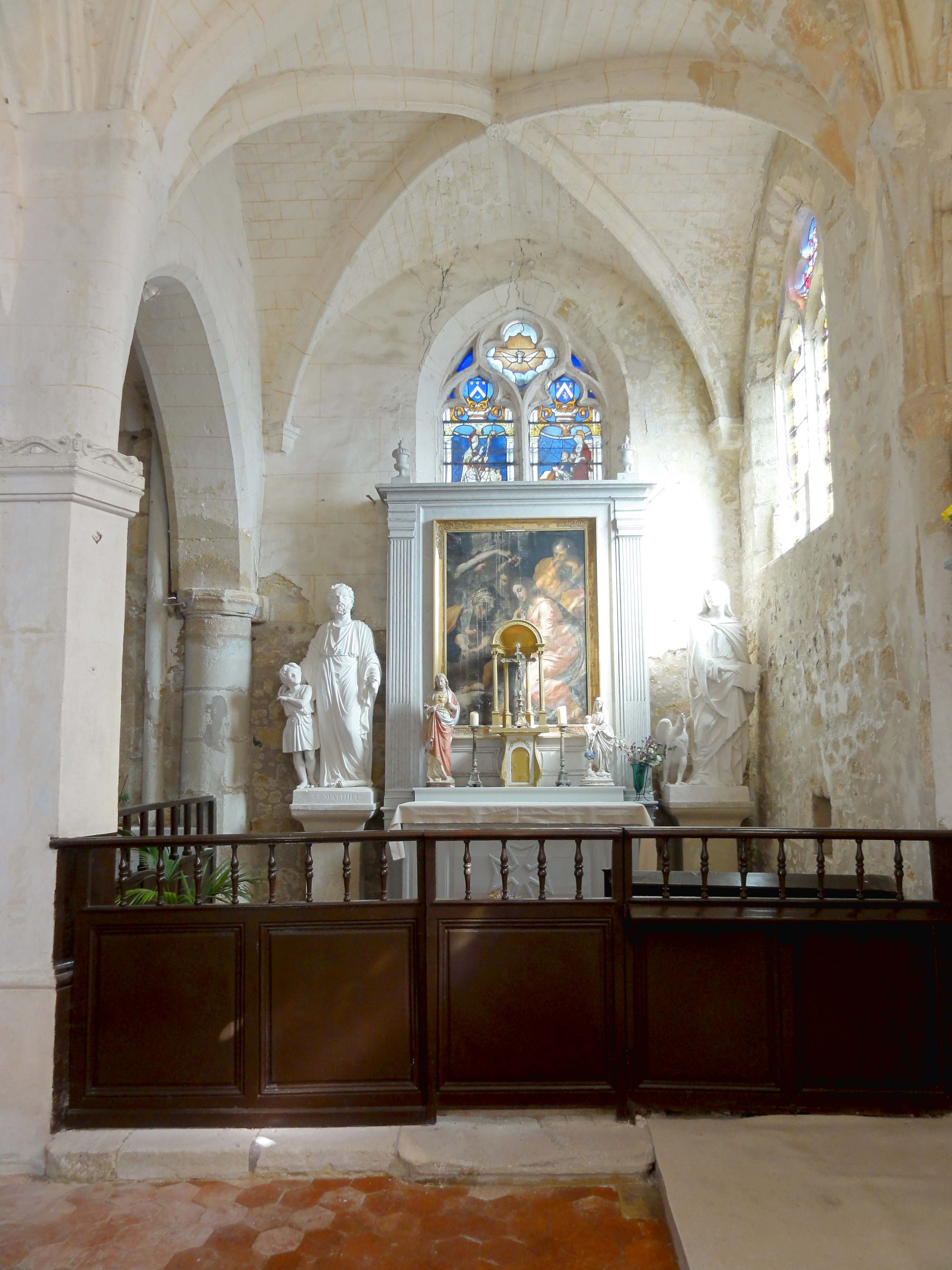
Collatéral sud, vue vers l'est.

Au sud, les travaux à la première période gothique ne se sont pas déroulés de la même façon qu'au nord. Une fois le chœur terminé, hormis sa voûte, l'on a reconstruit le croisillon sud de la période romane tout en le prolongeant en même temps vers l'est par une travée de collatéral. Ce fait est démontré par la cohérence des deux voûtes, qui sont séparées par un doubleau du même profil que les ogives, profil que l'on trouve aussi dans la première travée du collatéral nord et dans le chœur. Il n'a ici pas été nécessaire d'avoir recours à une voûte sexpartite, car la construction conjointe des deux travées a permis de placer le doubleau intermédiaire davantage à l'ouest que l'ancien mur oriental du croisillon, et celui-ci est donc moins grand que son homologue au nord. Malgré tout, l'on n'a pas pu créer un espace tout à fait unifié, car le mur méridional du chœur, sans doute percé d'une grande arcade quelques années après son achèvement seulement, est placé davantage au sud que le mur méridional de la base du clocher. Le collatéral est donc plus étroit que le croisillon, et un ressaut existe ainsi au nord du doubleau intermédiaire. Au niveau des chapiteaux, on l'a agrémenté d'une frise de feuillages du côté ouest, qui ne forme qu'un avec le cul-de-lampe du doubleau et des ogives. Le formeret au nord du croisillon ne retombe pas sur ce cul-de-lampe, mais sur la frise, dans l'angle de la travée.
Le formeret au nord de la travée adjacente du collatéral retombe sur un cul-de-lampe implanté nettement au-dessus du premier, sans motif apparent. L'on note que les tailloirs sont ici plus plats que dans le chœur et la première travée de la chapelle latérale nord, et d'un profil plus simple, composé seulement d'un filet et d'un cavet. Dans l'angle nord-ouest, l'architecte a eu recours une fois de plus à un cul-de-lampe, cette fois ci en raison de la présence du passage berrichon, qui ne laissait pas de place pour une colonnette. Ce cul-de-lampe est sculpté du buste d'un homme, de facture réaliste, comme l'on peut en voir vers la même époque à de Brenouille, de Bréançon, Condécourt, Glaignes, Pondron, Rocquemont, etc. Bien en dessous du cul-de-lampe signalé, l'on trouve un deuxième, sans fonction depuis la construction de la voûte actuelle. Sa corbeille est sculptée d'une tête monstrueuse, telle qu'employée souvent pour les corniches du XIIe siècle. Ce deuxième cul-de-lampe devait recevoir une ogive, et le croisillon primitif était donc déjà moins archaïque que la base du clocher, et peut-être aussi plus récent. Malheureusement, le croisillon a été malmené par la construction d'une cage d'escalier, qui obture en grande partie la fenêtre occidentale, une lancette simple comme au nord, et par la mutilation des chapiteaux et colonnettes au sud du doubleau intermédiaire. En plus, il est encombré par le cagibi servant de sacristie.
Le raccordement avec la deuxième travée du collatéral, ajouté au second quart du XVIe siècle, a été réalisé à peine plus habilement que celui entre le croisillon nord et le bas-côté de la nef, à la Renaissance. La colonnette en délit dans l'angle sud-est de la première travée a été maintenue, mais le chapiteau a été abîmé. Dans l'angle nord-est de la même travée, le fût et le chapiteau ont été noyés dans un massif de maçonnerie, qui renforce le pilier intermédiaire des grandes arcades. Un pilier polygonal a été plaqué devant le pilier cylindrique de la période flamboyante. Leurs chapiteaux, qui ne sont pas sculptés, mais seulement moulurés, accusent un profil similaire, équivalent aux bases flamboyantes, mais le chapiteau du pilier polygonal est curieusement surmonté de volutes, cas exceptionnel où la sculpture ne figure pas sur la corbeille, mais au-dessus du tailloir. Le doubleau vers la deuxième travée est en plein cintre, et a seulement les angles chanfreinés, tout comme son homologue au nord. Il n'y a, par ailleurs, guère de différences entre les travées flamboyantes au nord et au sud. Au sud, la clé de voûte arbore seulement un petit disque sculpté d'une rose ; les ogives sont reçues sur des culs-de-lampe frustes, et certains écoinçons au sommet des têtes trilobées des lancettes sont encore ajourés.

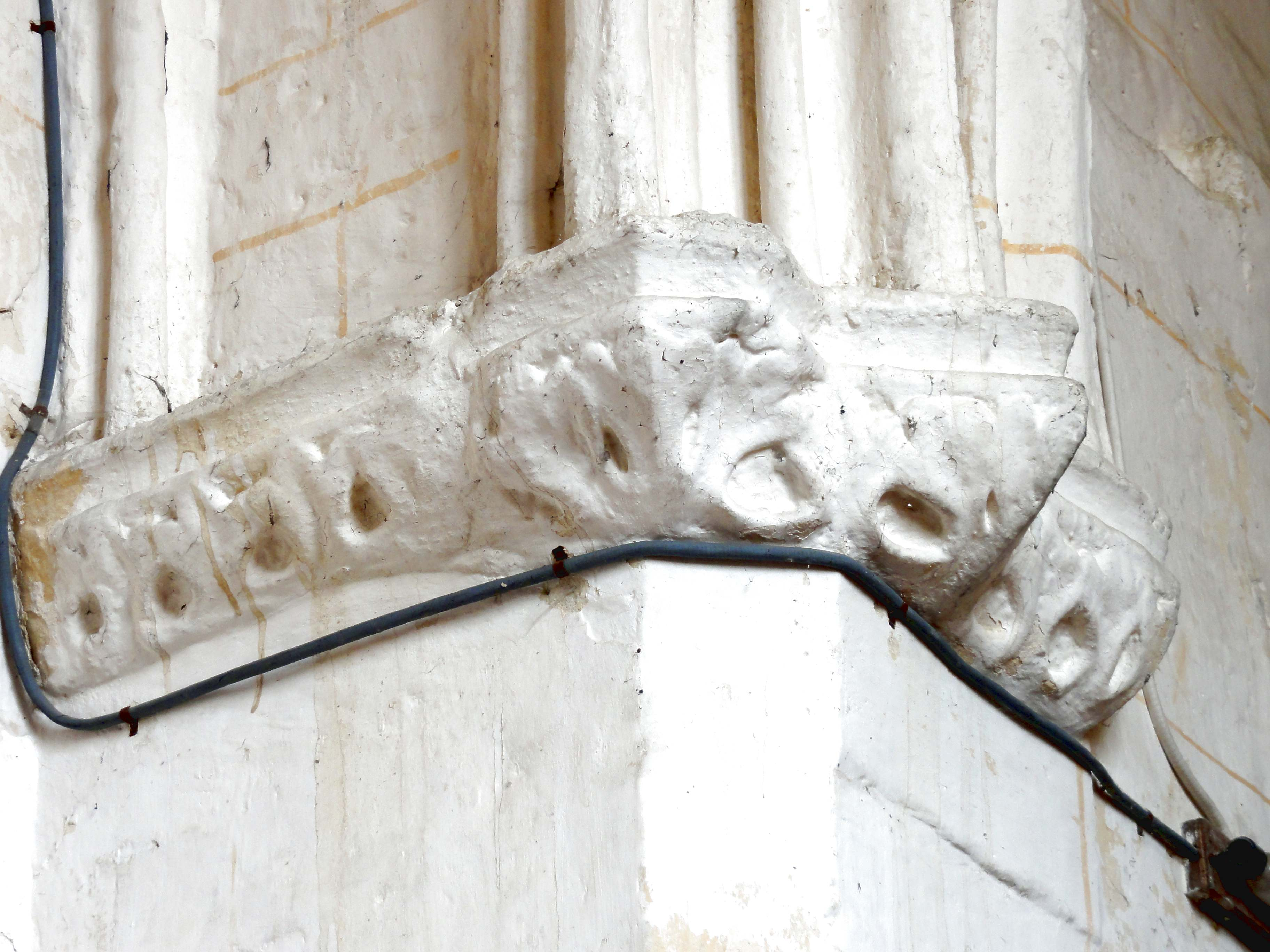
Croisillon sud, frise dans l'angle nord-est.
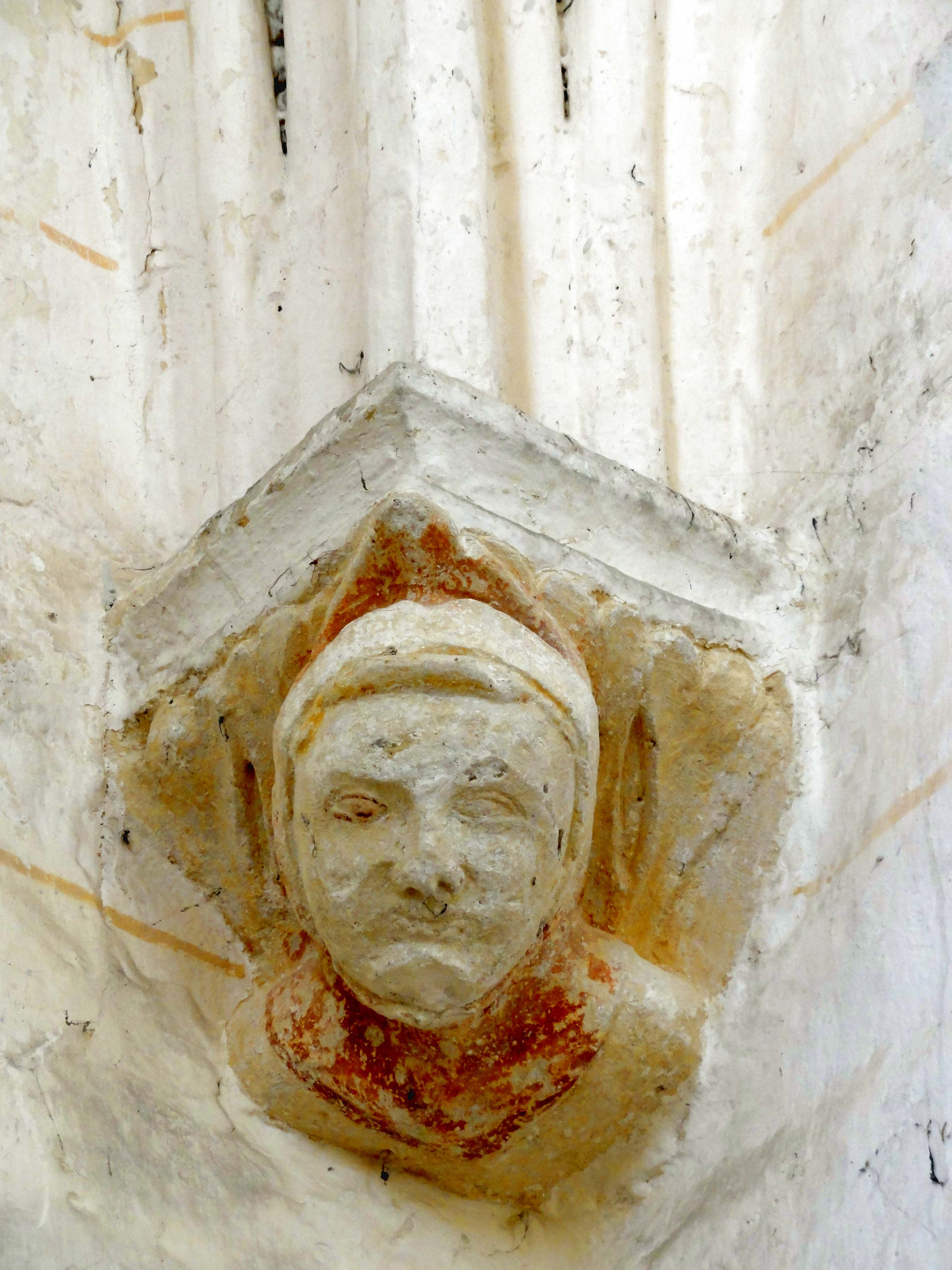
Id., cul-de-lampe gothique dans l'angle nord-ouest.
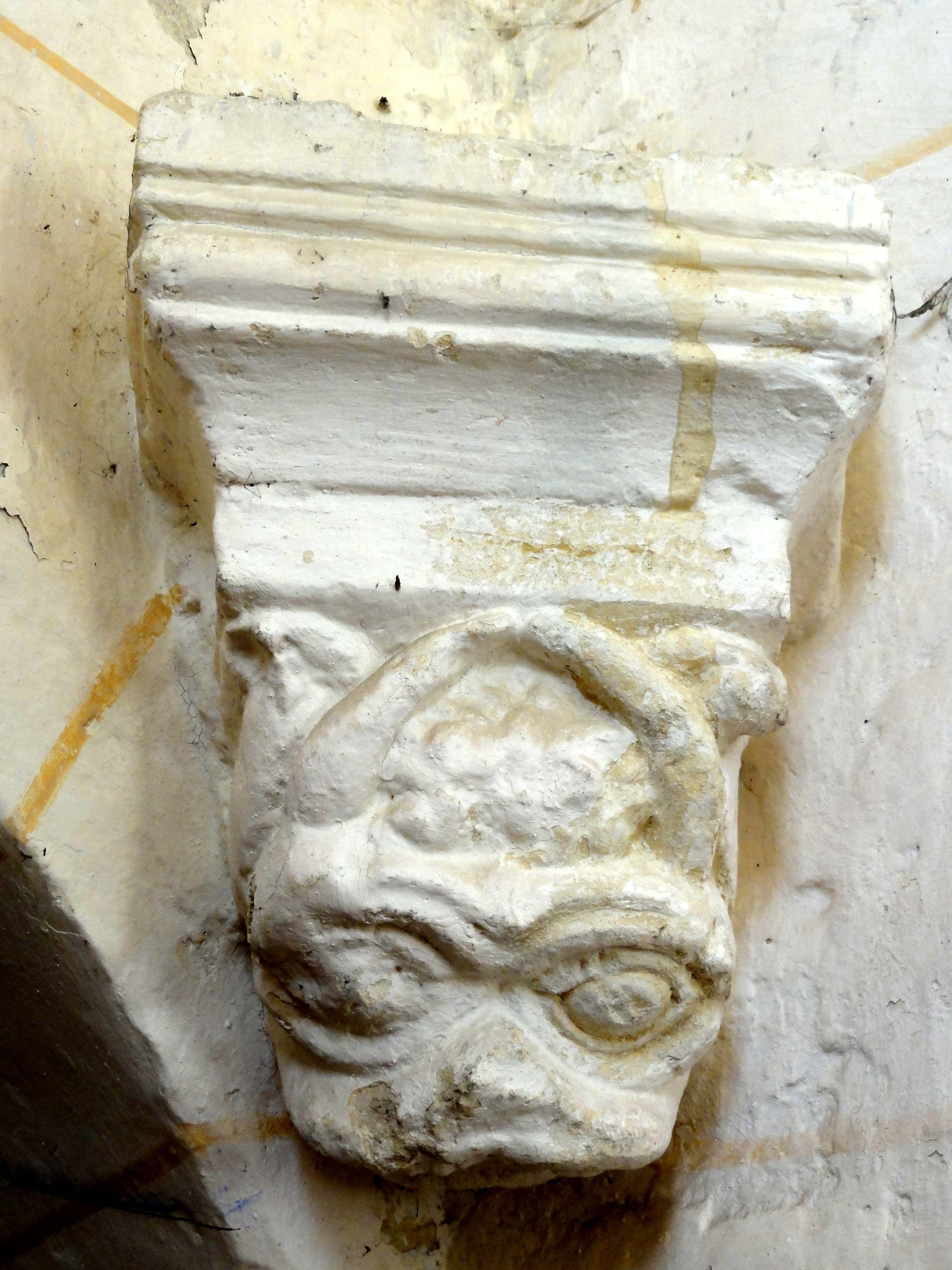
Id., cul-de-lampe roman dans l'angle nord-ouest.
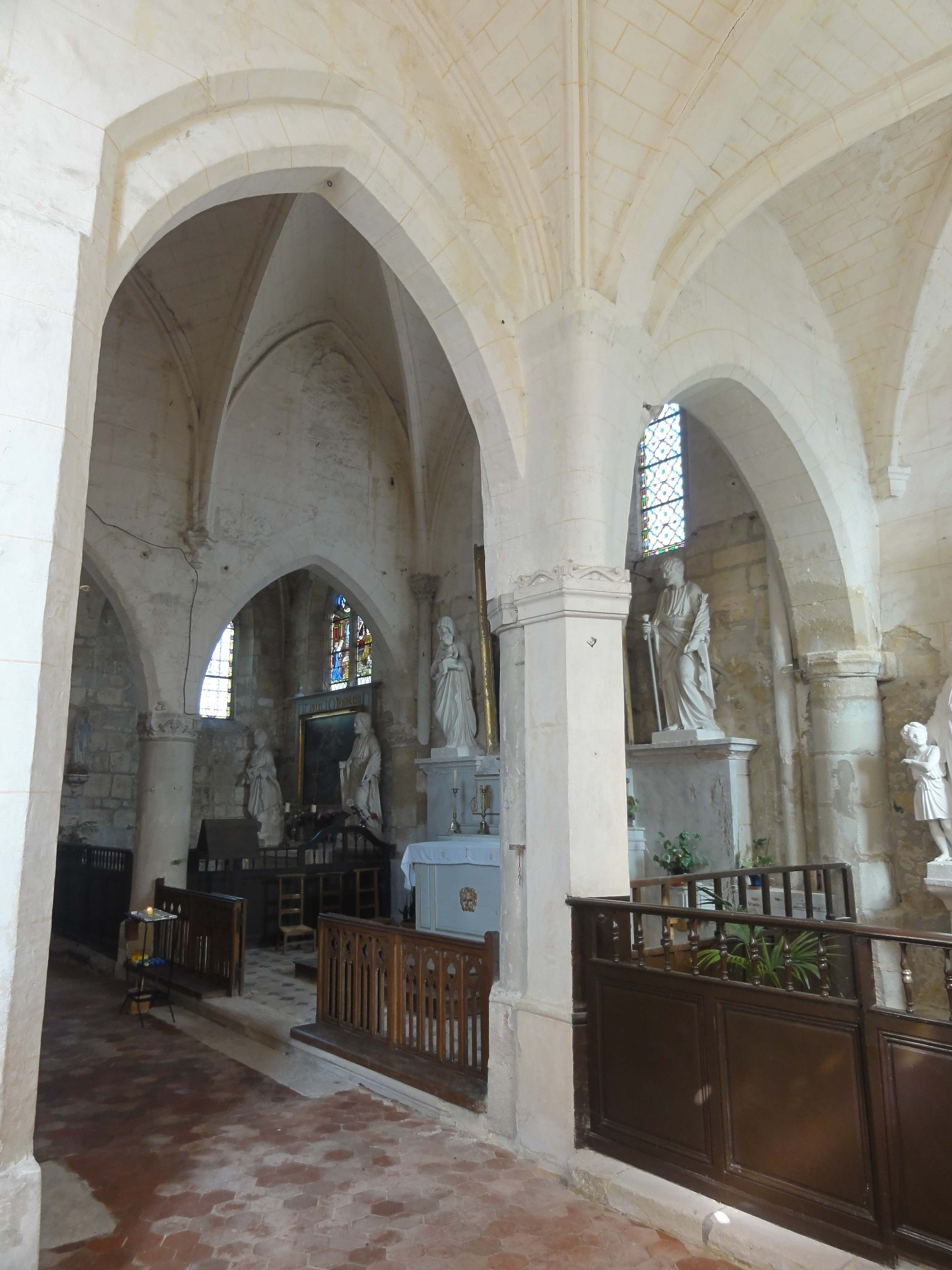
Grandes arcades vers le chœur.
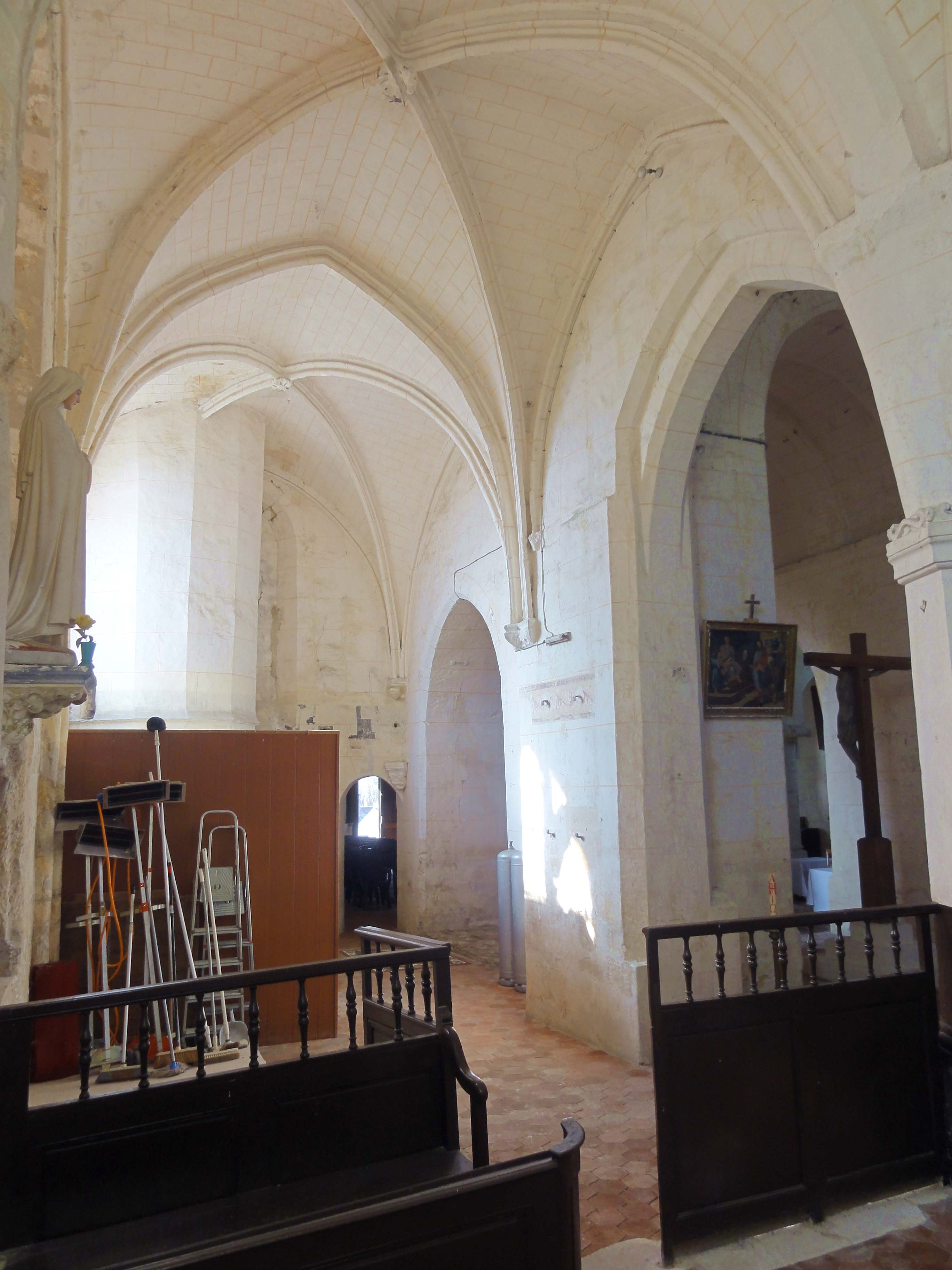
Vue vers le nord-ouest.
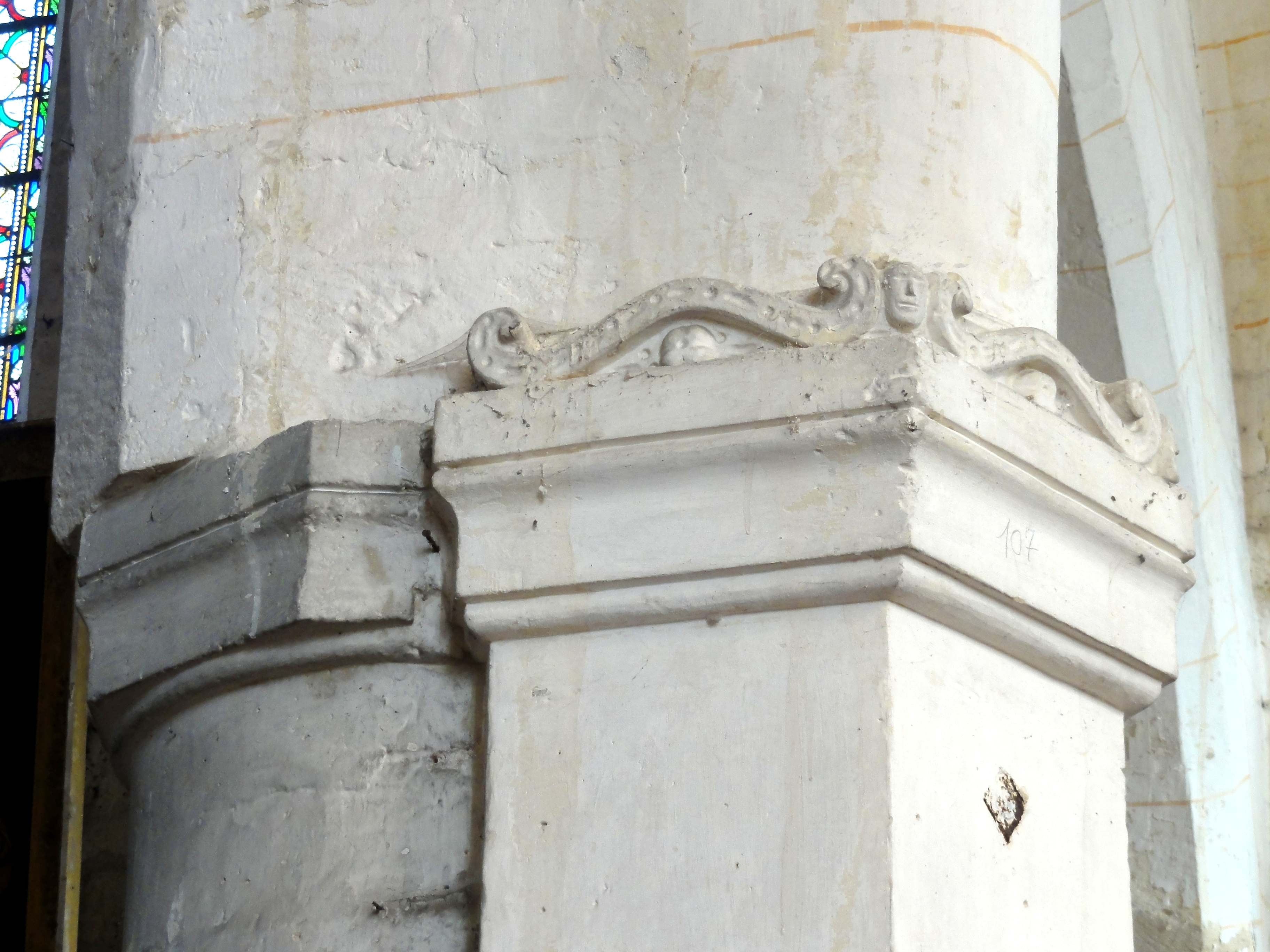
Pilier repris à la Renaissance.

### Extérieur

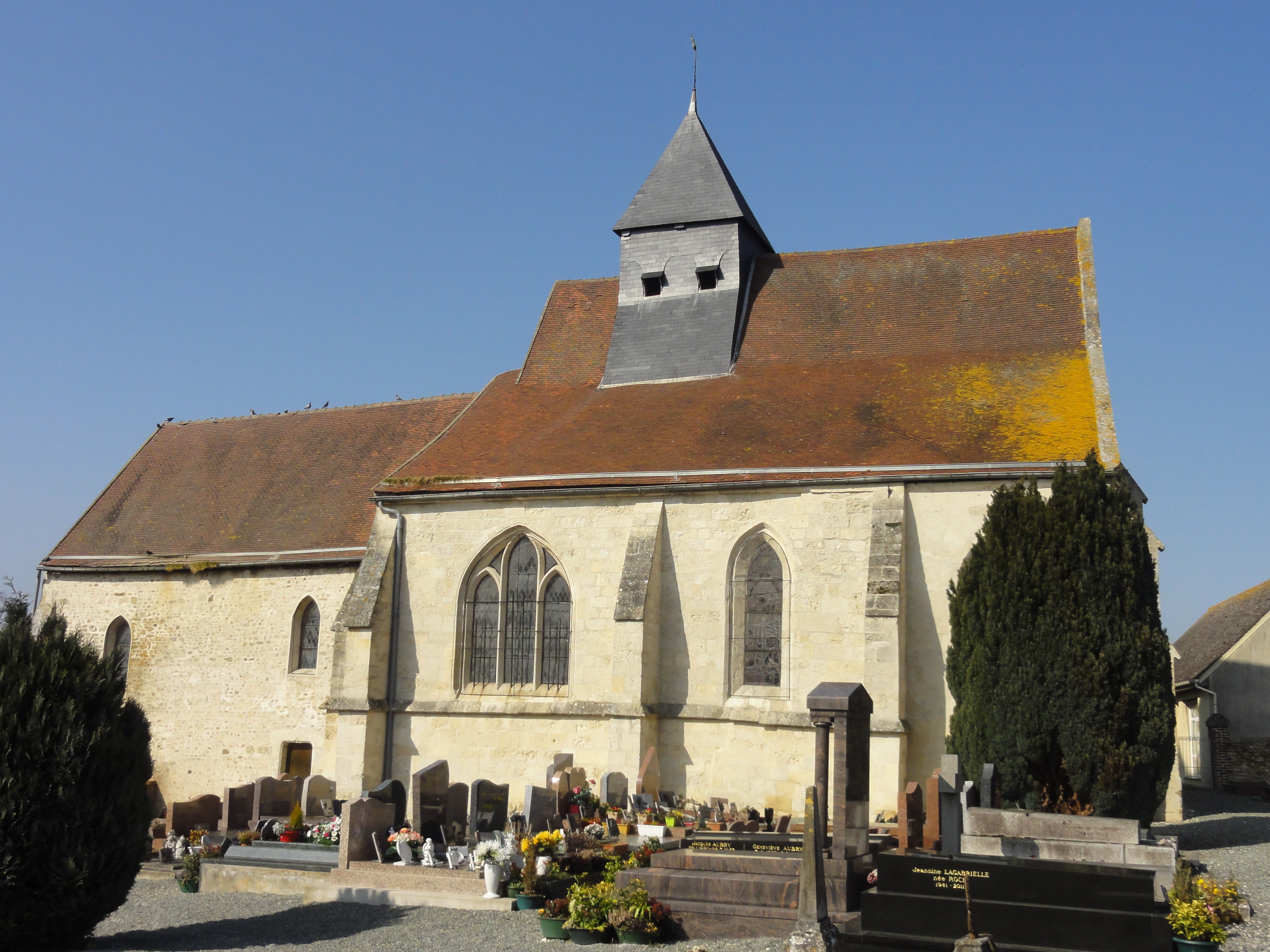
Vue depuis le sud.

L'extérieur de l'église n'appelle pas beaucoup de remarques. L'on note d'abord les différences d'appareil. Les murs de la nef et des bas-côtés, ainsi que le mur occidental du croisillon nord, sont en grande partie bâtis en petits moellons irréguliers noyés dans un mortier, sauf le mur occidental du bas-côté, qui est en pierre de moyen appareil jusqu'à la naissance du pignon. Les parties orientales sont pour l'essentiel bâties en pierre de moyen appareil, mais les murs sont beaucoup moins réguliers au nord. Au niveau du croisillon sud et de la première travée du croisillon sud, la limite des allèges est soulignée par un larmier, qui passe aussi autour des contreforts. Ceux-ci s'amortissent par un long glacis très pentu. Le contrefort entre les deux travées du collatéral nord est du même type, ce qui n'est guère étonnant puisque ces parties de l'église sont à peu près contemporaines, mais l'on n'y trouve pas le larmier à la limite de l'allège. Les deux contreforts de la première moitié du XVIe siècle à la fin des élévations latérales ne sont pas caractéristiques de cette époque précise, mais de l'ensemble de la période gothique ; ils sont scandés par un larmier et s'achèvent par un glacis format larmier.
L'on cherchera en vain des corniches. Les fenêtres se présentent de la même manière qu'à l'intérieur, sauf celles du croisillon nord, qui sont beaucoup plus profondément évasées à l'intérieur qu'à l'extérieur, et surmontées d'un cordon de têtes de clous, typique de la première période gothique, à l'extérieur seulement. À l'instar de la plupart des clochers romans du Beauvaisis, l'étage de beffroi du clocher avait sans doute bénéficié d'un soin décoratif accru, de même que le portail. Mais comme déjà évoqué, tout ce qui reste visible du clocher roman à l'extérieur est un rang de billettes à la limite entre l'étage intermédiaire aveugle, visible depuis la nef, et l'étage de beffroi, ainsi que le trumeau entre les deux baies occidentales de l'étage de beffroi, et la moitié des claveaux de leurs archivoltes. Le portail roman n'a pas non plus été conservé. Le portail actuel, en anse de panier, est d'un style classique très sobre. Il est flanqué de deux pilastres lisses, et surmonté d'une corniche moulurée de multiples ressauts, ainsi que d'un fronton triangulaire dont les rampants sont moulurés de même. Deux pots-à-feu sculptés en demi-relief tiennent lieu d'acrotères. De part et d'autre, des fenêtres en anse de panier bouchées sont visibles dans le mur.

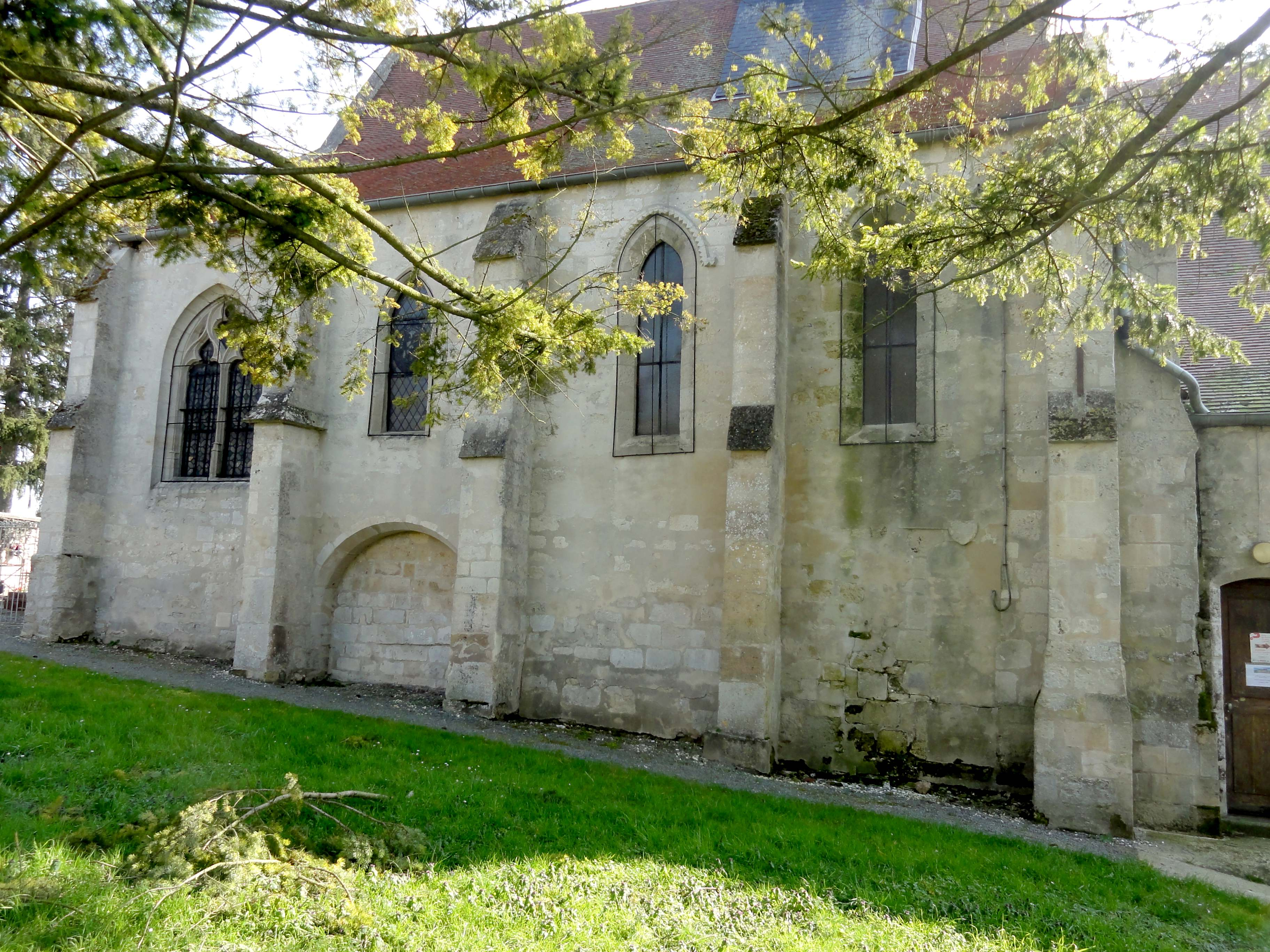
Collatéral et croisillon nord.
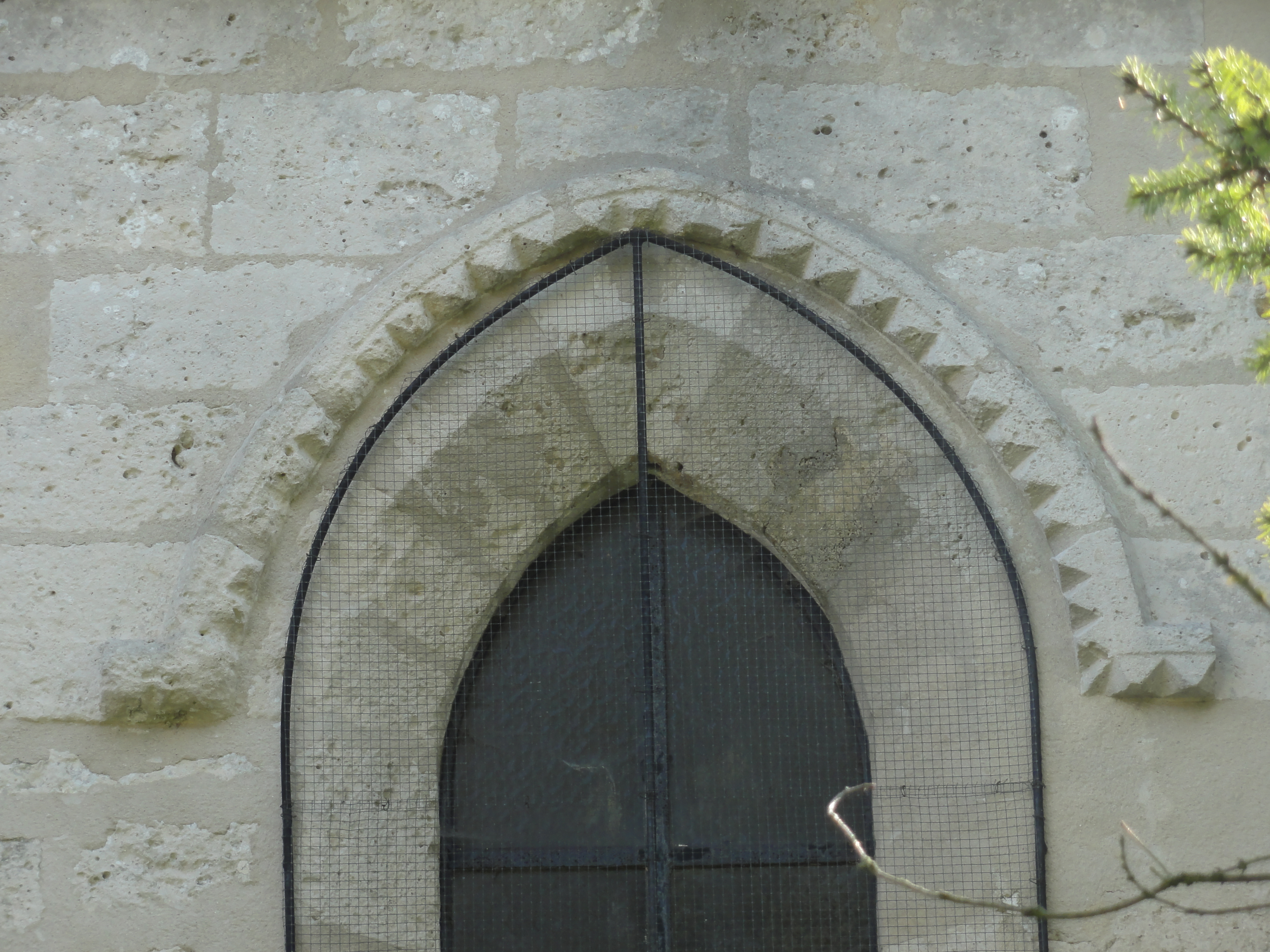
Croisillon nord, cordon de têtes de clous.
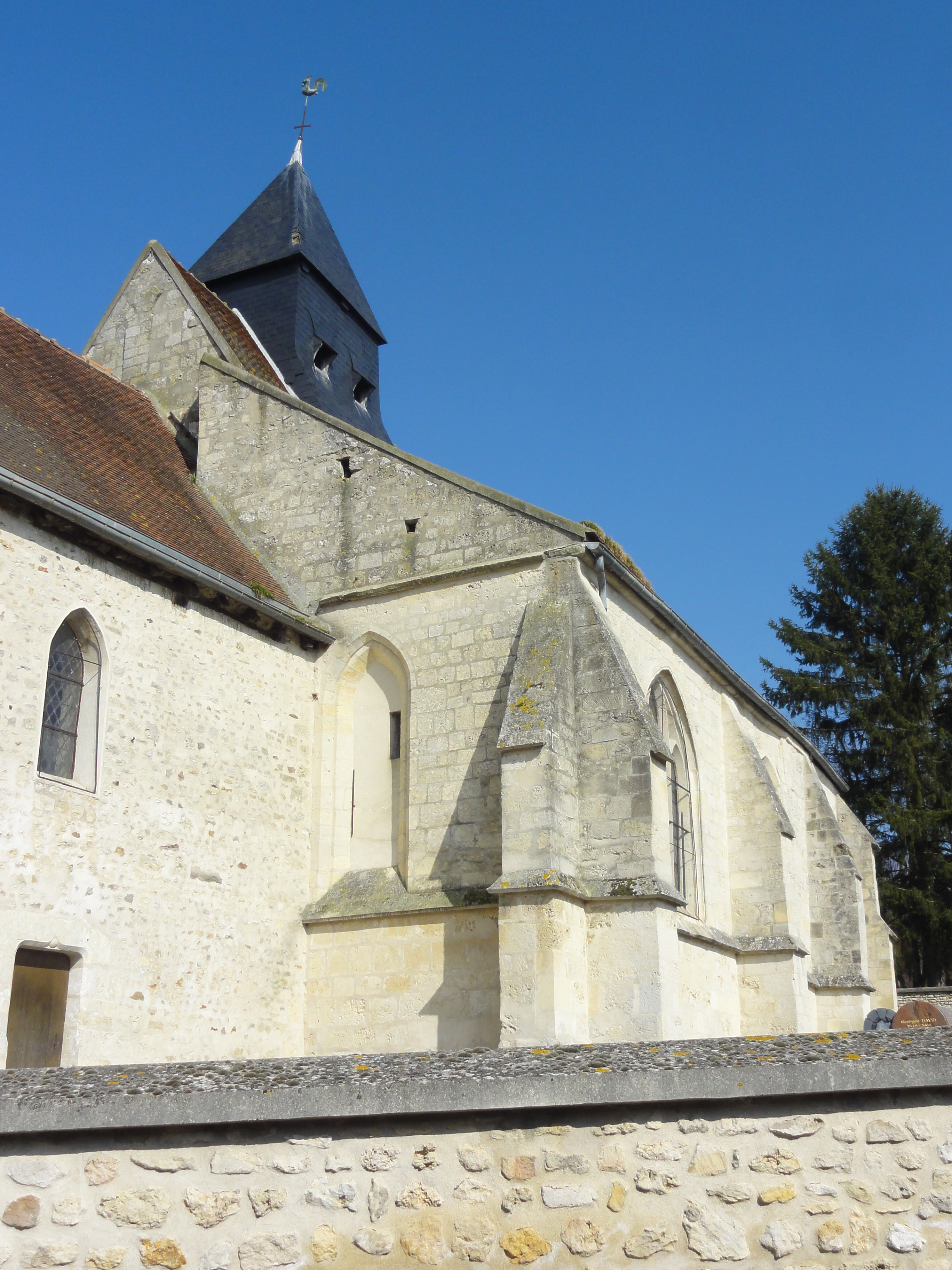
Chœur, vue depuis le sud-ouest.
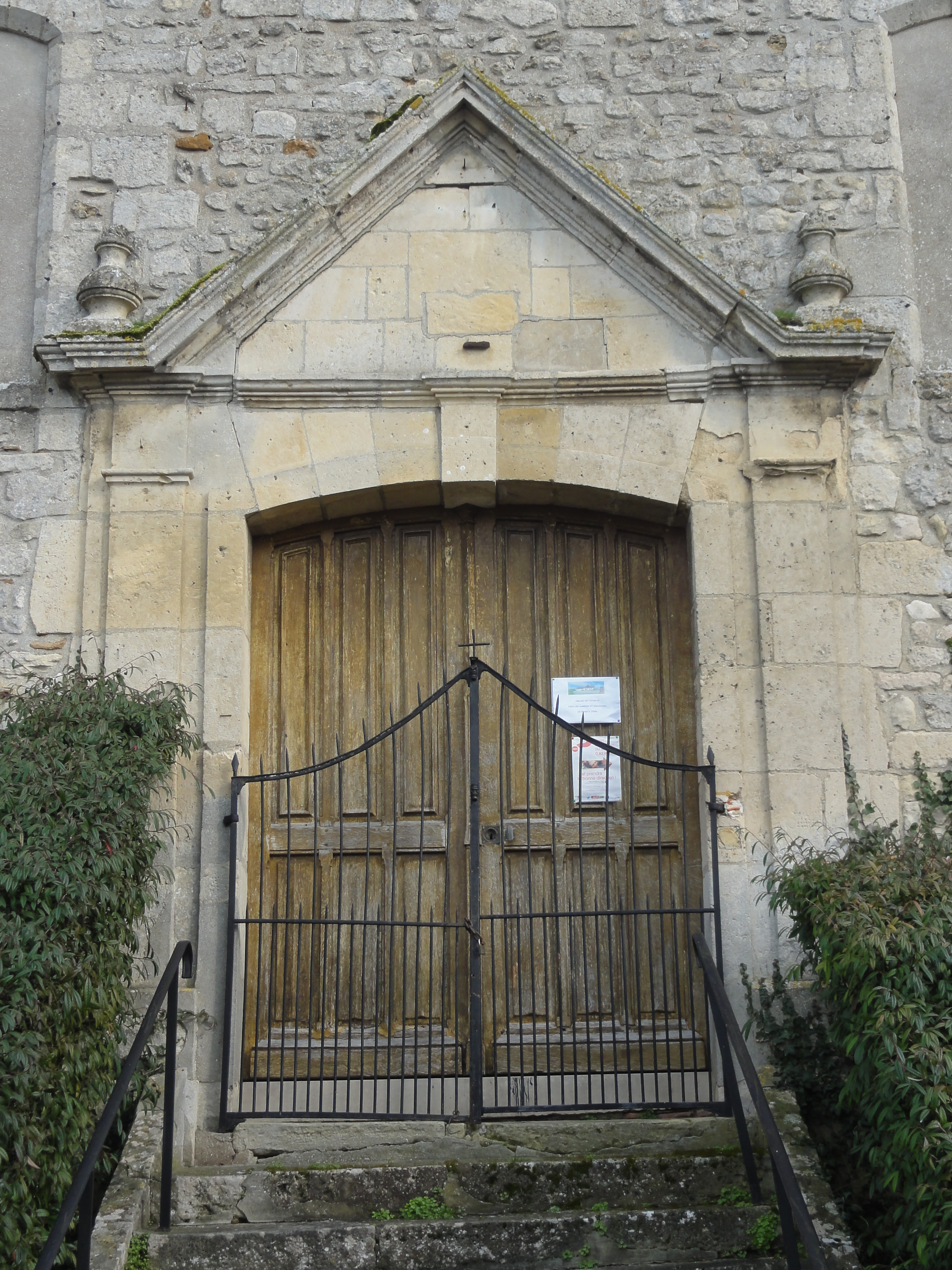
Portail occidental.
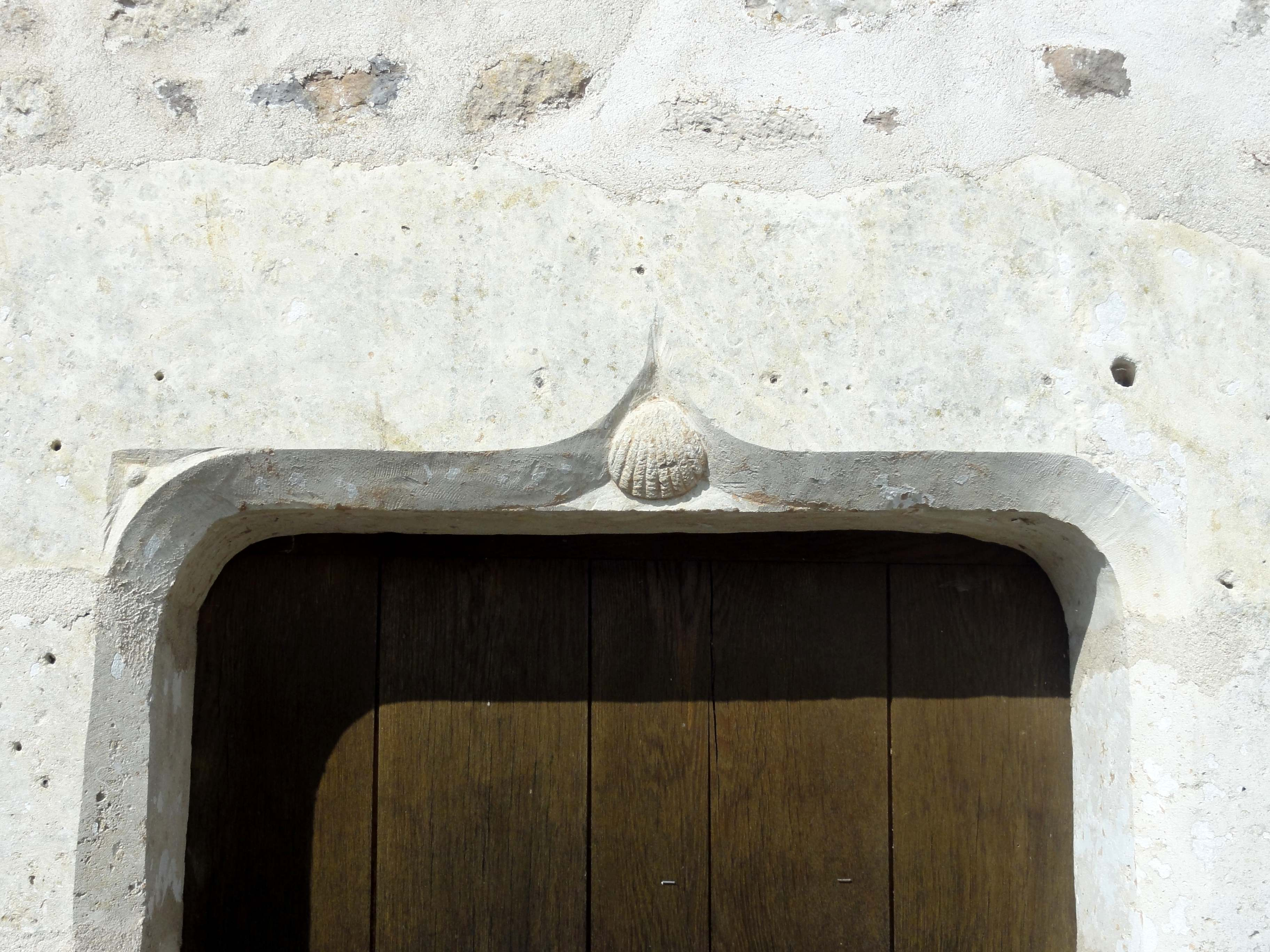
Nef, linteau du portail latéral sud.
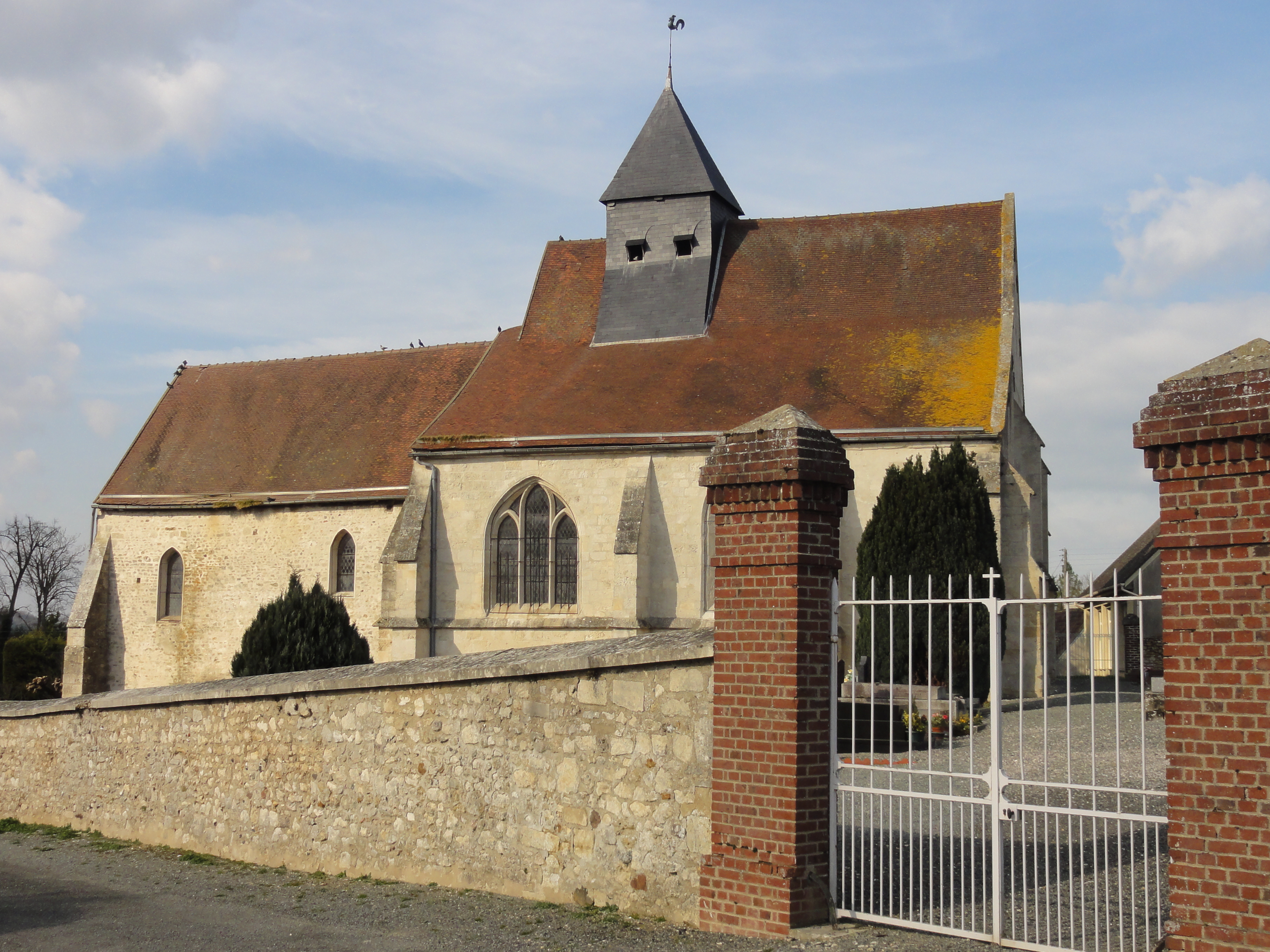
Vue depuis le sud.

## Mobilier

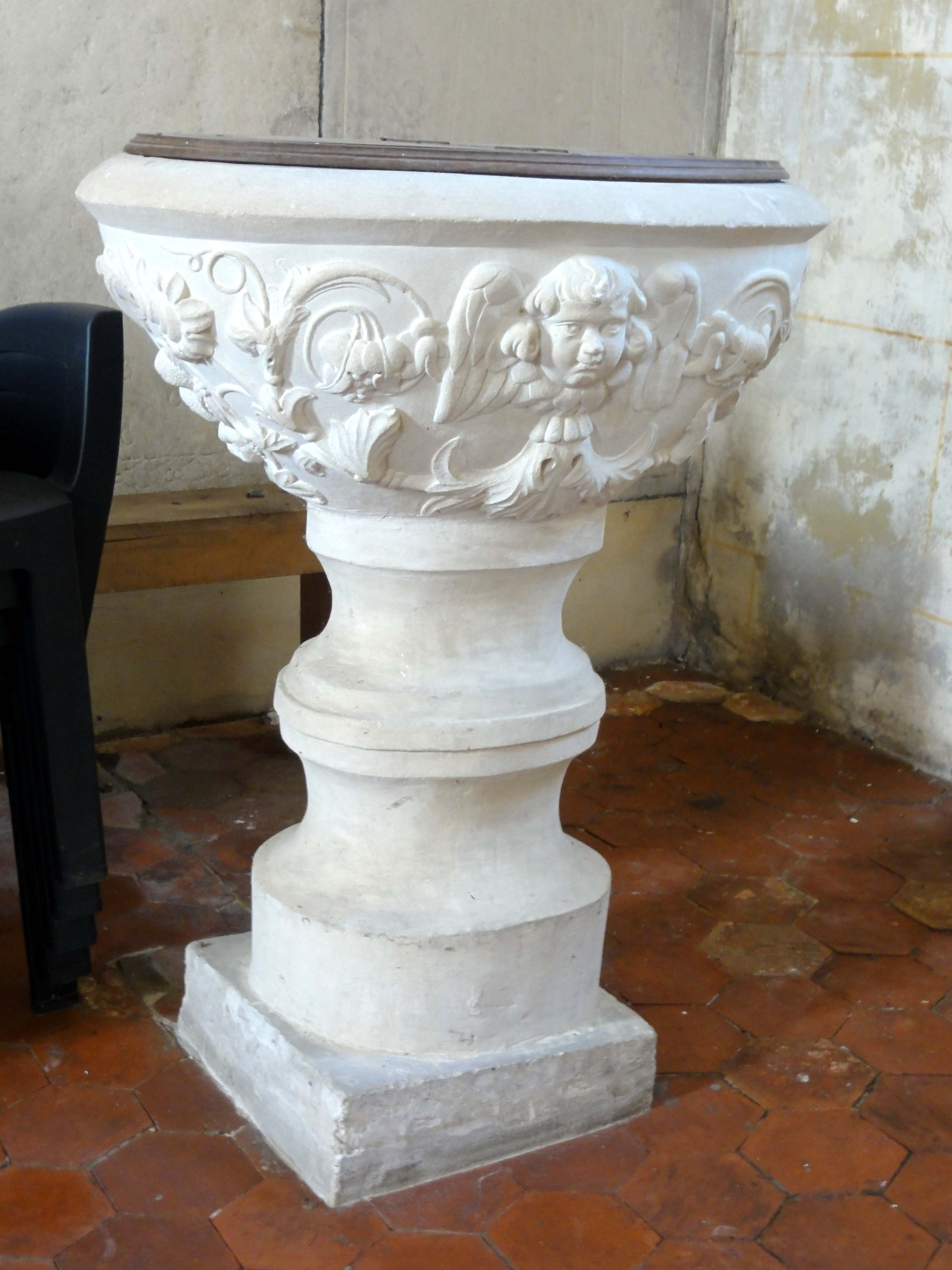
Fonts baptismaux.

Parmi le mobilier de l'église, six éléments ou ensembles sont inscrits ou classés monument historique au titre objet. Il s'agit des fonts baptismaux ; d'une Vierge à l'Enfant ; du Christ en croix à l'entrée du chœur ; d'un ensemble de panneaux sculptés ; et de deux parmi les nombreux tableaux que possède l'église (onze au total). Un troisième tableau classé, qui représente le massacre des Triumvirs, et a été peint au dernier quart du XVIe siècle d'après une œuvre originale de Hans Vredeman de Vries, a été déposé au musée départemental de l'Oise après avoir été volé à deux reprises en 1953 et 1954. Il reste cependant toujours la propriété de la commune de Belle-Église. Ce tableau n'est pas à confondre avec une peinture d'Antoine Caron portant le même titre, et conservé dans le même musée. Également classés sont un fragment de vitrail du XIIIe siècle et trois verrières du XVIe siècle. L'on peut signaler en outre quelques objets disparus ou volés, en l'occurrence un fauteuil de célébrant du XVIe siècle ; un bénitier portatif du XVIe siècle avec deux goupillons en cuivre ; et deux bras de lumière en cuivre repoussé du dernier quart du XVIIe siècle.

### Sculpture
- Les fonts baptismaux, en pierre, mesurent 105 cm de hauteur. Ils se composent d'une petite cuve ovale du XVIIe siècle, sculptée de têtes de chérubins flanquées d'ailes déployées et de motifs végétaux, et d'un pied mouluré à la façon d'un balustre. Ces fonts sont inscrits depuis février 2007[13].
- La statuette de la Vierge à l'Enfant, en pierre, est sculptée en ronde-bosse, mais son revers reste plat. C'est une œuvre de facture grossière, qui semble dater du XVIe siècle. La Vierge se tient debout, et porte l'Enfant Jésus dans son bras gauche. Sa main droite est cassée. La mère est coiffée d'une haute couronne et vêtue d'une longue robe sous un manteau bordé d'un galon orfèvré. L'Enfant, tout nu, présente une pomme à sa mère, qui s'apprête à la saisir. Cette sculpture est classée depuis avril 1960, et placée sur le rebord du mur occidental du clocher, tout en haut à l'est de la nef[14] (sans illustration).
- Près de la Vierge, l'on trouve une petite Charité de Saint-Martin en bois taillé. L'on manque de renseignements sur cette œuvre du XVIIe ou XVIIIe siècle, qui n'est pas encore protégée au titre des monuments historiques. Avec la Vierge, c'est la seule statue de l'église qui a survécu à la Révolution française.
- Le saint patron de l'église apparaît également sur le bas-relief qui orne la cuve de la chaire à prêcher.
- Le Christ en croix, qui est placée sur un socle à l'est de la base du clocher, devant l'entrée du chœur, est en bois taillé, et présente des traces d'une polychromie ancienne. Il mesure environ 128 cm de hauteur, et date du XVe siècle. Ce serait donc l'œuvre d'art religieux la plus ancienne de l'église. La tête du Christ tombe vers la gauche, et ses yeux sont clos, tandis que son visage avec la bouche entrouverte exprime la douleur. Sa silhouette est très fine, et la structure osseuse de son torse est bien soulignée. Le classement du Christ remonte à novembre 1912[15].
- L'ensemble de huit panneaux de bois, sculptés chacun d'un réseau flamboyant différent, avec soufflets et mouchettes, et des écus armoriés de deux fleurs de lys pour deux parmi eux, ont été remontés dans un bahut moderne (qui n'est actuellement pas visible dans l'église). Quatre panneaux forment sa face antérieure, et deux forment chacune de ses faces latérales. Chaque panneau est taillé dans une seule planche de bois, et mesure seulement 40 cm de hauteur pour 20 cm de largeur. Le musée départemental de l'Oise possède des panneaux d'une facture très proche. Ils sont datables de la fin du XVe ou du début du XVIe siècle, mais l'on ignore quelle était leur fonction. Leur classement est intervenu en novembre 1912 également [16] (sans illustration).

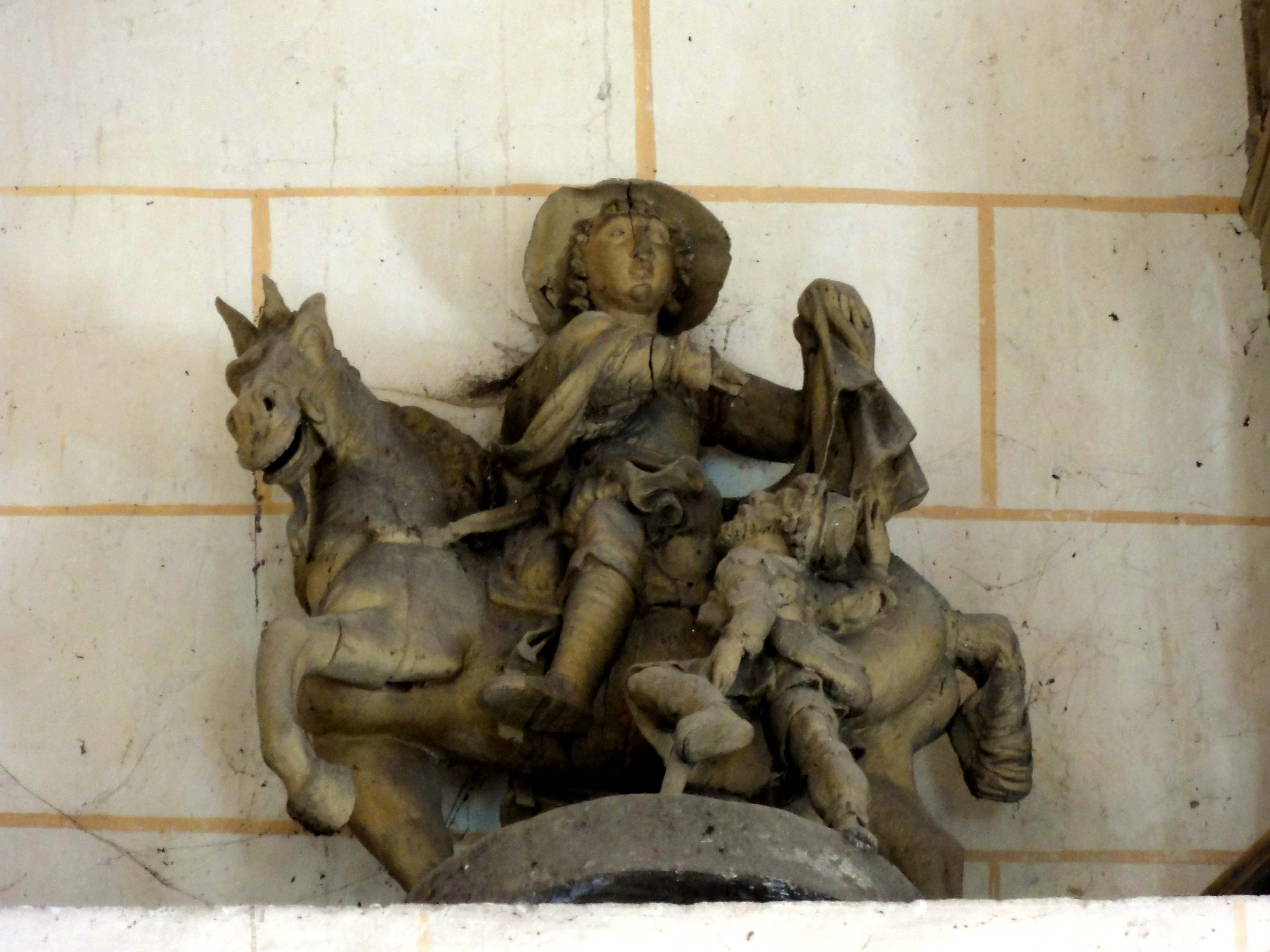
Groupe sculpté - Charité de Saint-Martin.
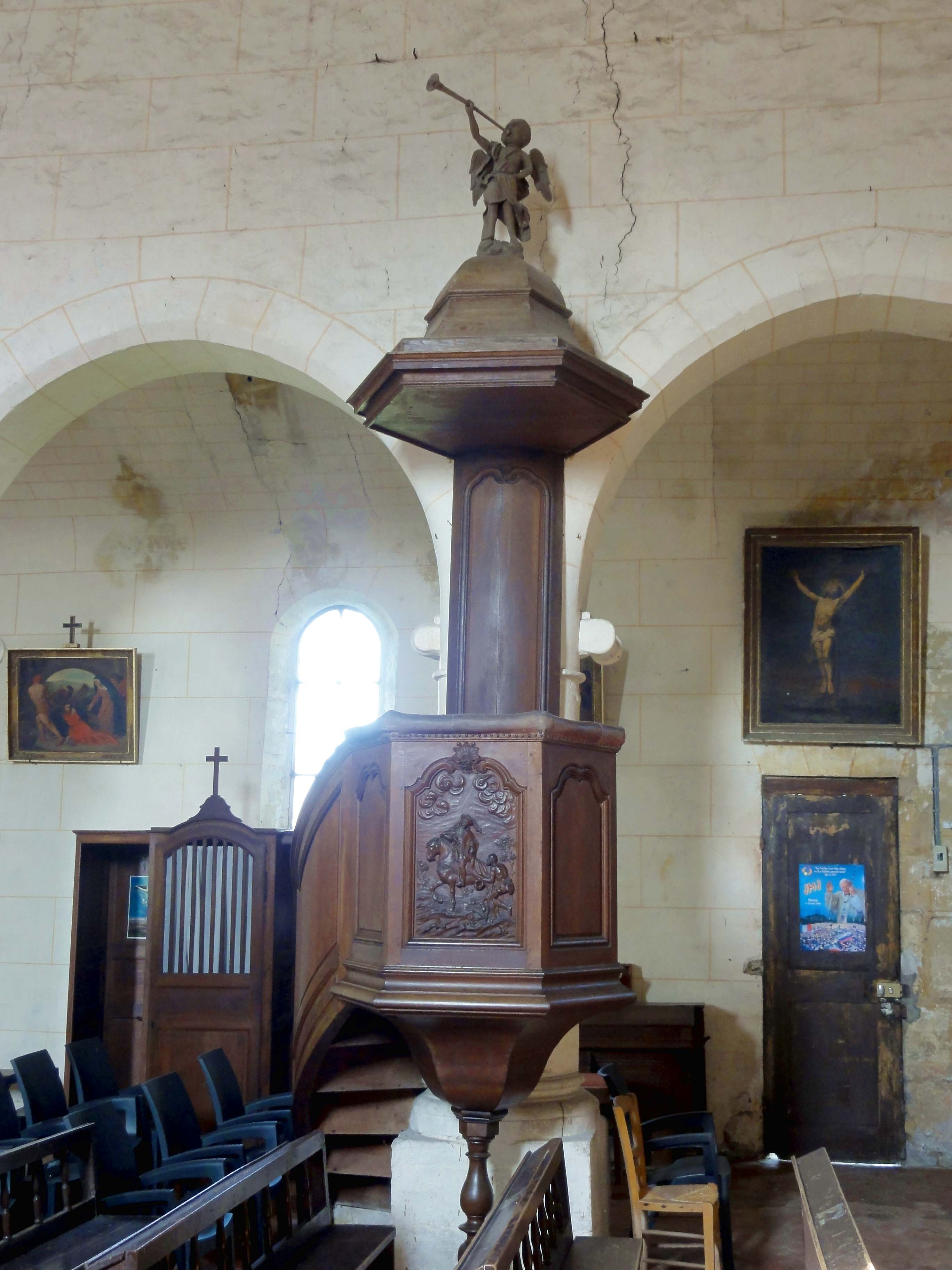
Chaire à prêcher.
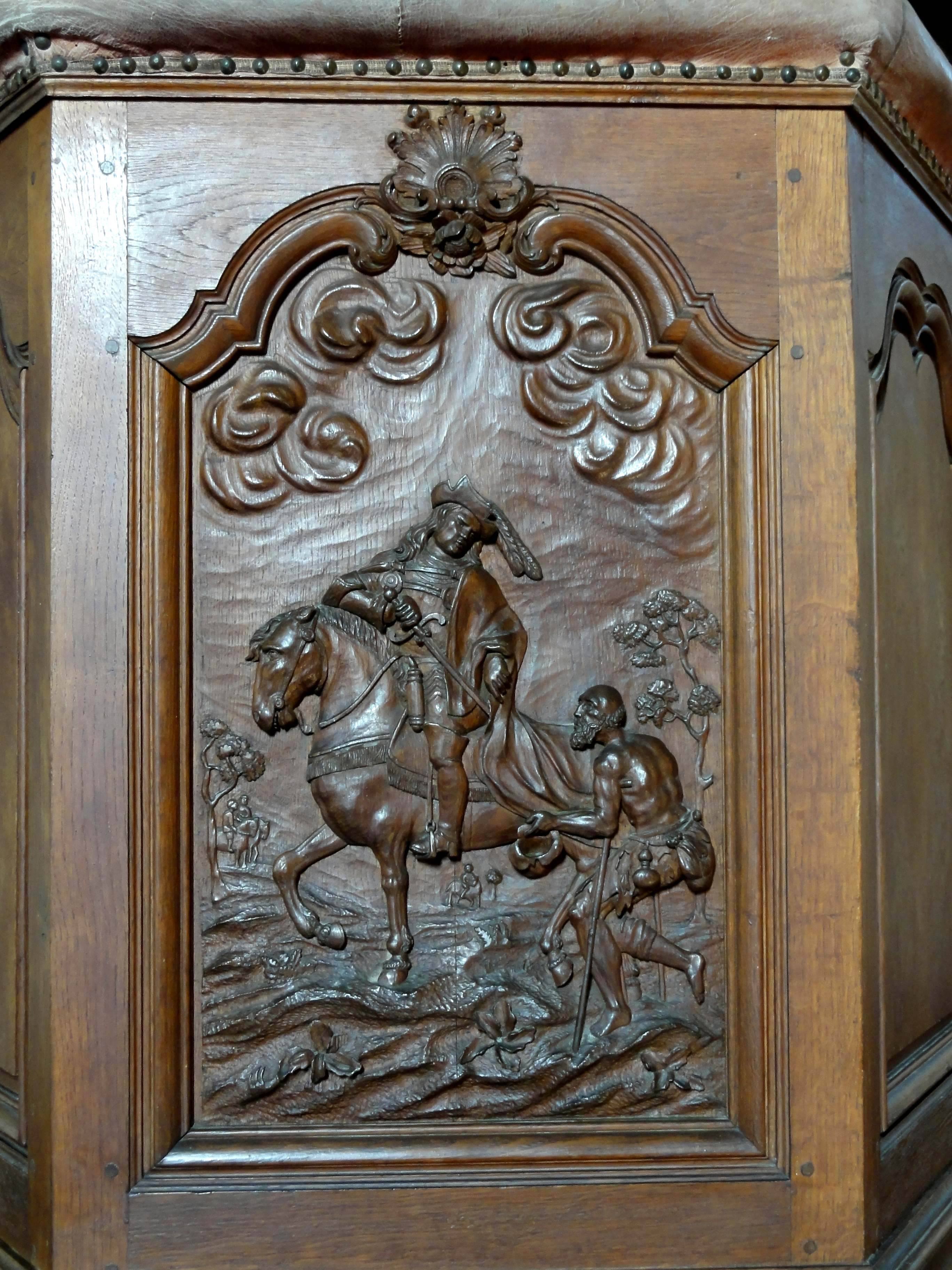
Bas-relief - Charité de Saint-Martin.
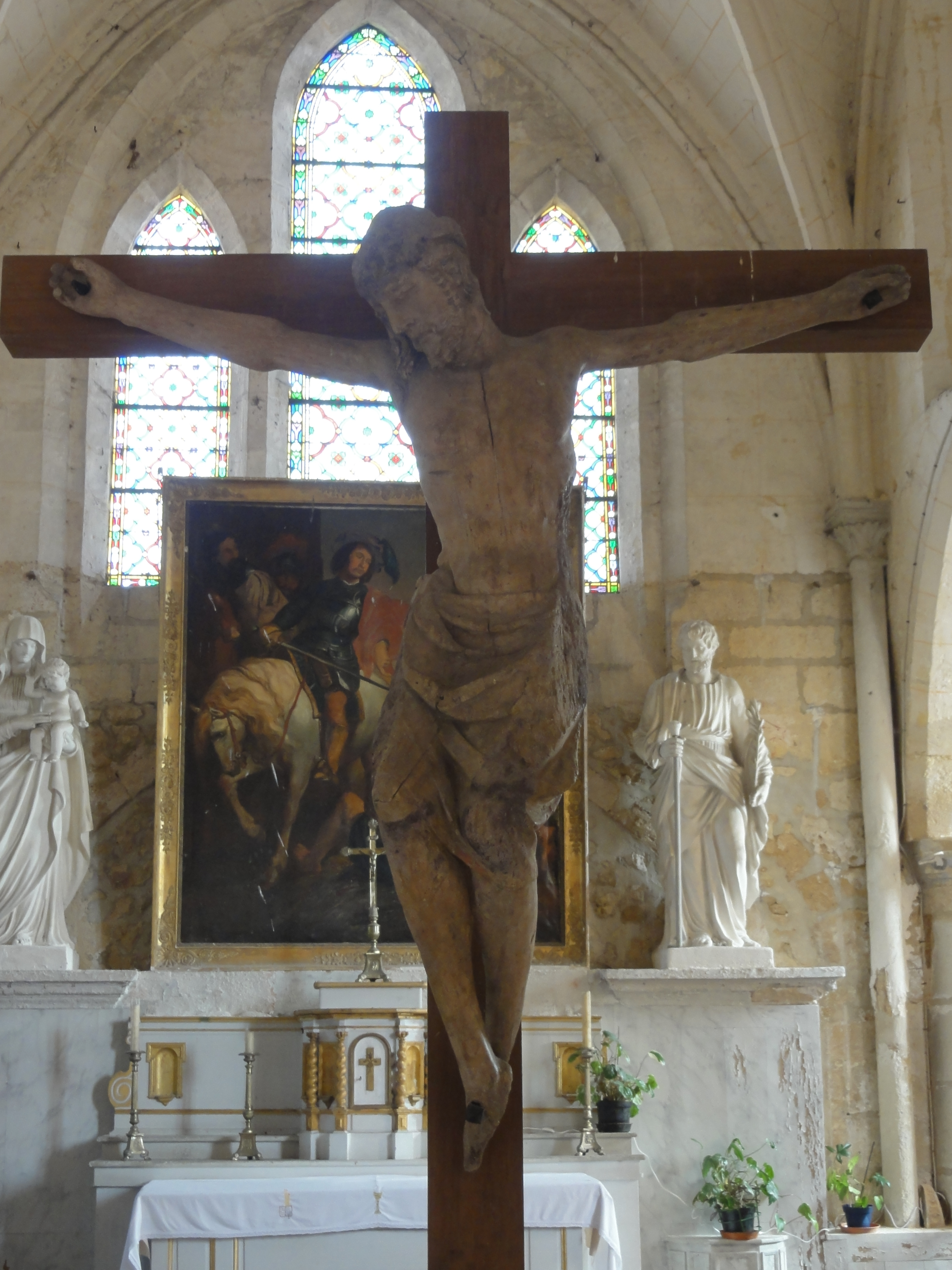
Christ en croix.
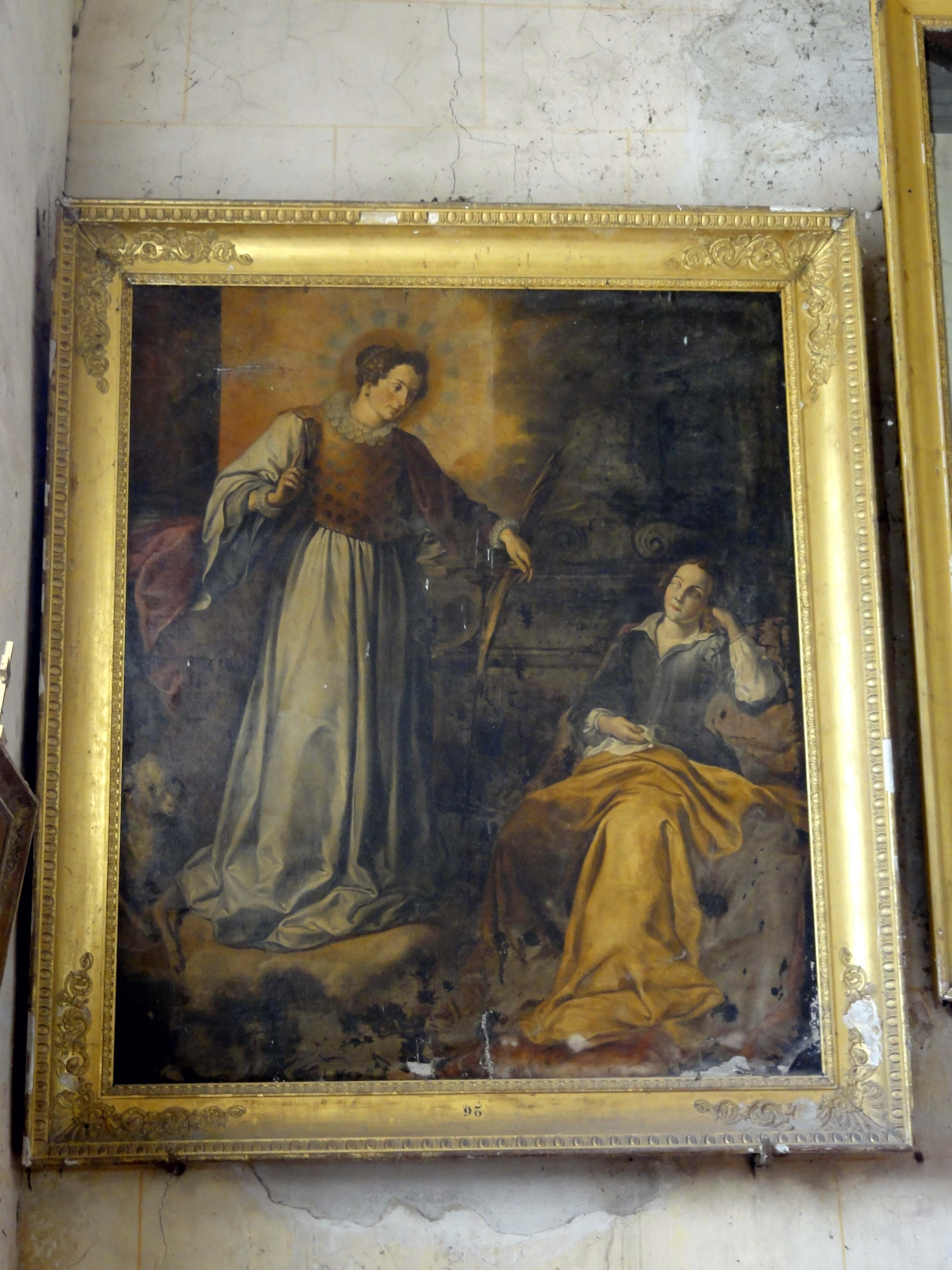
Tableau - sainte Geneviève.
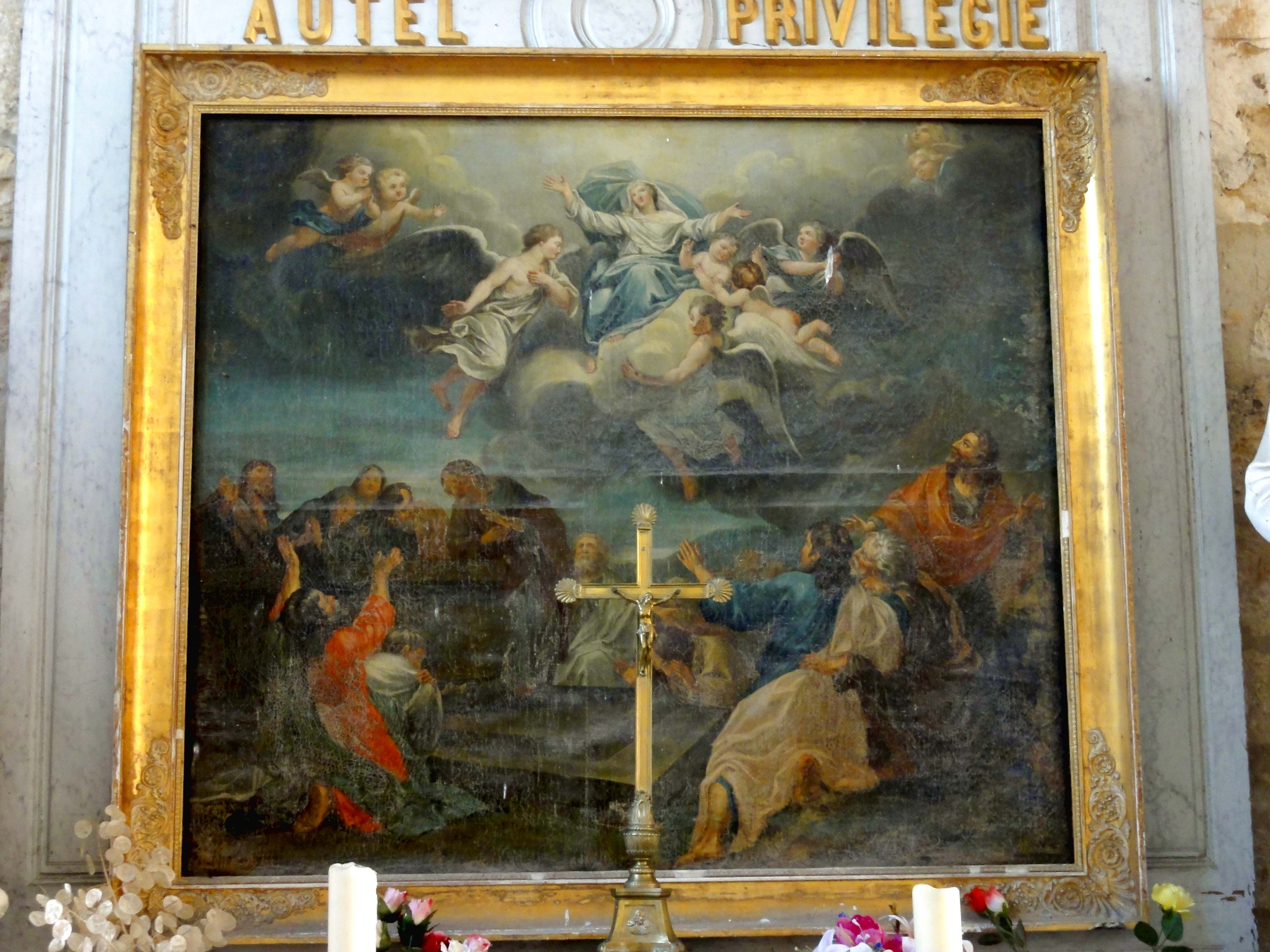
Tableau - L'Assomption.

### Peinture
- Le tableau représentant sainte Geneviève rendant la vue à sa mère est peint à l'huile sur toile. Il mesure 230 cm de hauteur pour 190 cm de largeur sans le cadre, et pourrait dater du XVIIe siècle. Son inscription est intervenue en décembre 2012[17].
- Le tableau de retable du collatéral nord (chapelle de la Vierge) représente l'Assomption de la Vierge Marie, et est peint à l'huile sur toile. Il mesure 137 cm de hauteur pour 155 cm de largeur sans le cadre, et date du XVIIIe siècle. Il est également inscrit décembre 2012[18].
- Le tableau du maître-autel représente La Charité de saint Martin, copie d'après la célèbre composition d'Antoine Van Dyck

### Vitraux

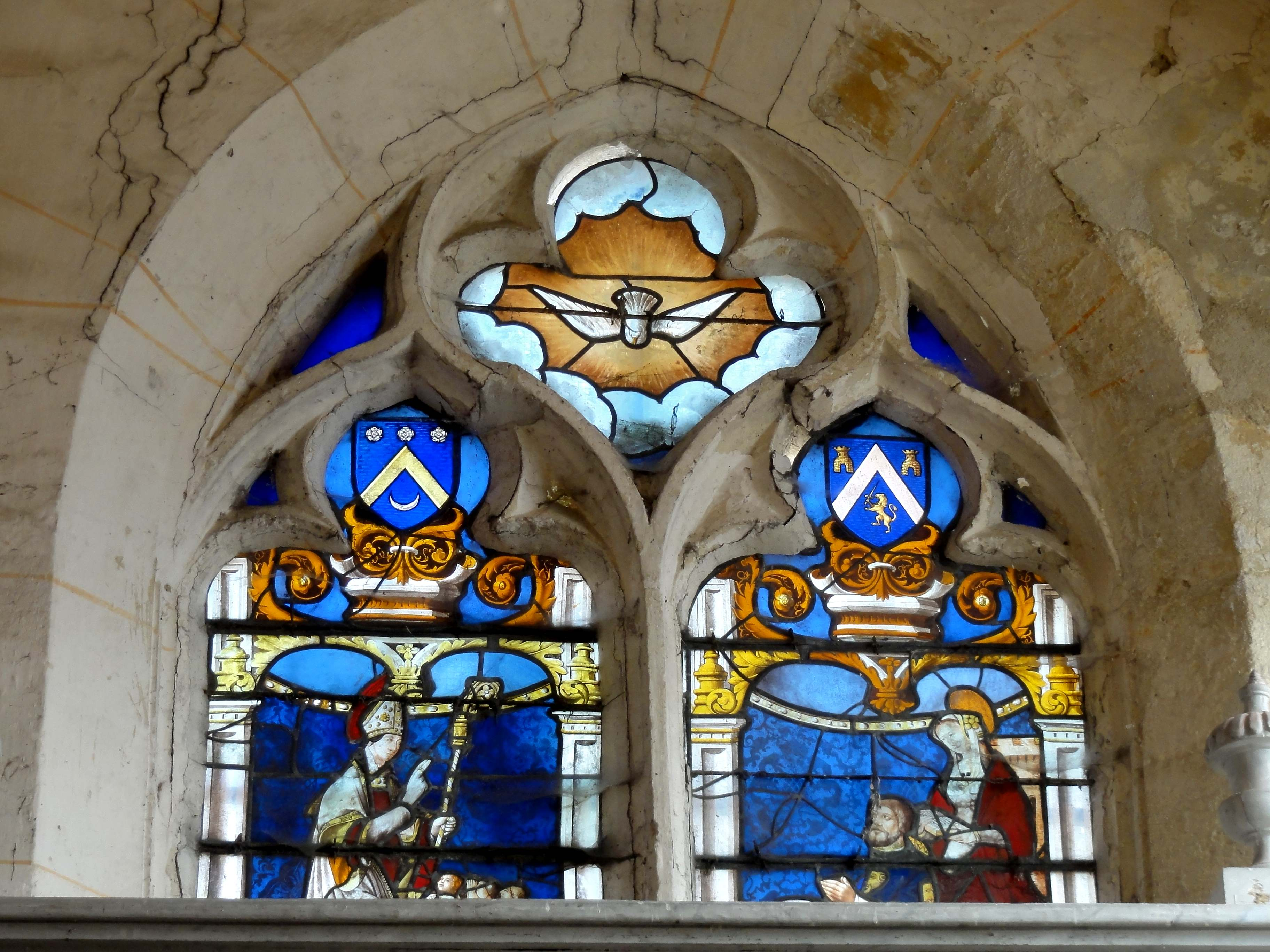
Verrière n° 2 - saint Nicolas, sainte Madeleine.

Les deux verrières au chevet des deux chapelles latérales du chœur datent en grande partie de l'époque de construction, soit de la première moitié du XVIe siècle. Elles sont cependant très restaurées. Elles mesurent 150 cm de hauteur pour 120 cm de largeur, et se composent chacune de deux lancettes trilobées ; d'un tympan sous la forme d'un soufflet ; et de deux mouchettes si étroites qu'ils ne pouvaient accueillir aucun motif ornemental, mais seulement du verre bleu. Ces deux verrières sont classés depuis novembre 1912.
- Dans la chapelle latérale sud, la verrière n° 2 représente, au milieu d'un décor architecturé de la Renaissance, saint Nicolas avec un baquet contenant les trois jeunes enfants qu'il vient de ressusciter (à gauche), et sainte Marie-Madeleine présentant un donateur (à droite). La colombe du Saint-Esprit figure au tympan. Cette verrière est datée du second quart du XVIe siècle[8].
- Dans la chapelle latérale nord, la verrière n° 1 représente l'Annonciation. Sous des écussons, l'on voit la Vierge Marie agenouillée en prière devant un livre ouvert placé sur une table (à gauche), et l'archange Gabriel également agenouillé, pointant un doigt vers le ciel, où se déploie un phylactère portant l'inscription « Ave Gracia plena ». Marie se trouve dans une chambre, avec une alcôve visible à gauche, et une fenêtre ouverte sur un paysage au fond à droite. La colombe du Saint-Esprit est représentée en perspective sous le plafond plat. L'archange Gabriel semble se trouver dans une pièce différente, qui est plafonnée de deux voûtes en berceau, et où une tenture tendue au fond empêche la vue sur le paysage. Dieu le Père figure au tympan. Cette verrière est datée du premier quart du XVIe siècle[8].
- Toujours dans la chapelle latérale nord, la verrière n° 3, au nord, conserve un tympan armorié du XVIe siècle, qui n'est pas datable avec davantage de précision. Il mesure environ 40 cm de largeur et de hauteur. Ce petit vitrail est également classé depuis novembre 1912. Les bordures des deux lancettes seraient modernes d'après l'arrêté de classement[8] (ce qui n'exclut toutefois pas une datation du XVIIe ou du XVIIIe siècle). Elles représentent des fleurs de lys peints à l'émail.
- Le médaillon en verre coloré dans la baie de la travée précédente (verrière n° 5) représente le Couronnement de la Vierge par son fils Jésus-Christ. La scène est entourée d'une bordure à feuillages. Ce petit vitrail fortement corrodé, qui n'est qu'un fragment, mesure environ 50 cm de hauteur pour 40 cm de largeur. Par le rapprochement avec des vitraux dans le chœur de la cathédrale de Laon, l'arbre de Jessé de la cathédrale de Soissons ou de la Saint-Quentin, ou encore la rosace occidentale de Notre-Dame de Paris, on peut le dater des années 1210-1220, à l'exception de la tête du Christ, qui est moderne. L'œuvre est également classée depuis novembre 1912[7].

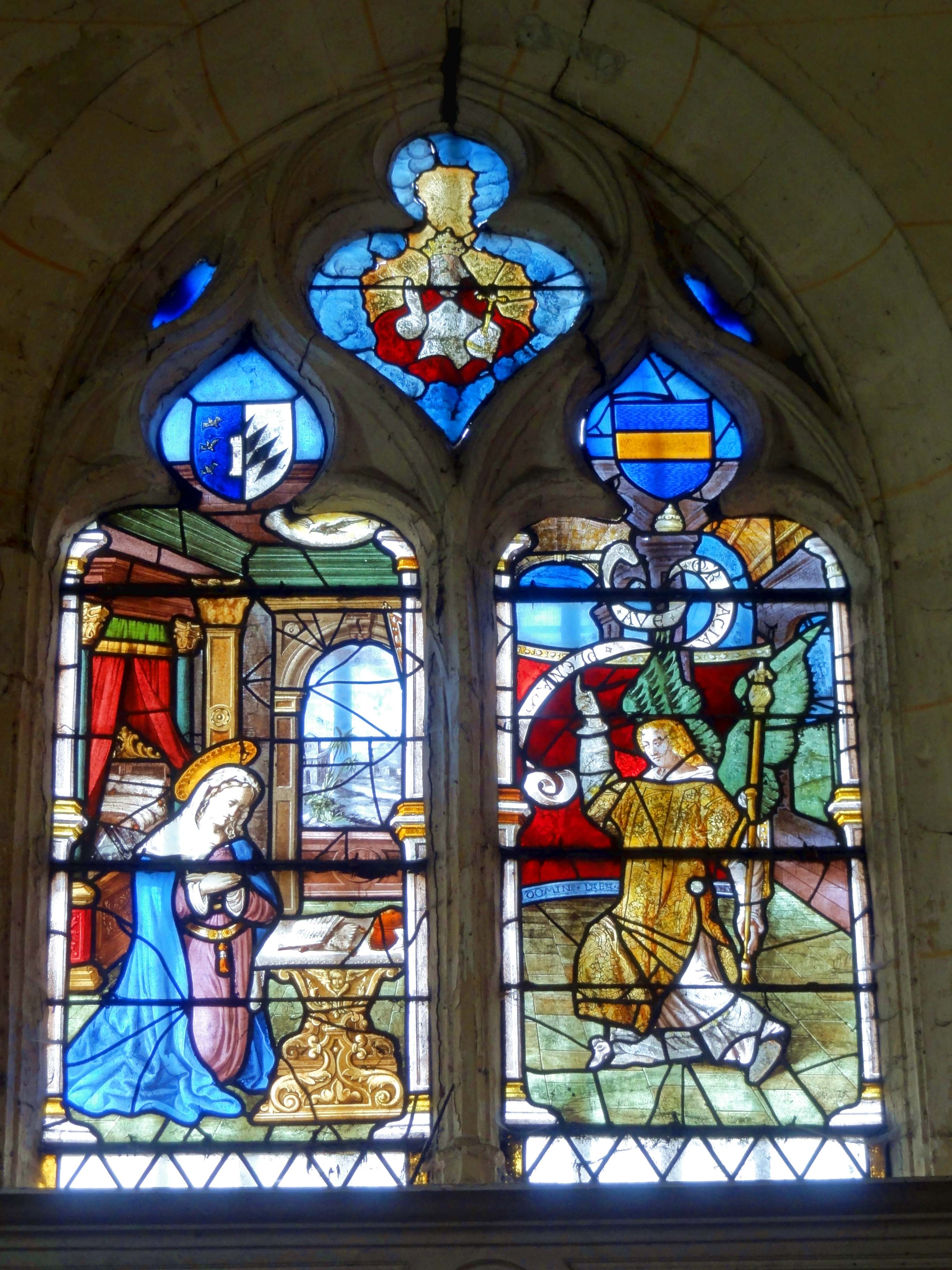
Verrière n° 1 - Annonciation.
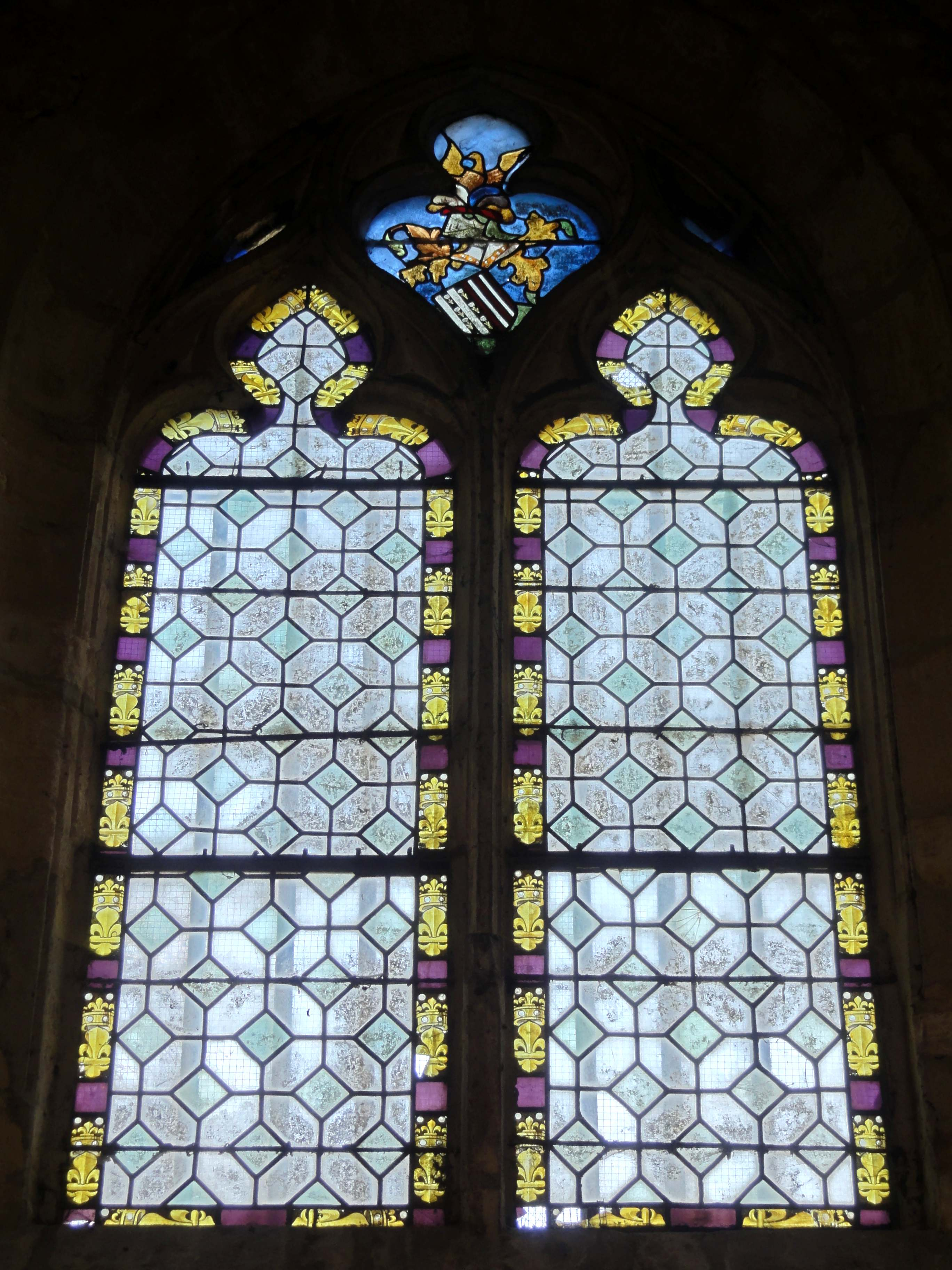
Verrière n° 3.
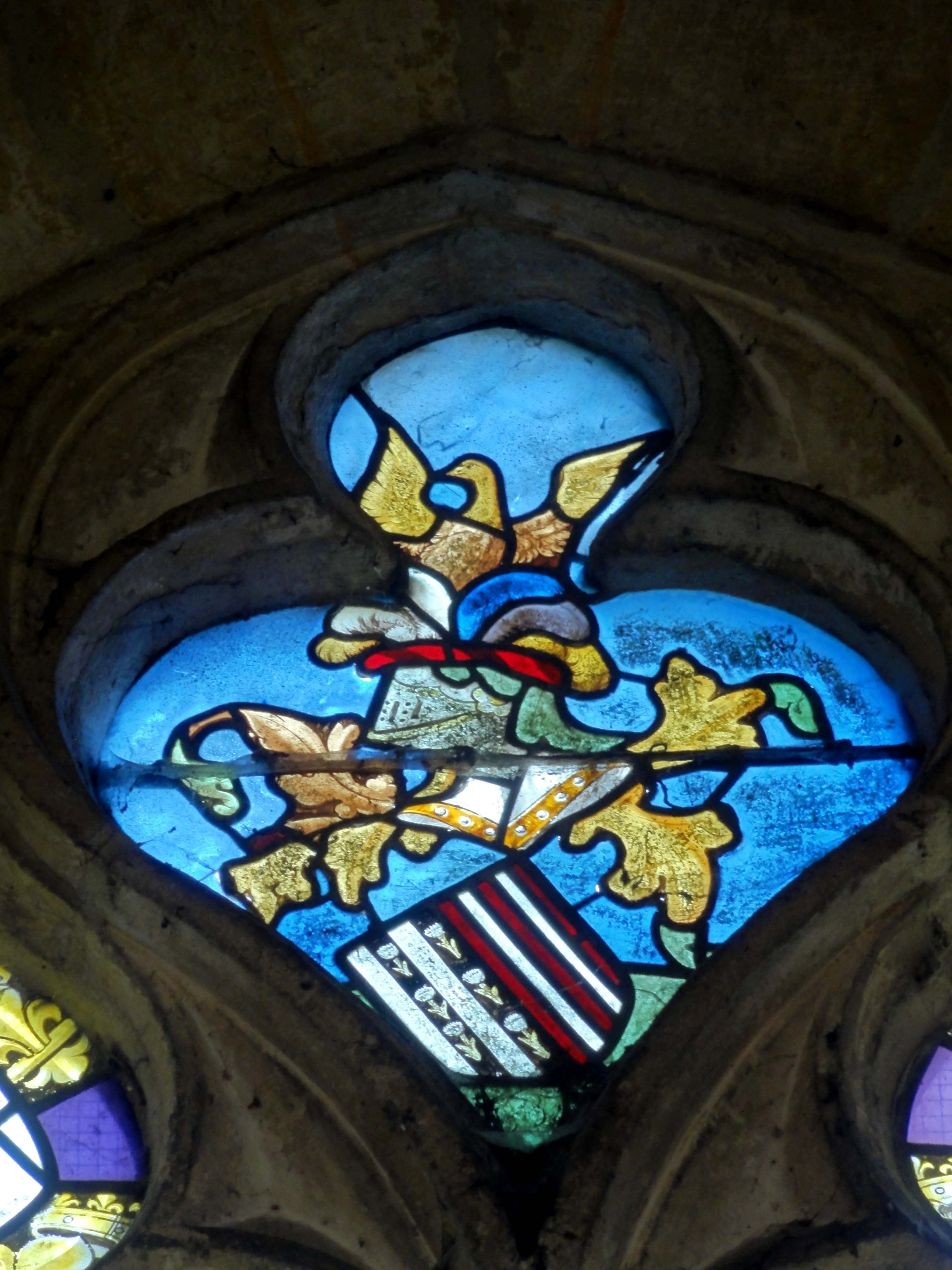
Tympan de la verrière n° 3 - Armoiries.
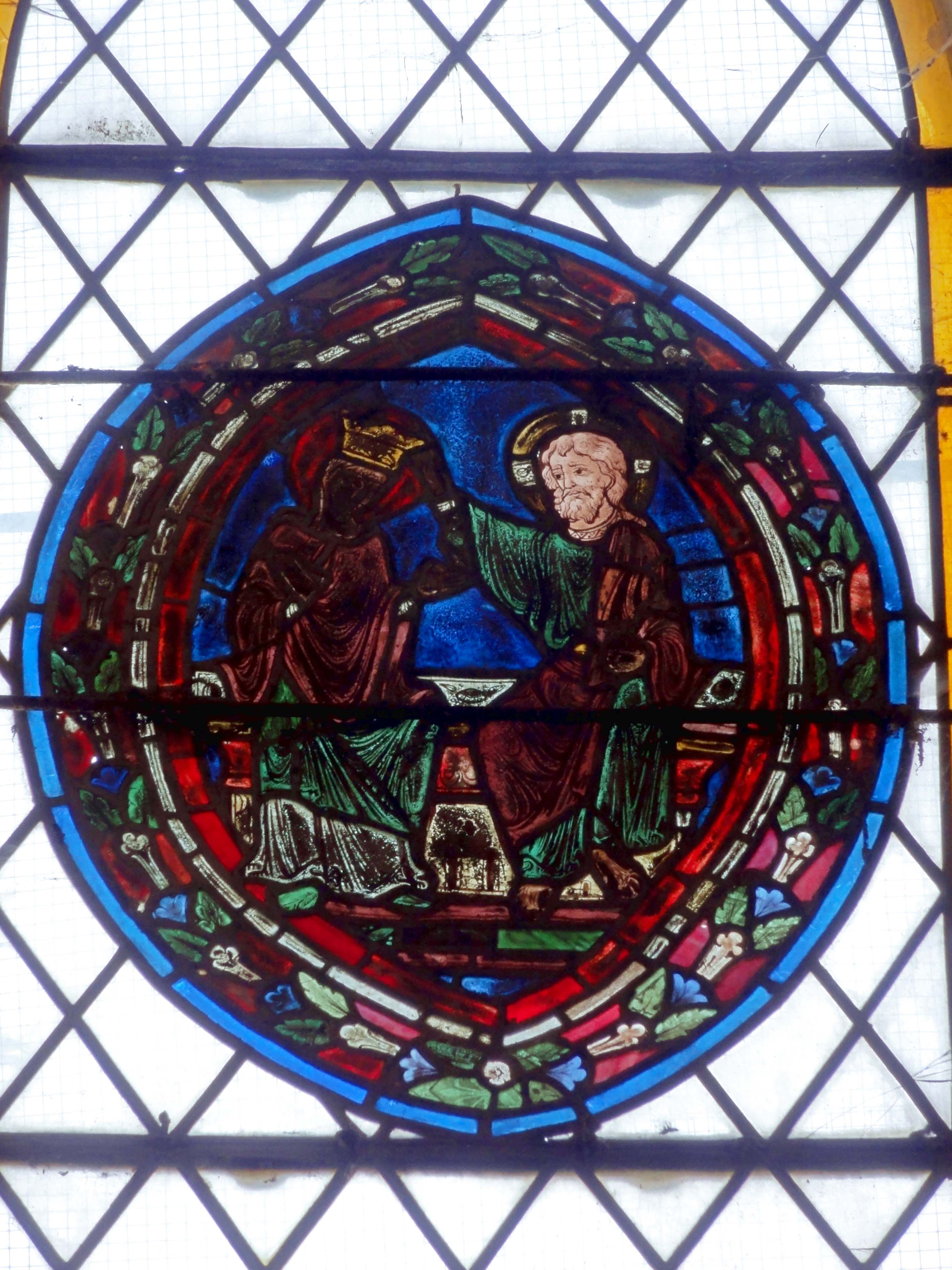
Médaillon - couronnement de la Vierge.
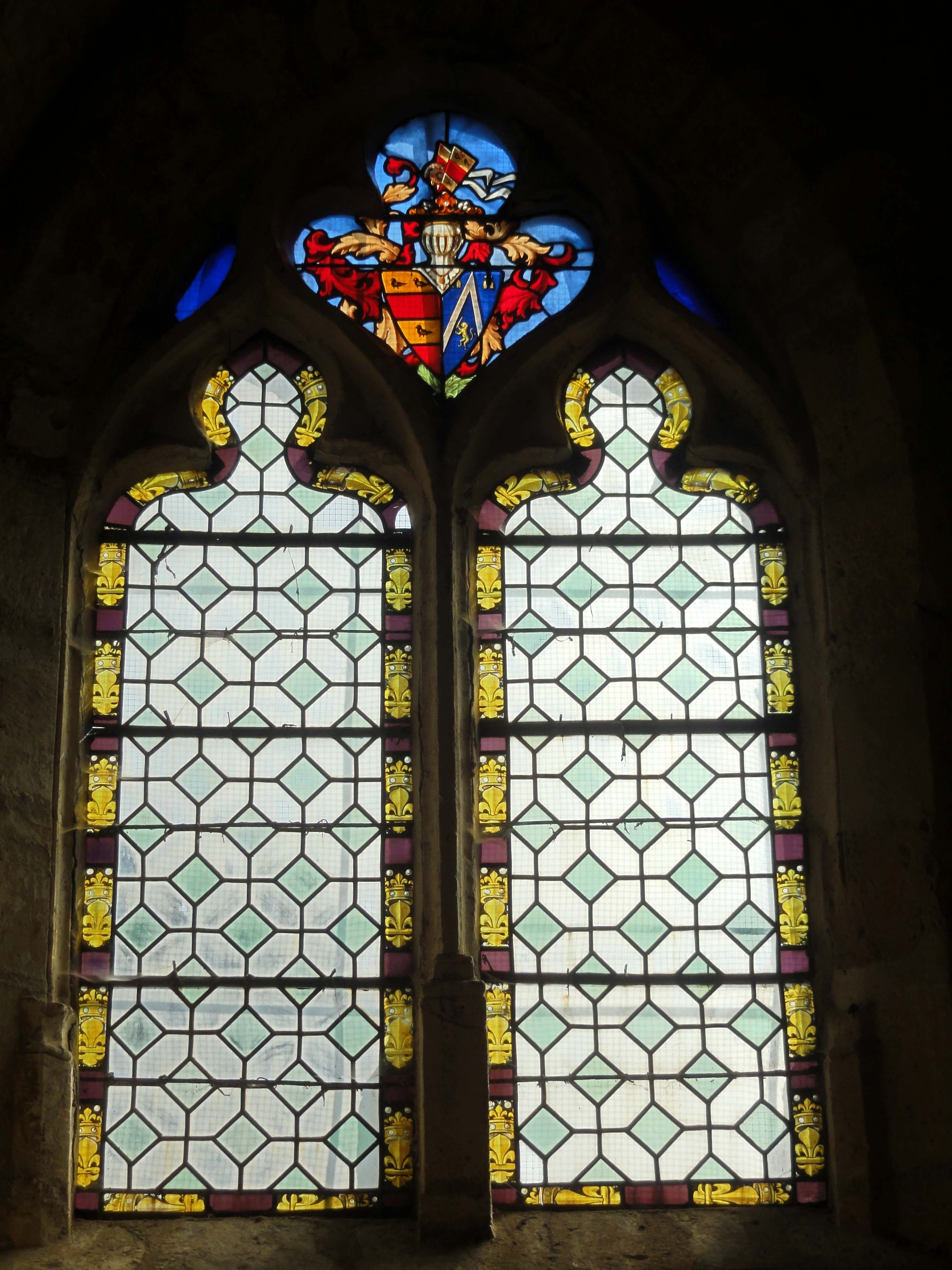
Verrière n° 4 (non classée).
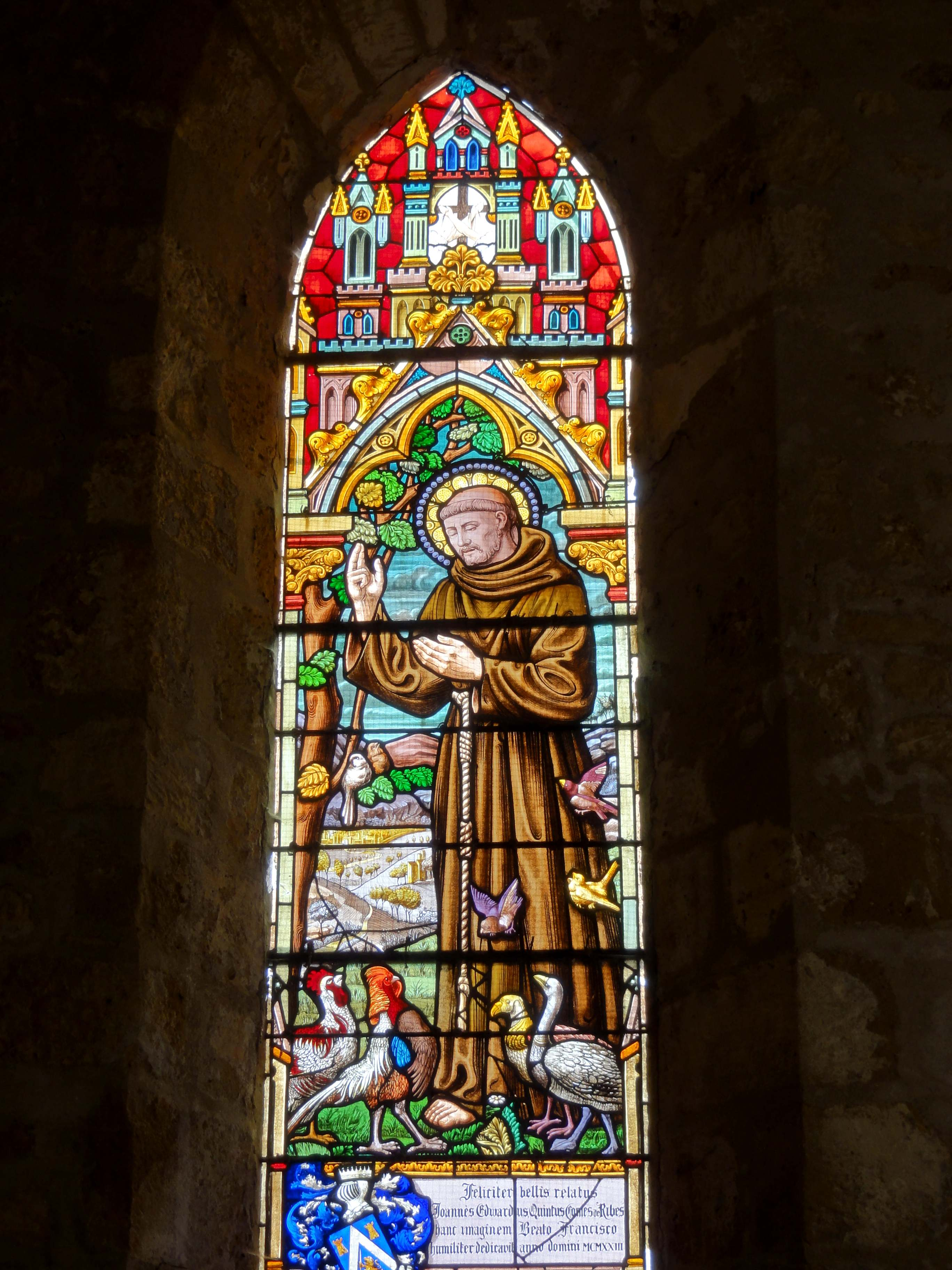
Verrière n° 6 - saint François d'Assise (n. cl.).